# 2023年のカリビアンシリーズ
野球の第65回カリビアンシリーズ（英: 65th Caribbean Series、西: 65.a Serie del Caribe）は、2023年2月2日から10日にかけて計32試合が、ベネズエラ・ボリバル共和国カラカス都市圏の2球場で開催された。その結果、ドミニカ共和国代表ティグレス・デル・リセイがベネズエラ代表レオネス・デル・カラカスとの決勝戦を3－0で制し、15年ぶり11度目の優勝を成し遂げた。ドミニカ共和国勢の優勝は2021年大会のアギラス・シバエーニャス以来2年ぶり22度目で、球団単位でも国・地域単位でも、ティグレスおよびドミニカ共和国勢が保持する優勝回数の歴代最多記録がさらに伸びた。賞金として、優勝のティグレスには15万ドルが、準優勝のレオネスには10万ドルが、3位決定戦を制したメキシコ代表カニェロス・デ・ロス・モチスには5万4000ドルが、それぞれ贈られた。ティグレスの先発投手シーザー・バルデスが予選ラウンドと決勝戦の2度のレオネス戦にいずれも先発登板し、計12.1イニングで無失点の好投を見せて大会MVPに選出された。
ベネズエラでは2013年3月の現職大統領ウゴ・チャベス死去以降、後継大統領ニコラス・マドゥロによる野党勢力弾圧、原油価格低迷に伴うハイパーインフレーションの進行、アメリカ合衆国による経済制裁などにより政情不安が深刻化した。これを受けて大会が2018年・2019年の2年連続で開催地をベネズエラから他国へ移していたため、ベネズエラ開催は2014年以来9年ぶりとなる。ベネズエラ政府は今大会を「国家再生」の宣伝に利用することを目論み、メジャーリーグベースボール傘下の選手を出場させるためにアメリカ合衆国財務省外国資産管理局へ制裁緩和を働きかけたり、会場のひとつとなる新球場エスタディオ・デ・ベイスボル・デ・ラ・リンコナダの建設工事を加速させたりした。こうして開催された今大会、ラ・リンコナダでの試合にレオネスが出場した7日間の総観客動員数は23万1572人に達し、そのうち初日の3万5691人は1日の観客動員として大会新記録となった。大会終了後、マドゥロは今大会を「過去最高の大会になった」と絶賛したうえで、その要因のひとつに「近代的で素晴らしい」球場の存在を挙げた。しかしそのラ・リンコナダで大会3日目の試合中に停電が発生し、インフラストラクチャーがまだまだ脆弱なことが露呈する場面もあった。反マドゥロ派ジャーナリストのオマール・エスタシオは、政権のプロパガンダに大会が乗っ取られたと批判したうえで「病院が潰れていき、国民が月収6ドルしか得られないこの国で、既に2万人収容の球場もあるカラカスに数千万ドルもかけて新球場を建てる意味はあったのか」と問いかけている。また、動画共有サイト "YouTube" 上でマドゥロ派の何者かが架空のニュースチャンネルのアカウントを作り、真偽不明の情報とディープフェイクを用いて大会の成功を英語で伝える動画を公開、それを国営放送局ベネソラーナ・デ・テレビシオンが外国メディア報道の引用という体裁で放送する、といった虚偽報道と思しき事案も確認されている。

## 開催までの経緯

### 開催地
今大会の開催地は、カラカス都市圏にある以下の2球場である。2球場での分散開催は、同じくベネズエラで開催された2006年以来17年ぶり2回目。
- エスタディオ・デ・ベイスボル・デ・ラ・リンコナダ（首都地区リベルタドル）
- エスタディオ・フォールム・ラ・グアイラ（ラ・グアイラ州マクート（スペイン語版））

今大会のベネズエラ開催は2022年1月、主催団体カリブ海プロ野球連合（CBPC）コミッショナーのフアン・フランシスコ・プエーヨが同国テレビ局のインタビューに対し「計画中」として明かした。このとき開催球場候補に挙げられたのは、リベルタドル市内のエスタディオ・ウニベルシタリオ・デ・カラカスだった。同国リーグ "リーガ・ベネソラーナ・デ・ベイスボル・プロフェシオナル" 会長ジュセッペ・パルミサーノは、開催球場候補をウニベルシタリオとフォールム・ラ・グアイラとしつつ、建設中のラ・リンコナダについても、年内に使用可能な状態となるまで工事が進むのなら開催球場にできるとの見解を示した。その後7月下旬には、大会の開催地がラ・リンコナダとフォールム・ラ・グアイラに決まったと発表された。プエーヨはラ・リンコナダの工事進捗について順調と認め、パルミサーノはウニベルシタリオについて出場チームの希望次第で練習拠点にしうると述べた。CBPCは11月にも幹部をベネズエラへ派遣して現場視察を行い、ラ・リンコナダでの開催にお墨付きを与えた。だが結局、ラ・リンコナダの工事は年内には終わらなかった。大会組織委員長ウンベルト・オロペサによると、1月中旬でも一部座席への椅子の設置などができていなかった。大会の開幕まで1週間を切った段階でも24時間態勢で3,000人以上の作業員が工事に従事する有様だったが、開幕前日には大統領ニコラス・マドゥロやプエーヨらが出席して開場式典が実施され、なんとか開幕の日を迎えた。

### 出場チーム
出場国・地域には2014年より、主催団体カリブ海プロ野球連合（CBPC）加盟の4か国・地域に加えて招待国枠が設けられた。2020年から2022年までの3年間は、招待国枠としてパナマとコロンビアのリーグ王者が招待されていた。今大会ではその招待国枠がさらに2枠増え、新たにキューバとキュラソーのリーグ王者が招待されることとなった。
キューバ勢は2014年から2019年まで6年連続で招待されていた。2020年大会にも当初は出場予定だったが、開催地プエルトリコがアメリカ合衆国のコモンウェルス（自治連邦区）であることから、同国連邦政府によるキューバ選手団への査証発給の見通しが立たず、招待枠をコロンビアへ譲らざるを得なくなった。これ以降キューバ勢の招待が止まっていたため、出場は今大会が4年ぶりとなる。以前は "セリエ・ナシオナル・デ・ベイスボル"（SNB）王者が出場していたが、その後の国内リーグ構造改変により、今大会には2022-23シーズンから始まった新リーグ "リーガ・エリテ・デル・ベイスボル・クバーノ"（LEBC）の王者が出場する。これに対し、キュラソー勢の出場は初めてである。国内リーグ "全国選手権AAリーグ"（CNCAAL）のレベルは他国・地域より落ちるが、同国野球連盟会長イェドレク・マグダレーナは今大会への招待が発表された2022年5月、北アメリカのマイナーリーグベースボールでプレイする選手を中心にメジャーリーガーも加えて出場チームを編成すると表明した。
この2か国・地域が選ばれたのは、開催国ベネズエラのリーグ "リーガ・ベネソラーナ・デ・ベイスボル・プロフェシオナル" の提案によるものという。その一方で、過去数年にわたり出場を熱望しながら今回も選ばれなかったのがニカラグアである。2013年にはキューバに続く出場候補国としてパナマやコロンビアとともにメジャーリーグベースボールから名前を挙げられ、2018年にはその3か国による予選を勝ち上がれば本大会出場という案がCBPC内で検討されたこともあった。しかしその後、ベネズエラの2019年大会開催権返上やキューバ勢の2020年大会出場断念といったトラブルに乗じてパナマ勢やコロンビア勢が招待され、ニカラグアは置いてきぼりを食っていた。同国リーグ "リーガ・ニカラグエンセ・デ・ベイスボル・プロフェシオナル" 会長パンカサーン・アルセは、2021年にも大会出場を求める書簡をCBPCへ送っていた。CBPCコミッショナーのプエーヨは、同国の加入は「もう少し先の話になる。まずはこの8か国・地域体制が定着するかどうかだ」と述べた。ニカラグア球界にとって悲願のカリビアンシリーズ出場は、翌2024年大会で実現することとなる。
今大会への出場権を得たチームは以下の通り。
| 国・地域               | リーグ  | チーム                       | カリビアンシリーズ経験 | カリビアンシリーズ経験 | 監督                   | 2022-23シーズン 国内優勝決定シリーズ結果                      | 出場決定日 |
| 国・地域               | リーグ  | チーム                       | 出場                   | 優勝                   | 監督                   | 2022-23シーズン 国内優勝決定シリーズ結果                      | 出場決定日 |
| ---------------------- | ------- | ---------------------------- | ---------------------- | ---------------------- | ---------------------- | ------------------------------------------------------------- | ---------- |
| プエルトリコ           | LBPRC   | インディオス・デ・マヤグエス | 09年ぶり17回目         | 02回                   | マコ・オリベラス       | 4勝3敗 vs. ヒガンテス・デ・カロリーナ                         | 01月25日   |
| ベネズエラ             | LVBP    | レオネス・デル・カラカス     | 13年ぶり15回目         | 02回                   | ホセ・アルガシル       | 4勝2敗 vs. ティブロネス・デ・ラ・グアイラ                     | 01月30日   |
| ドミニカ共和国         | LIDOM   | ティグレス・デル・リセイ     | 06年ぶり20回目         | 10回                   | ホセ・オファーマン     | 4勝1敗 vs. エストレージャス・オリエンタレス                   | 01月18日   |
| メキシコ               | LMP     | カニェロス・デ・ロス・モチス | 20年ぶり03回目         | なし                   | ホセ・モレノ           | 4勝2敗 vs. アルゴドネロス・デ・グアサベ                       | 01月28日   |
| パナマ（招待参加）     | Probeis | フェデラーレス・デ・チリキ   | 02年ぶり02回目         | なし                   | ホセ・マヨルガ         | 3勝0敗 vs. アトランティコス・デ・ボカス・デル・トーロ＝コロン | 01月19日   |
| コロンビア（招待参加） | LPBCOL  | バケーロス・デ・モンテリア   | 03年ぶり02回目         | なし                   | ロナルド・ラミレス     | 4勝1敗 vs. ティグレス・デ・カルタヘナ                         | 01月22日   |
| キューバ（招待参加）   | LEBC    | アグリクルトーレス           | 初                     | なし                   | カルロス・マルティ     | 4勝3敗 vs. ポルトゥアリオス                                   | 01月22日   |
| キュラソー（招待参加） | CNCAAL  | ワイルドキャッツKJ74         | 初                     | なし                   | ヘインリー・スタティア | 4勝1敗 vs. サンタマリア・パイレーツ                           | 11月10日   |

### 大会形式
開催国ベネズエラのリーグ "リーガ・ベネソラーナ・デ・ベイスボル・プロフェシオナル" は、大会出場チームを8チームへ増やすにあたり、予選ラウンドを4チームずつ2グループに分けて行い、各グループの1位チームどうしで決勝戦を実施する、という形式を構想していた。しかしこれは採用されず、予選ラウンドは8チームの1回戦総当たりで行い、上位4チームが決勝トーナメントへ進む形式が採用された。もし複数のチームが同じ勝敗で並んだ場合は、直接対決の勝敗により順位を定める。ただし3チーム以上が同率かつ直接対決の勝敗でも並ぶ場合は、直接対決でのチーム・クオリティ・バランス、すなわち（得点/攻撃イニング数）－（失点/守備イニング数）の数値で優劣をつける。決勝トーナメントでは、前年までと同様の準決勝→決勝に加え、今大会では史上初めて3位決定戦も実施される。また試合では、延長戦に突入した場合は無死二塁からイニングを始めるタイブレーク方式が導入される。

## 試合結果
2023年のカリビアンシリーズは2月2日に開幕し、9日間で予選ラウンド28試合、決勝トーナメント4試合の計32試合が行われた。日程・結果は以下の通り。
| 日付                                              | 試合         | 先攻球団                     | スコア | 後攻球団                     | 開催地       | 出場球団本拠地と開催地の位置 |
| ------------------------------------------------- | ------------ | ---------------------------- | ------ | ---------------------------- | ------------ | --- |
| 2月02日（木）                                     | 予選ラウンド | アグリクルトーレス           | 3－1   | ワイルドキャッツKJ74         | マクート     | 開催地カラカス · （レオネス・ · デル・カラカス）ティグレス・デル・リセイインディオス・ · デ・マヤグエスバケーロス・ · デ・モンテリアフェデラーレス・ · デ・チリキアグリクルトーレスワイルドキャッツKJ74カニェロス・デ・ロス・モチス |
| 2月02日（木）                                     | 予選ラウンド | カニェロス・デ・ロス・モチス | 5－4   | ティグレス・デル・リセイ     | リベルタドル | 開催地カラカス · （レオネス・ · デル・カラカス）ティグレス・デル・リセイインディオス・ · デ・マヤグエスバケーロス・ · デ・モンテリアフェデラーレス・ · デ・チリキアグリクルトーレスワイルドキャッツKJ74カニェロス・デ・ロス・モチス |
| 2月02日（木）                                     | 予選ラウンド | バケーロス・デ・モンテリア   | 7－1   | インディオス・デ・マヤグエス | マクート     | 開催地カラカス · （レオネス・ · デル・カラカス）ティグレス・デル・リセイインディオス・ · デ・マヤグエスバケーロス・ · デ・モンテリアフェデラーレス・ · デ・チリキアグリクルトーレスワイルドキャッツKJ74カニェロス・デ・ロス・モチス |
| 2月02日（木）                                     | 予選ラウンド | レオネス・デル・カラカス     | 5－2   | フェデラーレス・デ・チリキ   | リベルタドル | 開催地カラカス · （レオネス・ · デル・カラカス）ティグレス・デル・リセイインディオス・ · デ・マヤグエスバケーロス・ · デ・モンテリアフェデラーレス・ · デ・チリキアグリクルトーレスワイルドキャッツKJ74カニェロス・デ・ロス・モチス |
| 2月03日（金）                                     | 予選ラウンド | フェデラーレス・デ・チリキ   | 6－5   | バケーロス・デ・モンテリア   | リベルタドル | 開催地カラカス · （レオネス・ · デル・カラカス）ティグレス・デル・リセイインディオス・ · デ・マヤグエスバケーロス・ · デ・モンテリアフェデラーレス・ · デ・チリキアグリクルトーレスワイルドキャッツKJ74カニェロス・デ・ロス・モチス |
| 2月03日（金）                                     | 予選ラウンド | ティグレス・デル・リセイ     | 3－1   | アグリクルトーレス           | マクート     | 開催地カラカス · （レオネス・ · デル・カラカス）ティグレス・デル・リセイインディオス・ · デ・マヤグエスバケーロス・ · デ・モンテリアフェデラーレス・ · デ・チリキアグリクルトーレスワイルドキャッツKJ74カニェロス・デ・ロス・モチス |
| 2月03日（金）                                     | 予選ラウンド | ワイルドキャッツKJ74         | 2－1   | カニェロス・デ・ロス・モチス | リベルタドル | 開催地カラカス · （レオネス・ · デル・カラカス）ティグレス・デル・リセイインディオス・ · デ・マヤグエスバケーロス・ · デ・モンテリアフェデラーレス・ · デ・チリキアグリクルトーレスワイルドキャッツKJ74カニェロス・デ・ロス・モチス |
| 2月03日（金）                                     | 予選ラウンド | インディオス・デ・マヤグエス | 6－1   | レオネス・デル・カラカス     | マクート     | 開催地カラカス · （レオネス・ · デル・カラカス）ティグレス・デル・リセイインディオス・ · デ・マヤグエスバケーロス・ · デ・モンテリアフェデラーレス・ · デ・チリキアグリクルトーレスワイルドキャッツKJ74カニェロス・デ・ロス・モチス |
| 2月04日（土）                                     | 予選ラウンド | ワイルドキャッツKJ74         | 1－0   | フェデラーレス・デ・チリキ   | リベルタドル | 開催地カラカス · （レオネス・ · デル・カラカス）ティグレス・デル・リセイインディオス・ · デ・マヤグエスバケーロス・ · デ・モンテリアフェデラーレス・ · デ・チリキアグリクルトーレスワイルドキャッツKJ74カニェロス・デ・ロス・モチス |
| 2月04日（土）                                     | 予選ラウンド | インディオス・デ・マヤグエス | 4－6   | ティグレス・デル・リセイ     | マクート     | 開催地カラカス · （レオネス・ · デル・カラカス）ティグレス・デル・リセイインディオス・ · デ・マヤグエスバケーロス・ · デ・モンテリアフェデラーレス・ · デ・チリキアグリクルトーレスワイルドキャッツKJ74カニェロス・デ・ロス・モチス |
| 2月04日（土）                                     | 予選ラウンド | バケーロス・デ・モンテリア   | 6－7x  | カニェロス・デ・ロス・モチス | リベルタドル | 開催地カラカス · （レオネス・ · デル・カラカス）ティグレス・デル・リセイインディオス・ · デ・マヤグエスバケーロス・ · デ・モンテリアフェデラーレス・ · デ・チリキアグリクルトーレスワイルドキャッツKJ74カニェロス・デ・ロス・モチス |
| 2月04日（土）                                     | 予選ラウンド | アグリクルトーレス           | 3－20  | レオネス・デル・カラカス     | リベルタドル | 開催地カラカス · （レオネス・ · デル・カラカス）ティグレス・デル・リセイインディオス・ · デ・マヤグエスバケーロス・ · デ・モンテリアフェデラーレス・ · デ・チリキアグリクルトーレスワイルドキャッツKJ74カニェロス・デ・ロス・モチス |
| 2月05日（日）                                     | 予選ラウンド | バケーロス・デ・モンテリア   | 6－5   | ワイルドキャッツKJ74         | マクート     | 開催地カラカス · （レオネス・ · デル・カラカス）ティグレス・デル・リセイインディオス・ · デ・マヤグエスバケーロス・ · デ・モンテリアフェデラーレス・ · デ・チリキアグリクルトーレスワイルドキャッツKJ74カニェロス・デ・ロス・モチス |
| 2月05日（日）                                     | 予選ラウンド | カニェロス・デ・ロス・モチス | 6－5   | アグリクルトーレス           | リベルタドル | 開催地カラカス · （レオネス・ · デル・カラカス）ティグレス・デル・リセイインディオス・ · デ・マヤグエスバケーロス・ · デ・モンテリアフェデラーレス・ · デ・チリキアグリクルトーレスワイルドキャッツKJ74カニェロス・デ・ロス・モチス |
| 2月05日（日）                                     | 予選ラウンド | インディオス・デ・マヤグエス | 2－3   | フェデラーレス・デ・チリキ   | マクート     | 開催地カラカス · （レオネス・ · デル・カラカス）ティグレス・デル・リセイインディオス・ · デ・マヤグエスバケーロス・ · デ・モンテリアフェデラーレス・ · デ・チリキアグリクルトーレスワイルドキャッツKJ74カニェロス・デ・ロス・モチス |
| 2月05日（日）                                     | 予選ラウンド | ティグレス・デル・リセイ     | 2－3x  | レオネス・デル・カラカス     | リベルタドル | 開催地カラカス · （レオネス・ · デル・カラカス）ティグレス・デル・リセイインディオス・ · デ・マヤグエスバケーロス・ · デ・モンテリアフェデラーレス・ · デ・チリキアグリクルトーレスワイルドキャッツKJ74カニェロス・デ・ロス・モチス |
| 2月06日（月）                                     | 予選ラウンド | アグリクルトーレス           | 4－5   | バケーロス・デ・モンテリア   | リベルタドル | 開催地カラカス · （レオネス・ · デル・カラカス）ティグレス・デル・リセイインディオス・ · デ・マヤグエスバケーロス・ · デ・モンテリアフェデラーレス・ · デ・チリキアグリクルトーレスワイルドキャッツKJ74カニェロス・デ・ロス・モチス |
| 2月06日（月）                                     | 予選ラウンド | ティグレス・デル・リセイ     | 10－1  | フェデラーレス・デ・チリキ   | マクート     | 開催地カラカス · （レオネス・ · デル・カラカス）ティグレス・デル・リセイインディオス・ · デ・マヤグエスバケーロス・ · デ・モンテリアフェデラーレス・ · デ・チリキアグリクルトーレスワイルドキャッツKJ74カニェロス・デ・ロス・モチス |
| 2月06日（月）                                     | 予選ラウンド | ワイルドキャッツKJ74         | 1－3   | インディオス・デ・マヤグエス | リベルタドル | 開催地カラカス · （レオネス・ · デル・カラカス）ティグレス・デル・リセイインディオス・ · デ・マヤグエスバケーロス・ · デ・モンテリアフェデラーレス・ · デ・チリキアグリクルトーレスワイルドキャッツKJ74カニェロス・デ・ロス・モチス |
| 2月06日（月）                                     | 予選ラウンド | カニェロス・デ・ロス・モチス | 7－0   | レオネス・デル・カラカス     | リベルタドル | 開催地カラカス · （レオネス・ · デル・カラカス）ティグレス・デル・リセイインディオス・ · デ・マヤグエスバケーロス・ · デ・モンテリアフェデラーレス・ · デ・チリキアグリクルトーレスワイルドキャッツKJ74カニェロス・デ・ロス・モチス |
| 2月07日（火）                                     | 予選ラウンド | アグリクルトーレス           | 3－4x  | インディオス・デ・マヤグエス | リベルタドル | 開催地カラカス · （レオネス・ · デル・カラカス）ティグレス・デル・リセイインディオス・ · デ・マヤグエスバケーロス・ · デ・モンテリアフェデラーレス・ · デ・チリキアグリクルトーレスワイルドキャッツKJ74カニェロス・デ・ロス・モチス |
| 2月07日（火）                                     | 予選ラウンド | フェデラーレス・デ・チリキ   | 1－2   | カニェロス・デ・ロス・モチス | マクート     | 開催地カラカス · （レオネス・ · デル・カラカス）ティグレス・デル・リセイインディオス・ · デ・マヤグエスバケーロス・ · デ・モンテリアフェデラーレス・ · デ・チリキアグリクルトーレスワイルドキャッツKJ74カニェロス・デ・ロス・モチス |
| 2月07日（火）                                     | 予選ラウンド | バケーロス・デ・モンテリア   | 11－1  | ティグレス・デル・リセイ     | リベルタドル | 開催地カラカス · （レオネス・ · デル・カラカス）ティグレス・デル・リセイインディオス・ · デ・マヤグエスバケーロス・ · デ・モンテリアフェデラーレス・ · デ・チリキアグリクルトーレスワイルドキャッツKJ74カニェロス・デ・ロス・モチス |
| 2月07日（火）                                     | 予選ラウンド | レオネス・デル・カラカス     | 8－6   | ワイルドキャッツKJ74         | マクート     | 開催地カラカス · （レオネス・ · デル・カラカス）ティグレス・デル・リセイインディオス・ · デ・マヤグエスバケーロス・ · デ・モンテリアフェデラーレス・ · デ・チリキアグリクルトーレスワイルドキャッツKJ74カニェロス・デ・ロス・モチス |
| 2月08日（水）                                     | 予選ラウンド | フェデラーレス・デ・チリキ   | 10－4  | アグリクルトーレス           | リベルタドル | 開催地カラカス · （レオネス・ · デル・カラカス）ティグレス・デル・リセイインディオス・ · デ・マヤグエスバケーロス・ · デ・モンテリアフェデラーレス・ · デ・チリキアグリクルトーレスワイルドキャッツKJ74カニェロス・デ・ロス・モチス |
| 2月08日（水）                                     | 予選ラウンド | ワイルドキャッツKJ74         | 2－6   | ティグレス・デル・リセイ     | マクート     | 開催地カラカス · （レオネス・ · デル・カラカス）ティグレス・デル・リセイインディオス・ · デ・マヤグエスバケーロス・ · デ・モンテリアフェデラーレス・ · デ・チリキアグリクルトーレスワイルドキャッツKJ74カニェロス・デ・ロス・モチス |
| 2月08日（水）                                     | 予選ラウンド | インディオス・デ・マヤグエス | 9－3   | カニェロス・デ・ロス・モチス | リベルタドル | 開催地カラカス · （レオネス・ · デル・カラカス）ティグレス・デル・リセイインディオス・ · デ・マヤグエスバケーロス・ · デ・モンテリアフェデラーレス・ · デ・チリキアグリクルトーレスワイルドキャッツKJ74カニェロス・デ・ロス・モチス |
| 2月08日（水）                                     | 予選ラウンド | レオネス・デル・カラカス     | 7－4   | バケーロス・デ・モンテリア   | リベルタドル | 開催地カラカス · （レオネス・ · デル・カラカス）ティグレス・デル・リセイインディオス・ · デ・マヤグエスバケーロス・ · デ・モンテリアフェデラーレス・ · デ・チリキアグリクルトーレスワイルドキャッツKJ74カニェロス・デ・ロス・モチス |
| 2月09日（木）                                     | 準決勝       | ティグレス・デル・リセイ     | 8－3   | カニェロス・デ・ロス・モチス | マクート     | 開催地カラカス · （レオネス・ · デル・カラカス）ティグレス・デル・リセイインディオス・ · デ・マヤグエスバケーロス・ · デ・モンテリアフェデラーレス・ · デ・チリキアグリクルトーレスワイルドキャッツKJ74カニェロス・デ・ロス・モチス |
| 2月09日（木）                                     | 準決勝       | バケーロス・デ・モンテリア   | 5－7   | レオネス・デル・カラカス     | リベルタドル | 開催地カラカス · （レオネス・ · デル・カラカス）ティグレス・デル・リセイインディオス・ · デ・マヤグエスバケーロス・ · デ・モンテリアフェデラーレス・ · デ・チリキアグリクルトーレスワイルドキャッツKJ74カニェロス・デ・ロス・モチス |
| 2月10日（金）                                     | 3位決定戦    | バケーロス・デ・モンテリア   | 0－1   | カニェロス・デ・ロス・モチス | リベルタドル | 開催地カラカス · （レオネス・ · デル・カラカス）ティグレス・デル・リセイインディオス・ · デ・マヤグエスバケーロス・ · デ・モンテリアフェデラーレス・ · デ・チリキアグリクルトーレスワイルドキャッツKJ74カニェロス・デ・ロス・モチス |
| 2月10日（金）                                     | 決勝戦       | ティグレス・デル・リセイ     | 3－0   | レオネス・デル・カラカス     | リベルタドル | 開催地カラカス · （レオネス・ · デル・カラカス）ティグレス・デル・リセイインディオス・ · デ・マヤグエスバケーロス・ · デ・モンテリアフェデラーレス・ · デ・チリキアグリクルトーレスワイルドキャッツKJ74カニェロス・デ・ロス・モチス |
| 優勝： ティグレス・デル・リセイ（15年ぶり11度目） |              |                              |        |                              |              | 開催地カラカス · （レオネス・ · デル・カラカス）ティグレス・デル・リセイインディオス・ · デ・マヤグエスバケーロス・ · デ・モンテリアフェデラーレス・ · デ・チリキアグリクルトーレスワイルドキャッツKJ74カニェロス・デ・ロス・モチス |

### 予選ラウンド

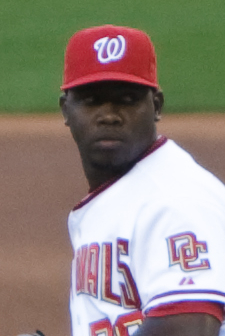
シャイロン・マルティス（写真は2009年4月4日、メジャーリーグベースボールのワシントン・ナショナルズ在籍時に撮影）

2月2日午前、ラ・グアイラ州マクートのエスタディオ・フォールム・ラ・グアイラで第1試合が始まり、第65回カリビアンシリーズが開幕した。その試合には今大会が初出場となるキュラソー代表ワイルドキャッツKJ74が登場し、キューバ代表アグリクルトーレスと対戦した。ワイルドキャッツは5回裏一死一・三塁から1番ダレン・セフェリナの二ゴロが併殺崩れとなる間に1点を先制するも、8回表に8番アンドレス・デラクルーズのソロ本塁打で追いつかれる。そのままタイブレーク形式の延長戦に突入すると、表の守備では2番手投手シャイロン・マルティスが先頭打者ギジェルモ・アビレスの適時打で勝ち越しを許したのに対し、裏の攻撃ではアンディ・バルガスの前に三者凡退に抑え込まれて敗れ、初試合初勝利とはならなかった。続いて首都地区リベルタドルのエスタディオ・デ・ベイスボル・デ・ラ・リンコナダで第2試合が、フォールム・ラ・グアイラで第3試合が行われたのち、ラ・リンコナダで第4試合開始前に大会の開会式が催された。シモン・ボリバル交響楽団とエル・システマ傘下の合唱団によるベネズエラ国歌『勇敢なる人民に栄光を』のあと、レオネス・デル・カラカスのファンとしても知られる歌手のオスカル・デ・レオンが登場、40分以上にわたってコンサートを披露した。そして始球式では、主催団体カリブ海プロ野球連合コミッショナーのフアン・フランシスコ・プエーヨがボールを投じた。第4試合は大会史上最多となる3万5691人の観客が集まった前で行われ、地元のレオネスがパナマ代表フェデラーレス・デ・チリキと対戦した。レオネスは初回表に3番エルナン・ペレスの適時打で1点を先制するが、2回裏に一度は逆転を許す。それでも4回表、相手先発投手デイビス・ロメロが無死一・二塁で肉刺をつぶして降板すると、2番手ウィルフレド・ペレイラから2者連続四球を選んで押し出しで同点とし、続く2番ウィルフレド・トーバーの二ゴロで勝ち越した。その後は8回表と9回表にも1点ずつ加えて突き放し、5－2で初戦を飾った。
大会2日目、第3試合でワイルドキャッツがキュラソー勢史上初勝利を挙げた。メキシコ代表カニェロス・デ・ロス・モチスと対戦し、3回表に1番ロジャー・バーナディーナと2番レイ＝パトリック・ディダーの連続二塁打で先制、5回表にもバーナディーナの適時打で1点を追加し、相手の反撃を6番ジョーイ・テルドスラビッチのソロ本塁打のみにとどめて継投でリードを守りきった。この日はこの試合も含め、全4試合が前日勝利チームと敗戦チームの対戦となり、全て後者が勝利した。その結果、全8チームが1勝1敗で並んだ。この混戦状態から3日目・4日目と連勝して一歩抜け出したのが、カニェロスとレオネスだった。カニェロスは3日目、コロンビア代表バケーロス・デ・モンテリアを相手に3点ビハインドから追いつくと、最後は9回裏一死満塁から3番ロベルト・バレンズエラへの死球により7x－6のサヨナラ勝利を収めた。この試合にカニェロスの4番・一塁として先発出場したのが、コロンビア人のレイナルド・ロドリゲスである。彼はこのシーズン、まずメキシコリーグ "リーガ・メヒカーナ・デル・パシフィコ" のアギラス・デ・メヒカリでプレイし、そのあとコロンビアリーグ "リーガ・コロンビアーナ・デ・ベイスボル・プロフェシオナル" 優勝決定シリーズに合わせてバケーロスへ移籍していた。大会規定により彼の招集優先権はメキシコ側にあり、同リーグのカニェロスがアギラスからの補強選手として彼を指名したため、彼は母国のバケーロスに残れず、つい先日までの古巣と対戦することになった。この日は8回裏二死一・三塁から四球で出塁すると、6番オルランド・ピーナの適時打で同点となる6点目のホームを踏んだ。カニェロスは翌日も、アグリクルトーレス戦で3－5から逆転して1点差勝利を挙げた。レオネスは3日目、アグリクルトーレス相手に20－3と大勝した。この1試合でレオネス打線が奪った20得点は最多タイ記録であり、また放った25安打は最多記録を46年ぶりに更新した。翌日、ドミニカ共和国代表ティグレス・デル・リセイとの試合は一転して0－0のまま延長戦に入り、10回・11回と互いに1点ずつ奪い合う展開となったあと、12回裏一死一・二塁から7番ホセ・ロンドンのサヨナラ適時打で勝利した。この試合では投手陣が要所を締め、ティグレス打線を得点圏で19打数1安打に封じた。

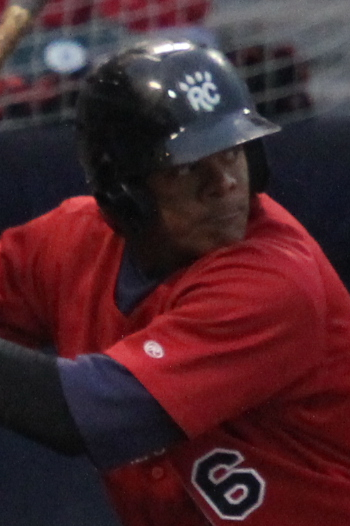
レイナルド・ロドリゲス（写真は2013年4月4日、マイナーリーグベースボールAA級ニューブリテン在籍時に撮影）

同率で首位に並ぶこの2チームが、5日目の第4試合で直接対決した。両チームの監督、カニェロスのホセ・モレノとレオネスのホセ・アルガシルは同じベネズエラ人というだけでなく、顔なじみの仲であった。というのも、同国リーグ "リーガ・ベネソラーナ・デ・ベイスボル・プロフェシオナル" のカルデナレス・デ・ララにおいて、2017-18シーズンから通算3季にわたりJ・モレノが監督として指揮を執り、彼の下でアルガシルが三塁コーチを務めていたためである。しかし手の内を知る両者の対決は一方的な展開になった。レオネス先発投手JC・ラミレスをカニェロス打線が打ち崩し、2回表に無死一・二塁から6番テルドスラビッチの適時二塁打で2点を先制すると、3回表にも無死二・三塁から3番バレンズエラの三塁打で2点を加える。レオネスはノーウィス・グディーニョへ継投したが、カニェロスはさらに4番R・ロドリゲスが適時打でバレンズエラを還し1点、二死後7番フリアン・オルネラスの振り逃げ間にR・ロドリゲスが二塁から生還し1点を追加、3回終了時で6－0とした。この両イニングも含め、カニェロス打線は初回から6イニング連続で先頭打者を出塁させた。これに対しレオネス打線は、カニェロス先発投手ルイス・ミランダの前に6イニングで2安打のみ。カニェロスがさらに1点を加えた直後の8回裏には、相手の3番手ブランドン・コーチから2四球で二死一・二塁の好機を作ったものの、カニェロスがラファエル・コルドバへ継投すると、1番アリ・カスティーヨが二ゴロに倒れた。こうしてカニェロスがこの試合を7－0で制し、4勝1敗の単独首位に浮上した。J・モレノは、試合前に母国の国歌を耳にしたとき「涙がウルッときたことは否定できない」といい、試合内容についてはミランダの好投を称えた。アルガシルは「メキシコが我々よりもいい試合をした」と完敗を認め、前日のティグレスとの試合が延長12回までもつれたことによる疲労について訊かれると「それは言い訳にはならない」と否定した。
翌6日目の第1試合では、1勝4敗で単独最下位のアグリクルトーレスと、2勝3敗で5位タイのプエルトリコ代表インディオス・デ・マヤグエスが対戦した。アグリクルトーレスは1点をリードして迎えた9回裏、二塁手カルロス・ベニテスに代えてユリアン・ミランを守備に就かせる。A・バルガスは3イニング目のマウンドに上がり、二死一・三塁と逆転の走者を背負いながらも、打席の1番ブライアン・トーレスを0ボール2ストライクに追い込む。しかし3球目をB・トーレスが二塁方向へ弾き返すと、打球はミランの後逸により外野へ転がり、インディオスが同点に追いついた。なおも二・三塁から敬遠により満塁策がとられたあと、3番エマヌエル・リベラの中前打でインディオスが逆転サヨナラ勝利を収めた。これにより、アグリクルトーレスの予選ラウンド敗退が決まった。続く第2試合では、単独首位カニェロスがフェデラーレスに2－1で勝利し、予選ラウンド突破の第1号となった。カニェロスは翌日の試合で敗れればレオネスあるいはバケーロスと5勝2敗で並ぶが、いずれに対しても直接対決で勝利しているため、この時点で予選ラウンド首位通過が確定した。また、第3試合ではバケーロスがティグレスを11－1で、第4試合ではレオネスがワイルドキャッツを8－6で、それぞれ下した。7日目にはバケーロスとレオネスの直接対決が組まれているが、その結果にかかわらずバケーロスは予選ラウンド突破が決まった。7日目、バケーロスは敗れてティグレスおよびインディオスと4勝3敗で並んでも、いずれに対しても直接対決で勝利しているためこの両チームを上回り3位となる。その一方でレオネスには、7日目にティグレスおよびインディオスと4勝3敗で並んだ場合、3球団間の直接対決が1勝1敗の三すくみのためチーム・クオリティ・バランス勝負となり、その数値が最も悪いレオネスが敗退するという可能性が残されていた。またワイルドキャッツとフェデラーレスにも、自身の勝利に加えて他チームの敗戦も必須という厳しい条件ながら、決勝トーナメント進出への道は閉ざされていなかった。

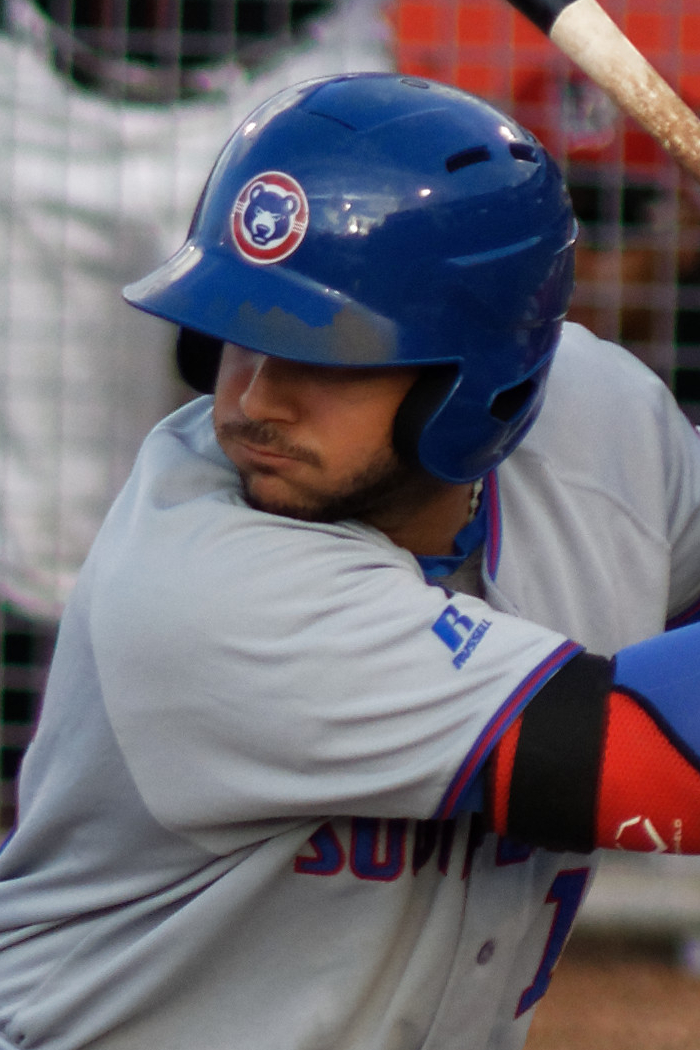
ビマエル・マシン（写真は2016年8月20日、マイナーリーグベースボールA級サウスベンド在籍時に撮影）

最終7日目はまず第1試合、フェデラーレスがアグリクルトーレスに10－4で逆転勝ちした。フェデラーレスは1点を追う3回表に4番ジョー・デルーカの適時打で同点とし、なおも一死満塁から6番ジョニー・サントスの走者一掃二塁打で逆転、その後も加点しつつ相手の反撃を7回裏の3点のみに封じた。アグリクルトーレスはこの敗戦により、2日目からの6連敗で最下位となった。監督のカルロス・マルティは低迷について、国内の主力選手が3月の第5回ワールド・ベースボール・クラシックへ向けて日本での合宿に参加しており、補強選手によるチーム強化がほとんどできなかったことを指摘した。また、アグリクルトーレスには物資の欠乏がみられ、ティグレスの亡命キューバ人選手ヘンリー・ウルティアは自身のTwitter上にて、アグリクルトーレスへ渡すために集めた包帯や鎮痛剤などの映像を投稿している。フェデラーレスは勝ち抜けの可能性を残した。しかし第2試合、ティグレスがワイルドキャッツを6－2で下したことで、ティグレスを含む4チームが4勝に達したため、3勝以下のフェデラーレスとワイルドキャッツは敗退が決まった。1－1で迎えた7回裏、ティグレスは一死三塁から2番ロビンソン・カノの適時二塁打で勝ち越し、さらに代打ラモン・ヘルナンデスの3点本塁打で突き放した。また、第3試合ではインディオスがカニェロスに9－3で勝利し、ティグレスに続いて4勝目を挙げた。インディオスは初回表に4番ビマエル・マシンの適時打で1点を先行、3回表には先頭打者B・トーレスからの3連打や5番エドウィン・ディアスの3点本塁打で4点を奪い、一度は2点差まで詰め寄られたものの追いつかせることなく試合を終わらせた。この試合はインディオス監督のマコ・オリベラスにとって大会通算28勝目で、フェリックス・フェルミンが保持していた歴代最多記録を更新する1勝にもなった。この3試合を経て新たにティグレスの決勝トーナメント進出が決まり、残りは1枠となった。第4試合でバケーロスとレオネスが対戦し、バケーロスが勝てばインディオスが、レオネスが勝てばレオネスが、決勝トーナメント進出となる。
第4試合はラ・リンコナダで午後8時過ぎに始まり、地元のレオネスが優位に進める。2回表、5番オズワルドと8番オーランドのアルシア兄弟が四球で出塁し二死一・二塁とすると、9番フランシスコ・アルシアと1番A・カスティーヨの連続適時打で3点を先制する。バケーロスもその裏、一死一・二塁から7番ファビアン・ペルトゥスの適時打で1点を返す。だが、なおも続く好機に8番パベル・マンサネーロは三振、さらに二塁走者ヘスス・マリアーガがレオネス先発投手ジョーリス・チャシーンの牽制に刺され、追加点はならなかった。レオネスは3回表に2点を加えて5－1と点差を広げたあと、5回表にも無死一・二塁とする。ここで7番カルロス・リベロが中前へ抜けようかという打球を放つも、二塁手ダヤン・フリアスがワンバウンドで捕球した。フリアスは二塁を踏んで一塁走者を封殺したあと近くにいた二塁走者にタッチし、一塁への送球で打者走者リベロもアウトにして三重殺を完成させた。大会史上、三重殺成立は3年ぶり4度目の出来事だった。バケーロスはその直後の5回裏に9番F・アルシアの適時打で1点を返し、6回裏には先頭打者アンドレス・アングロが四球を選んでチャシーンを降板に追い込んだ。チャシーンはバケーロス打線について、狙い球を絞りボール球に手を出さないためアウトにしづらかったと振り返った。マウンドを引き継いだミゲル・ソコロビッチに対し、バケーロスは二死二・三塁から8番マンサネーロの二塁打で2点を加え、1点差に詰め寄った。しかしソコロビッチは、9番フリアスを見逃し三振に仕留めて危機を脱した。結果的には、バケーロスの反撃はここまでとなった。レオネスは7回裏をアーナルド・ヘルナンデスが、8回裏をリカルド・ロドリゲスが、それぞれ三者凡退に封じる。打線が2点を加えたあとの9回裏は、抑え投手アンソニー・ビスカヤが無失点で締め、レオネスが7－4で勝利した。この結果、レオネスが2位で決勝トーナメントへ進出し、インディオスは4勝3敗でバケーロスやティグレスと並んだものの、直接対決でいずれにも敗れていることから5位で予選ラウンド敗退となった。
| 順位 | チーム                       | 成績   | 対戦相手別勝敗 | 対戦相手別勝敗 | 対戦相手別勝敗 | 対戦相手別勝敗     | 対戦相手別勝敗   | 対戦相手別勝敗 | 対戦相手別勝敗 | 対戦相手別勝敗 | 日程経過別勝敗 | 日程経過別勝敗 | 日程経過別勝敗 | 日程経過別勝敗 | 日程経過別勝敗 | 日程経過別勝敗 | 日程経過別勝敗 |
| 順位 | チーム                       | 成績   | メキシコの旗   | ベネズエラの旗 | コロンビアの旗 | ドミニカ共和国の旗 | プエルトリコの旗 | パナマの旗     | キュラソーの旗 | キューバの旗   | 1              | 2              | 3              | 4              | 5              | 6              | 7              |
| ---- | ---------------------------- | ------ | -------------- | -------------- | -------------- | ------------------ | ---------------- | -------------- | -------------- | -------------- | -------------- | -------------- | -------------- | -------------- | -------------- | -------------- | -------------- |
| 1    | カニェロス・デ・ロス・モチス | 5勝2敗 | －             | ○              | ○              | ○                  | ×                | ○              | ×              | ○              | ○              | ×              | ○              | ○              | ○              | ○              | ×              |
| 2    | レオネス・デル・カラカス     | 5勝2敗 | ×              | －             | ○              | ○                  | ×                | ○              | ○              | ○              | ○              | ×              | ○              | ○              | ×              | ○              | ○              |
| 3    | バケーロス・デ・モンテリア   | 4勝3敗 | ×              | ×              | －             | ○                  | ○                | ×              | ○              | ○              | ○              | ×              | ×              | ○              | ○              | ○              | ×              |
| 4    | ティグレス・デル・リセイ     | 4勝3敗 | ×              | ×              | ×              | －                 | ○                | ○              | ○              | ○              | ×              | ○              | ○              | ×              | ○              | ×              | ○              |
| 5    | インディオス・デ・マヤグエス | 4勝3敗 | ○              | ○              | ×              | ×                  | －               | ×              | ○              | ○              | ×              | ○              | ×              | ×              | ○              | ○              | ○              |
| 6    | フェデラーレス・デ・チリキ   | 3勝4敗 | ×              | ×              | ○              | ×                  | ○                | －             | ×              | ○              | ×              | ○              | ×              | ○              | ×              | ×              | ○              |
| 7    | ワイルドキャッツKJ74         | 2勝5敗 | ○              | ×              | ×              | ×                  | ×                | ○              | －             | ×              | ×              | ○              | ○              | ×              | ×              | ×              | ×              |
| 8    | アグリクルトーレス           | 1勝6敗 | ×              | ×              | ×              | ×                  | ×                | ×              | ○              | －             | ○              | ×              | ×              | ×              | ×              | ×              | ×              |

#### 1日目 2月2日
第1試合＠エスタディオ・フォールム・ラ・グアイラ（ラ・グアイラ州マクート）
|                                     | 1 | 2 | 3 | 4 | 5 | 6 | 7 | 8 | 9 | 10 | R | H | E |
| ----------------------------------- | - | - | - | - | - | - | - | - | - | -- | - | - | - |
| アグリクルトーレス（CUB、1勝0敗）   | 0 | 0 | 0 | 0 | 0 | 0 | 0 | 1 | 0 | 2  | 3 | 9 | 1 |
| ワイルドキャッツKJ74（CUW、0勝1敗） | 0 | 0 | 0 | 0 | 1 | 0 | 0 | 0 | 0 | 0  | 1 | 6 | 0 |

1. （延長10回）
2. 勝利：アンディ・バルガス（1勝）
3. 敗戦：シャイロン・マルティス（1敗）
4. 本塁打
CUB：アンドレス・デラクルーズ1号ソロ
5. 審判
［球審］フアン・マヌエル・ロドリゲス
［塁審］一塁: ホルヘ・テラン、二塁: サントス・カスティーヨ、三塁: ジョナタン・パーラ
6. 試合開始時刻: ベネズエラ時間（UTC-4）午前10時35分  試合時間: 2時間41分  気温: 80°F（26.7°C）
詳細: Serie del Caribe（スペイン語） / MLB.com Gameday（英語） / ESPN.com（英語）

| アグリクルトーレス | アグリクルトーレス | アグリクルトーレス | アグリクルトーレス | アグリクルトーレス | ワイルドキャッツKJ74 | ワイルドキャッツKJ74 | ワイルドキャッツKJ74 | ワイルドキャッツKJ74 | ワイルドキャッツKJ74 |
| ------------------ | ------------------ | ------------------ | ------------------ | --- | -------------------- | -------------------- | -------------------- | -------------------- | --- |
| 打順               | 守備               | 選手               | 打席               | C・ガルシアYos・アラルコンR・ビニャー · レスYor・アラルコンO・アブレイユA・デラクルーズD・ラサY・ラルドゥエトR・サントスG・アビレス | 打順                 | 守備                 | 選手                 | 打席                 | C・ミンシーD・リカルドJ・プロファーJ・スコープD・セフェリナA・シモンズR・バーナ · ディーナR・ディダーS・スコープW・バレンティン |
| 1                  | 中                 | Y・ラルドゥエト    | 右                 | C・ガルシアYos・アラルコンR・ビニャー · レスYor・アラルコンO・アブレイユA・デラクルーズD・ラサY・ラルドゥエトR・サントスG・アビレス | 1                    | 三                   | D・セフェリナ        | 左                   | C・ミンシーD・リカルドJ・プロファーJ・スコープD・セフェリナA・シモンズR・バーナ · ディーナR・ディダーS・スコープW・バレンティン |
| 2                  | 右                 | R・サントス        | 左                 | C・ガルシアYos・アラルコンR・ビニャー · レスYor・アラルコンO・アブレイユA・デラクルーズD・ラサY・ラルドゥエトR・サントスG・アビレス | 2                    | 中                   | R・ディダー          | 右                   | C・ミンシーD・リカルドJ・プロファーJ・スコープD・セフェリナA・シモンズR・バーナ · ディーナR・ディダーS・スコープW・バレンティン |
| 3                  | 二                 | Yor・アラルコン    | 右                 | C・ガルシアYos・アラルコンR・ビニャー · レスYor・アラルコンO・アブレイユA・デラクルーズD・ラサY・ラルドゥエトR・サントスG・アビレス | 3                    | 左                   | R・バーナディーナ    | 左                   | C・ミンシーD・リカルドJ・プロファーJ・スコープD・セフェリナA・シモンズR・バーナ · ディーナR・ディダーS・スコープW・バレンティン |
| 4                  | 捕                 | Yos・アラルコン    | 右                 | C・ガルシアYos・アラルコンR・ビニャー · レスYor・アラルコンO・アブレイユA・デラクルーズD・ラサY・ラルドゥエトR・サントスG・アビレス | 4                    | 二                   | J・スコープ          | 右                   | C・ミンシーD・リカルドJ・プロファーJ・スコープD・セフェリナA・シモンズR・バーナ · ディーナR・ディダーS・スコープW・バレンティン |
| 5                  | 一                 | R・ビニャーレス    | 右                 | C・ガルシアYos・アラルコンR・ビニャー · レスYor・アラルコンO・アブレイユA・デラクルーズD・ラサY・ラルドゥエトR・サントスG・アビレス | 5                    | DH                   | W・バレンティン      | 右                   | C・ミンシーD・リカルドJ・プロファーJ・スコープD・セフェリナA・シモンズR・バーナ · ディーナR・ディダーS・スコープW・バレンティン |
| 6                  | DH                 | G・アビレス        | 左                 | C・ガルシアYos・アラルコンR・ビニャー · レスYor・アラルコンO・アブレイユA・デラクルーズD・ラサY・ラルドゥエトR・サントスG・アビレス | 6                    | 一                   | J・プロファー        | 右                   | C・ミンシーD・リカルドJ・プロファーJ・スコープD・セフェリナA・シモンズR・バーナ · ディーナR・ディダーS・スコープW・バレンティン |
| 7                  | 左                 | D・ラサ            | 右                 | C・ガルシアYos・アラルコンR・ビニャー · レスYor・アラルコンO・アブレイユA・デラクルーズD・ラサY・ラルドゥエトR・サントスG・アビレス | 7                    | 右                   | S・スコープ          | 右                   | C・ミンシーD・リカルドJ・プロファーJ・スコープD・セフェリナA・シモンズR・バーナ · ディーナR・ディダーS・スコープW・バレンティン |
| 8                  | 遊                 | A・デラクルーズ    | 右                 | C・ガルシアYos・アラルコンR・ビニャー · レスYor・アラルコンO・アブレイユA・デラクルーズD・ラサY・ラルドゥエトR・サントスG・アビレス | 8                    | 捕                   | D・リカルド          | 右                   | C・ミンシーD・リカルドJ・プロファーJ・スコープD・セフェリナA・シモンズR・バーナ · ディーナR・ディダーS・スコープW・バレンティン |
| 9                  | 三                 | O・アブレイユ      | 右                 | C・ガルシアYos・アラルコンR・ビニャー · レスYor・アラルコンO・アブレイユA・デラクルーズD・ラサY・ラルドゥエトR・サントスG・アビレス | 9                    | 遊                   | A・シモンズ          | 右                   | C・ミンシーD・リカルドJ・プロファーJ・スコープD・セフェリナA・シモンズR・バーナ · ディーナR・ディダーS・スコープW・バレンティン |
| 先発投手           | 先発投手           | 先発投手           | 投球               | C・ガルシアYos・アラルコンR・ビニャー · レスYor・アラルコンO・アブレイユA・デラクルーズD・ラサY・ラルドゥエトR・サントスG・アビレス | 先発投手             | 先発投手             | 先発投手             | 投球                 | C・ミンシーD・リカルドJ・プロファーJ・スコープD・セフェリナA・シモンズR・バーナ · ディーナR・ディダーS・スコープW・バレンティン |
| C・ガルシア        | C・ガルシア        | C・ガルシア        | 右                 | C・ガルシアYos・アラルコンR・ビニャー · レスYor・アラルコンO・アブレイユA・デラクルーズD・ラサY・ラルドゥエトR・サントスG・アビレス | C・ミンシー          | C・ミンシー          | C・ミンシー          | 右                   | C・ミンシーD・リカルドJ・プロファーJ・スコープD・セフェリナA・シモンズR・バーナ · ディーナR・ディダーS・スコープW・バレンティン |

第2試合＠エスタディオ・デ・ベイスボル・デ・ラ・リンコナダ（首都地区リベルタドル）
|                                             | 1 | 2 | 3 | 4 | 5 | 6 | 7 | 8 | 9 | R | H | E |
| ------------------------------------------- | - | - | - | - | - | - | - | - | - | - | - | - |
| カニェロス・デ・ロス・モチス（MEX、1勝0敗） | 0 | 0 | 0 | 1 | 0 | 0 | 1 | 3 | 0 | 5 | 9 | 1 |
| ティグレス・デル・リセイ（DOM、0勝1敗）     | 0 | 2 | 1 | 0 | 0 | 1 | 0 | 0 | 0 | 4 | 7 | 0 |

1. 勝利：ラファエル・コルドバ（1勝）
2. セーブ：ジェイク・サンチェス（1S）
3. 敗戦：フェルナンド・エイバッド（1敗）
4. 本塁打
MEX：レイナルド・ロドリゲス1号ソロ
5. 審判
［球審］エミル・ヒメネス
［塁審］一塁: ロバート・モレノ、二塁: デビッド・アリエータ、三塁: ガブリエル・アルフォンソ
6. 試合開始時刻: ベネズエラ時間（UTC-4）午後0時13分  試合時間: 2時間52分  気温: 70°F（21.1°C）
詳細: Serie del Caribe（スペイン語） / MLB.com Gameday（英語） / ESPN.com（英語）

| カニェロス・デ・ロス・モチス | カニェロス・デ・ロス・モチス | カニェロス・デ・ロス・モチス | カニェロス・デ・ロス・モチス | カニェロス・デ・ロス・モチス | ティグレス・デル・リセイ | ティグレス・デル・リセイ | ティグレス・デル・リセイ | ティグレス・デル・リセイ | ティグレス・デル・リセイ                                                                                                 |
| ---------------------------- | ---------------------------- | ---------------------------- | ---------------------------- | --- | ------------------------ | ------------------------ | ------------------------ | ------------------------ | --- |
| 打順                         | 守備                         | 選手                         | 打席                         | B・トーレス＝ペレスJ・ウリアルテR・ロドリゲスJ・アトンドO・ピーナR・バレンズエラJ・オルネラスJ・カルドナJ・ディーンJ・テルドスラ · ビッチ | 打順                     | 守備                     | 選手                     | 打席                     | R・バルデスW・リーバスY・ナバーロR・カノK・グティ · エレスG・ヌニェスJ・レイクE・ボニファシオM・ロハスJr.R・ヘルナンデス |
| 1                            | 中                           | J・カルドナ                  | 右                           | B・トーレス＝ペレスJ・ウリアルテR・ロドリゲスJ・アトンドO・ピーナR・バレンズエラJ・オルネラスJ・カルドナJ・ディーンJ・テルドスラ · ビッチ | 1                        | 中                       | E・ボニファシオ          | 両                       | R・バルデスW・リーバスY・ナバーロR・カノK・グティ · エレスG・ヌニェスJ・レイクE・ボニファシオM・ロハスJr.R・ヘルナンデス |
| 2                            | 右                           | J・ディーン                  | 右                           | B・トーレス＝ペレスJ・ウリアルテR・ロドリゲスJ・アトンドO・ピーナR・バレンズエラJ・オルネラスJ・カルドナJ・ディーンJ・テルドスラ · ビッチ | 2                        | 一                       | Y・ナバーロ              | 右                       | R・バルデスW・リーバスY・ナバーロR・カノK・グティ · エレスG・ヌニェスJ・レイクE・ボニファシオM・ロハスJr.R・ヘルナンデス |
| 3                            | 遊                           | R・バレンズエラ              | 右                           | B・トーレス＝ペレスJ・ウリアルテR・ロドリゲスJ・アトンドO・ピーナR・バレンズエラJ・オルネラスJ・カルドナJ・ディーンJ・テルドスラ · ビッチ | 3                        | 二                       | R・カノ                  | 左                       | R・バルデスW・リーバスY・ナバーロR・カノK・グティ · エレスG・ヌニェスJ・レイクE・ボニファシオM・ロハスJr.R・ヘルナンデス |
| 4                            | 一                           | R・ロドリゲス                | 右                           | B・トーレス＝ペレスJ・ウリアルテR・ロドリゲスJ・アトンドO・ピーナR・バレンズエラJ・オルネラスJ・カルドナJ・ディーンJ・テルドスラ · ビッチ | 4                        | DH                       | R・ヘルナンデス          | 右                       | R・バルデスW・リーバスY・ナバーロR・カノK・グティ · エレスG・ヌニェスJ・レイクE・ボニファシオM・ロハスJr.R・ヘルナンデス |
| 5                            | 左                           | J・オルネラス                | 左                           | B・トーレス＝ペレスJ・ウリアルテR・ロドリゲスJ・アトンドO・ピーナR・バレンズエラJ・オルネラスJ・カルドナJ・ディーンJ・テルドスラ · ビッチ | 5                        | 右                       | M・ロハスJr.             | 両                       | R・バルデスW・リーバスY・ナバーロR・カノK・グティ · エレスG・ヌニェスJ・レイクE・ボニファシオM・ロハスJr.R・ヘルナンデス |
| 6                            | 三                           | O・ピーナ                    | 右                           | B・トーレス＝ペレスJ・ウリアルテR・ロドリゲスJ・アトンドO・ピーナR・バレンズエラJ・オルネラスJ・カルドナJ・ディーンJ・テルドスラ · ビッチ | 6                        | 三                       | K・グティエレス          | 右                       | R・バルデスW・リーバスY・ナバーロR・カノK・グティ · エレスG・ヌニェスJ・レイクE・ボニファシオM・ロハスJr.R・ヘルナンデス |
| 7                            | DH                           | J・テルドスラビッチ          | 両                           | B・トーレス＝ペレスJ・ウリアルテR・ロドリゲスJ・アトンドO・ピーナR・バレンズエラJ・オルネラスJ・カルドナJ・ディーンJ・テルドスラ · ビッチ | 7                        | 左                       | J・レイク                | 右                       | R・バルデスW・リーバスY・ナバーロR・カノK・グティ · エレスG・ヌニェスJ・レイクE・ボニファシオM・ロハスJr.R・ヘルナンデス |
| 8                            | 捕                           | J・ウリアルテ                | 右                           | B・トーレス＝ペレスJ・ウリアルテR・ロドリゲスJ・アトンドO・ピーナR・バレンズエラJ・オルネラスJ・カルドナJ・ディーンJ・テルドスラ · ビッチ | 8                        | 捕                       | W・リーバス              | 右                       | R・バルデスW・リーバスY・ナバーロR・カノK・グティ · エレスG・ヌニェスJ・レイクE・ボニファシオM・ロハスJr.R・ヘルナンデス |
| 9                            | 二                           | J・アトンド                  | 右                           | B・トーレス＝ペレスJ・ウリアルテR・ロドリゲスJ・アトンドO・ピーナR・バレンズエラJ・オルネラスJ・カルドナJ・ディーンJ・テルドスラ · ビッチ | 9                        | 遊                       | G・ヌニェス              | 両                       | R・バルデスW・リーバスY・ナバーロR・カノK・グティ · エレスG・ヌニェスJ・レイクE・ボニファシオM・ロハスJr.R・ヘルナンデス |
| 先発投手                     | 先発投手                     | 先発投手                     | 投球                         | B・トーレス＝ペレスJ・ウリアルテR・ロドリゲスJ・アトンドO・ピーナR・バレンズエラJ・オルネラスJ・カルドナJ・ディーンJ・テルドスラ · ビッチ | 先発投手                 | 先発投手                 | 先発投手                 | 投球                     | R・バルデスW・リーバスY・ナバーロR・カノK・グティ · エレスG・ヌニェスJ・レイクE・ボニファシオM・ロハスJr.R・ヘルナンデス |
| B・トーレス＝ペレス          | B・トーレス＝ペレス          | B・トーレス＝ペレス          | 左                           | B・トーレス＝ペレスJ・ウリアルテR・ロドリゲスJ・アトンドO・ピーナR・バレンズエラJ・オルネラスJ・カルドナJ・ディーンJ・テルドスラ · ビッチ | R・バルデス              | R・バルデス              | R・バルデス              | 左                       | R・バルデスW・リーバスY・ナバーロR・カノK・グティ · エレスG・ヌニェスJ・レイクE・ボニファシオM・ロハスJr.R・ヘルナンデス |

第3試合＠エスタディオ・フォールム・ラ・グアイラ（ラ・グアイラ州マクート）
|                                             | 1 | 2 | 3 | 4 | 5 | 6 | 7 | 8 | 9 | R | H  | E |
| ------------------------------------------- | - | - | - | - | - | - | - | - | - | - | -- | - |
| バケーロス・デ・モンテリア（COL、1勝0敗）   | 0 | 0 | 1 | 0 | 3 | 1 | 0 | 0 | 2 | 7 | 13 | 3 |
| インディオス・デ・マヤグエス（PUR、0勝1敗） | 0 | 0 | 0 | 0 | 0 | 1 | 0 | 0 | 0 | 1 | 5  | 2 |

1. 勝利：エドゥアール・ロペス（1勝）
2. 敗戦：ダリル・トンプソン（1敗）
3. 本塁打
COL：ジョーダン・ディアス1号3ラン
4. 審判
［球審］エドウィン・ヒメネス
［塁審］一塁: ラウル・モレノ、二塁: フェリックス・テハダ、三塁: ジョナタン・ビアレータ
5. 試合開始時刻: ベネズエラ時間（UTC-4）午後3時12分  試合時間: 3時間15分  気温: 88°F（31.1°C）
詳細: Serie del Caribe（スペイン語） / MLB.com Gameday（英語） / ESPN.com（英語）

| バケーロス・デ・モンテリア | バケーロス・デ・モンテリア | バケーロス・デ・モンテリア | バケーロス・デ・モンテリア | バケーロス・デ・モンテリア                                                                                               | インディオス・デ・マヤグエス | インディオス・デ・マヤグエス | インディオス・デ・マヤグエス | インディオス・デ・マヤグエス | インディオス・デ・マヤグエス                                                                                     |
| -------------------------- | -------------------------- | -------------------------- | -------------------------- | --- | ---------------------------- | ---------------------------- | ---------------------------- | ---------------------------- | --- |
| 打順                       | 守備                       | 選手                       | 打席                       | E・ロペスD・ベジョーヒンD・ヘレーラF・アクーニャF・ペルトゥスD・フリアスA・アングロB・ブエルバスG・カンペーロJ・ディアス | 打順                         | 守備                         | 選手                         | 打席                         | D・トンプソンB・ナバレトV・マシンE・ディアスE・リベラJ・リベラD・オルティーズB・トーレスR・エンリケスA・ガルシア |
| 1                          | 右                         | G・カンペーロ              | 両                         | E・ロペスD・ベジョーヒンD・ヘレーラF・アクーニャF・ペルトゥスD・フリアスA・アングロB・ブエルバスG・カンペーロJ・ディアス | 1                            | 中                           | B・トーレス                  | 左                           | D・トンプソンB・ナバレトV・マシンE・ディアスE・リベラJ・リベラD・オルティーズB・トーレスR・エンリケスA・ガルシア |
| 2                          | 遊                         | D・フリアス                | 両                         | E・ロペスD・ベジョーヒンD・ヘレーラF・アクーニャF・ペルトゥスD・フリアスA・アングロB・ブエルバスG・カンペーロJ・ディアス | 2                            | 三                           | E・リベラ                    | 右                           | D・トンプソンB・ナバレトV・マシンE・ディアスE・リベラJ・リベラD・オルティーズB・トーレスR・エンリケスA・ガルシア |
| 3                          | 左                         | A・アングロ                | 右                         | E・ロペスD・ベジョーヒンD・ヘレーラF・アクーニャF・ペルトゥスD・フリアスA・アングロB・ブエルバスG・カンペーロJ・ディアス | 3                            | 一                           | V・マシン                    | 左                           | D・トンプソンB・ナバレトV・マシンE・ディアスE・リベラJ・リベラD・オルティーズB・トーレスR・エンリケスA・ガルシア |
| 4                          | DH                         | J・ディアス                | 右                         | E・ロペスD・ベジョーヒンD・ヘレーラF・アクーニャF・ペルトゥスD・フリアスA・アングロB・ブエルバスG・カンペーロJ・ディアス | 4                            | 二                           | E・ディアス                  | 右                           | D・トンプソンB・ナバレトV・マシンE・ディアスE・リベラJ・リベラD・オルティーズB・トーレスR・エンリケスA・ガルシア |
| 5                          | 捕                         | D・ベジョーヒン            | 左                         | E・ロペスD・ベジョーヒンD・ヘレーラF・アクーニャF・ペルトゥスD・フリアスA・アングロB・ブエルバスG・カンペーロJ・ディアス | 5                            | 左                           | D・オルティーズ              | 左                           | D・トンプソンB・ナバレトV・マシンE・ディアスE・リベラJ・リベラD・オルティーズB・トーレスR・エンリケスA・ガルシア |
| 6                          | 一                         | D・ヘレーラ                | 右                         | E・ロペスD・ベジョーヒンD・ヘレーラF・アクーニャF・ペルトゥスD・フリアスA・アングロB・ブエルバスG・カンペーロJ・ディアス | 6                            | DH                           | A・ガルシア                  | 右                           | D・トンプソンB・ナバレトV・マシンE・ディアスE・リベラJ・リベラD・オルティーズB・トーレスR・エンリケスA・ガルシア |
| 7                          | 三                         | F・ペルトゥス              | 右                         | E・ロペスD・ベジョーヒンD・ヘレーラF・アクーニャF・ペルトゥスD・フリアスA・アングロB・ブエルバスG・カンペーロJ・ディアス | 7                            | 右                           | R・エンリケス                | 左                           | D・トンプソンB・ナバレトV・マシンE・ディアスE・リベラJ・リベラD・オルティーズB・トーレスR・エンリケスA・ガルシア |
| 8                          | 中                         | B・ブエルバス              | 右                         | E・ロペスD・ベジョーヒンD・ヘレーラF・アクーニャF・ペルトゥスD・フリアスA・アングロB・ブエルバスG・カンペーロJ・ディアス | 8                            | 捕                           | B・ナバレト                  | 右                           | D・トンプソンB・ナバレトV・マシンE・ディアスE・リベラJ・リベラD・オルティーズB・トーレスR・エンリケスA・ガルシア |
| 9                          | 二                         | F・アクーニャ              | 右                         | E・ロペスD・ベジョーヒンD・ヘレーラF・アクーニャF・ペルトゥスD・フリアスA・アングロB・ブエルバスG・カンペーロJ・ディアス | 9                            | 遊                           | J・リベラ                    | 両                           | D・トンプソンB・ナバレトV・マシンE・ディアスE・リベラJ・リベラD・オルティーズB・トーレスR・エンリケスA・ガルシア |
| 先発投手                   | 先発投手                   | 先発投手                   | 投球                       | E・ロペスD・ベジョーヒンD・ヘレーラF・アクーニャF・ペルトゥスD・フリアスA・アングロB・ブエルバスG・カンペーロJ・ディアス | 先発投手                     | 先発投手                     | 先発投手                     | 投球                         | D・トンプソンB・ナバレトV・マシンE・ディアスE・リベラJ・リベラD・オルティーズB・トーレスR・エンリケスA・ガルシア |
| E・ロペス                  | E・ロペス                  | E・ロペス                  | 右                         | E・ロペスD・ベジョーヒンD・ヘレーラF・アクーニャF・ペルトゥスD・フリアスA・アングロB・ブエルバスG・カンペーロJ・ディアス | D・トンプソン                | D・トンプソン                | D・トンプソン                | 右                           | D・トンプソンB・ナバレトV・マシンE・ディアスE・リベラJ・リベラD・オルティーズB・トーレスR・エンリケスA・ガルシア |

第4試合＠エスタディオ・デ・ベイスボル・デ・ラ・リンコナダ（首都地区リベルタドル）
|                                           | 1 | 2 | 3 | 4 | 5 | 6 | 7 | 8 | 9 | R | H | E |
| ----------------------------------------- | - | - | - | - | - | - | - | - | - | - | - | - |
| レオネス・デル・カラカス（VEN、1勝0敗）   | 1 | 0 | 0 | 2 | 0 | 0 | 0 | 1 | 1 | 5 | 8 | 2 |
| フェデラーレス・デ・チリキ（PAN、0勝1敗） | 0 | 2 | 0 | 0 | 0 | 0 | 0 | 0 | 0 | 2 | 6 | 4 |

1. 勝利：デビッド・ラモス（1勝）
2. セーブ：アンソニー・ビスカヤ（1S）
3. 敗戦：デイビス・ロメロ（1敗）
4. 審判
［球審］エドウィン・ヘルナンデス
［塁審］一塁: ヘスス・ロペス・ミラー、二塁: ケルビス・ベレス、三塁: エイブラハム・ロペス
5. 試合開始時刻: ベネズエラ時間（UTC-4）午後8時37分  試合時間: 3時間42分  観客: 3万5691人  気温: 78°F（25.6°C）
詳細: Serie del Caribe（スペイン語） / MLB.com Gameday（英語） / ESPN.com（英語）

| レオネス・デル・カラカス | レオネス・デル・カラカス | レオネス・デル・カラカス | レオネス・デル・カラカス | レオネス・デル・カラカス                                                                                   | フェデラーレス・デ・チリキ | フェデラーレス・デ・チリキ | フェデラーレス・デ・チリキ | フェデラーレス・デ・チリキ | フェデラーレス・デ・チリキ                                                                                                  |
| ------------------------ | ------------------------ | ------------------------ | ------------------------ | --- | -------------------------- | -------------------------- | -------------------------- | -------------------------- | --- |
| 打順                     | 守備                     | 選手                     | 打席                     | D・ラモスW・ラモスI・テハダA・カスティーヨC・リベロOr・アルシアH・ペレスJ・ロンドンOs・アルシアW・トーバー | 打順                       | 守備                       | 選手                       | 打席                       | D・ロメロE・カスティーヨJ・デルーカM・ウィーラン · スキーJ・ライトE・バルデスR・オロスコJ・サントスA・サンドバルI・ヘレーラ |
| 1                        | 二                       | A・カスティーヨ          | 右                       | D・ラモスW・ラモスI・テハダA・カスティーヨC・リベロOr・アルシアH・ペレスJ・ロンドンOs・アルシアW・トーバー | 1                          | 左                         | R・オロスコ                | 両                         | D・ロメロE・カスティーヨJ・デルーカM・ウィーラン · スキーJ・ライトE・バルデスR・オロスコJ・サントスA・サンドバルI・ヘレーラ |
| 2                        | DH                       | W・トーバー              | 右                       | D・ラモスW・ラモスI・テハダA・カスティーヨC・リベロOr・アルシアH・ペレスJ・ロンドンOs・アルシアW・トーバー | 2                          | 二                         | M・ウィーランスキー        | 右                         | D・ロメロE・カスティーヨJ・デルーカM・ウィーラン · スキーJ・ライトE・バルデスR・オロスコJ・サントスA・サンドバルI・ヘレーラ |
| 3                        | 左                       | H・ペレス                | 右                       | D・ラモスW・ラモスI・テハダA・カスティーヨC・リベロOr・アルシアH・ペレスJ・ロンドンOs・アルシアW・トーバー | 3                          | DH                         | I・ヘレーラ                | 右                         | D・ロメロE・カスティーヨJ・デルーカM・ウィーラン · スキーJ・ライトE・バルデスR・オロスコJ・サントスA・サンドバルI・ヘレーラ |
| 4                        | 一                       | I・テハダ                | 右                       | D・ラモスW・ラモスI・テハダA・カスティーヨC・リベロOr・アルシアH・ペレスJ・ロンドンOs・アルシアW・トーバー | 4                          | 一                         | J・デルーカ                | 両                         | D・ロメロE・カスティーヨJ・デルーカM・ウィーラン · スキーJ・ライトE・バルデスR・オロスコJ・サントスA・サンドバルI・ヘレーラ |
| 5                        | 右                       | Os・アルシア             | 左                       | D・ラモスW・ラモスI・テハダA・カスティーヨC・リベロOr・アルシアH・ペレスJ・ロンドンOs・アルシアW・トーバー | 5                          | 捕                         | E・カスティーヨ            | 右                         | D・ロメロE・カスティーヨJ・デルーカM・ウィーラン · スキーJ・ライトE・バルデスR・オロスコJ・サントスA・サンドバルI・ヘレーラ |
| 6                        | 中                       | J・ロンドン              | 右                       | D・ラモスW・ラモスI・テハダA・カスティーヨC・リベロOr・アルシアH・ペレスJ・ロンドンOs・アルシアW・トーバー | 6                          | 右                         | A・サンドバル              | 右                         | D・ロメロE・カスティーヨJ・デルーカM・ウィーラン · スキーJ・ライトE・バルデスR・オロスコJ・サントスA・サンドバルI・ヘレーラ |
| 7                        | 三                       | C・リベロ                | 右                       | D・ラモスW・ラモスI・テハダA・カスティーヨC・リベロOr・アルシアH・ペレスJ・ロンドンOs・アルシアW・トーバー | 7                          | 中                         | J・サントス                | 右                         | D・ロメロE・カスティーヨJ・デルーカM・ウィーラン · スキーJ・ライトE・バルデスR・オロスコJ・サントスA・サンドバルI・ヘレーラ |
| 8                        | 捕                       | W・ラモス                | 右                       | D・ラモスW・ラモスI・テハダA・カスティーヨC・リベロOr・アルシアH・ペレスJ・ロンドンOs・アルシアW・トーバー | 8                          | 遊                         | E・バルデス                | 左                         | D・ロメロE・カスティーヨJ・デルーカM・ウィーラン · スキーJ・ライトE・バルデスR・オロスコJ・サントスA・サンドバルI・ヘレーラ |
| 9                        | 遊                       | Or・アルシア             | 右                       | D・ラモスW・ラモスI・テハダA・カスティーヨC・リベロOr・アルシアH・ペレスJ・ロンドンOs・アルシアW・トーバー | 9                          | 三                         | J・ライト                  | 右                         | D・ロメロE・カスティーヨJ・デルーカM・ウィーラン · スキーJ・ライトE・バルデスR・オロスコJ・サントスA・サンドバルI・ヘレーラ |
| 先発投手                 | 先発投手                 | 先発投手                 | 投球                     | D・ラモスW・ラモスI・テハダA・カスティーヨC・リベロOr・アルシアH・ペレスJ・ロンドンOs・アルシアW・トーバー | 先発投手                   | 先発投手                   | 先発投手                   | 投球                       | D・ロメロE・カスティーヨJ・デルーカM・ウィーラン · スキーJ・ライトE・バルデスR・オロスコJ・サントスA・サンドバルI・ヘレーラ |
| D・ラモス                | D・ラモス                | D・ラモス                | 右                       | D・ラモスW・ラモスI・テハダA・カスティーヨC・リベロOr・アルシアH・ペレスJ・ロンドンOs・アルシアW・トーバー | D・ロメロ                  | D・ロメロ                  | D・ロメロ                  | 左                         | D・ロメロE・カスティーヨJ・デルーカM・ウィーラン · スキーJ・ライトE・バルデスR・オロスコJ・サントスA・サンドバルI・ヘレーラ |

#### 2日目 2月3日
第1試合＠エスタディオ・デ・ベイスボル・デ・ラ・リンコナダ（首都地区リベルタドル）
|                                           | 1 | 2 | 3 | 4 | 5 | 6 | 7 | 8 | 9 | R | H  | E |
| ----------------------------------------- | - | - | - | - | - | - | - | - | - | - | -- | - |
| フェデラーレス・デ・チリキ（PAN、1勝1敗） | 0 | 0 | 0 | 3 | 0 | 1 | 2 | 0 | 0 | 6 | 10 | 1 |
| バケーロス・デ・モンテリア（COL、1勝1敗） | 1 | 0 | 0 | 1 | 0 | 1 | 2 | 0 | 0 | 5 | 11 | 1 |

1. 勝利：ハロルド・アラウス（1勝）
2. セーブ：デビッド・リチャードソン（1S）
3. 敗戦：フリオ・ビバス（1敗）
4. 本塁打
PAN：アリエル・サンドバル1号ソロ、マイケル・ウィーランスキー1号2ラン
5. 審判
［球審］エイブラハム・ロペス
［塁審］一塁: ジョナタン・ビアレータ、二塁: ラウル・モレノ、三塁: エミル・ヒメネス
6. 試合開始時刻: ベネズエラ時間（UTC-4）午後1時12分  試合時間: 2時間54分  気温: 78°F（25.6°C）
詳細: Serie del Caribe（スペイン語） / MLB.com Gameday（英語） / ESPN.com（英語）

| フェデラーレス・デ・チリキ | フェデラーレス・デ・チリキ | フェデラーレス・デ・チリキ | フェデラーレス・デ・チリキ | フェデラーレス・デ・チリキ | バケーロス・デ・モンテリア | バケーロス・デ・モンテリア | バケーロス・デ・モンテリア | バケーロス・デ・モンテリア | バケーロス・デ・モンテリア                                                                                               |
| -------------------------- | -------------------------- | -------------------------- | -------------------------- | --- | -------------------------- | -------------------------- | -------------------------- | -------------------------- | --- |
| 打順                       | 守備                       | 選手                       | 打席                       | H・アラウスE・カスティーヨI・ヘレーラM・ウィーラン · スキーJ・ライトE・バルデスR・オロスコJ・サントスA・サンドバルE・カバレーロ | 打順                       | 守備                       | 選手                       | 打席                       | J・ビバスP・マンサネーロA・アングロF・アクーニャF・ペルトゥスD・フリアスG・カンペーロJ・マリアーガD・ポマーレJ・ディアス |
| 1                          | 左                         | R・オロスコ                | 両                         | H・アラウスE・カスティーヨI・ヘレーラM・ウィーラン · スキーJ・ライトE・バルデスR・オロスコJ・サントスA・サンドバルE・カバレーロ | 1                          | 左                         | G・カンペーロ              | 両                         | J・ビバスP・マンサネーロA・アングロF・アクーニャF・ペルトゥスD・フリアスG・カンペーロJ・マリアーガD・ポマーレJ・ディアス |
| 2                          | 二                         | M・ウィーランスキー        | 右                         | H・アラウスE・カスティーヨI・ヘレーラM・ウィーラン · スキーJ・ライトE・バルデスR・オロスコJ・サントスA・サンドバルE・カバレーロ | 2                          | 遊                         | D・フリアス                | 両                         | J・ビバスP・マンサネーロA・アングロF・アクーニャF・ペルトゥスD・フリアスG・カンペーロJ・マリアーガD・ポマーレJ・ディアス |
| 3                          | 一                         | I・ヘレーラ                | 右                         | H・アラウスE・カスティーヨI・ヘレーラM・ウィーラン · スキーJ・ライトE・バルデスR・オロスコJ・サントスA・サンドバルE・カバレーロ | 3                          | 一                         | A・アングロ                | 右                         | J・ビバスP・マンサネーロA・アングロF・アクーニャF・ペルトゥスD・フリアスG・カンペーロJ・マリアーガD・ポマーレJ・ディアス |
| 4                          | DH                         | E・カバレーロ              | 両                         | H・アラウスE・カスティーヨI・ヘレーラM・ウィーラン · スキーJ・ライトE・バルデスR・オロスコJ・サントスA・サンドバルE・カバレーロ | 4                          | DH                         | J・ディアス                | 右                         | J・ビバスP・マンサネーロA・アングロF・アクーニャF・ペルトゥスD・フリアスG・カンペーロJ・マリアーガD・ポマーレJ・ディアス |
| 5                          | 捕                         | E・カスティーヨ            | 右                         | H・アラウスE・カスティーヨI・ヘレーラM・ウィーラン · スキーJ・ライトE・バルデスR・オロスコJ・サントスA・サンドバルE・カバレーロ | 5                          | 捕                         | P・マンサネーロ            | 右                         | J・ビバスP・マンサネーロA・アングロF・アクーニャF・ペルトゥスD・フリアスG・カンペーロJ・マリアーガD・ポマーレJ・ディアス |
| 6                          | 右                         | A・サンドバル              | 右                         | H・アラウスE・カスティーヨI・ヘレーラM・ウィーラン · スキーJ・ライトE・バルデスR・オロスコJ・サントスA・サンドバルE・カバレーロ | 6                          | 右                         | D・ポマーレ                | 右                         | J・ビバスP・マンサネーロA・アングロF・アクーニャF・ペルトゥスD・フリアスG・カンペーロJ・マリアーガD・ポマーレJ・ディアス |
| 7                          | 中                         | J・サントス                | 右                         | H・アラウスE・カスティーヨI・ヘレーラM・ウィーラン · スキーJ・ライトE・バルデスR・オロスコJ・サントスA・サンドバルE・カバレーロ | 7                          | 三                         | F・ペルトゥス              | 右                         | J・ビバスP・マンサネーロA・アングロF・アクーニャF・ペルトゥスD・フリアスG・カンペーロJ・マリアーガD・ポマーレJ・ディアス |
| 8                          | 遊                         | E・バルデス                | 左                         | H・アラウスE・カスティーヨI・ヘレーラM・ウィーラン · スキーJ・ライトE・バルデスR・オロスコJ・サントスA・サンドバルE・カバレーロ | 8                          | 中                         | J・マリアーガ              | 右                         | J・ビバスP・マンサネーロA・アングロF・アクーニャF・ペルトゥスD・フリアスG・カンペーロJ・マリアーガD・ポマーレJ・ディアス |
| 9                          | 三                         | J・ライト                  | 右                         | H・アラウスE・カスティーヨI・ヘレーラM・ウィーラン · スキーJ・ライトE・バルデスR・オロスコJ・サントスA・サンドバルE・カバレーロ | 9                          | 二                         | F・アクーニャ              | 右                         | J・ビバスP・マンサネーロA・アングロF・アクーニャF・ペルトゥスD・フリアスG・カンペーロJ・マリアーガD・ポマーレJ・ディアス |
| 先発投手                   | 先発投手                   | 先発投手                   | 投球                       | H・アラウスE・カスティーヨI・ヘレーラM・ウィーラン · スキーJ・ライトE・バルデスR・オロスコJ・サントスA・サンドバルE・カバレーロ | 先発投手                   | 先発投手                   | 先発投手                   | 投球                       | J・ビバスP・マンサネーロA・アングロF・アクーニャF・ペルトゥスD・フリアスG・カンペーロJ・マリアーガD・ポマーレJ・ディアス |
| H・アラウス                | H・アラウス                | H・アラウス                | 右                         | H・アラウスE・カスティーヨI・ヘレーラM・ウィーラン · スキーJ・ライトE・バルデスR・オロスコJ・サントスA・サンドバルE・カバレーロ | J・ビバス                  | J・ビバス                  | J・ビバス                  | 右                         | J・ビバスP・マンサネーロA・アングロF・アクーニャF・ペルトゥスD・フリアスG・カンペーロJ・マリアーガD・ポマーレJ・ディアス |

第2試合＠エスタディオ・フォールム・ラ・グアイラ（ラ・グアイラ州マクート）
|                                         | 1 | 2 | 3 | 4 | 5 | 6 | 7 | 8 | 9 | R | H  | E |
| --------------------------------------- | - | - | - | - | - | - | - | - | - | - | -- | - |
| ティグレス・デル・リセイ（DOM、1勝1敗） | 0 | 0 | 3 | 0 | 0 | 0 | 0 | 0 | 0 | 3 | 10 | 1 |
| アグリクルトーレス（CUB、1勝1敗）       | 0 | 0 | 0 | 0 | 1 | 0 | 0 | 0 | 0 | 1 | 7  | 1 |

1. 勝利：ドミンゴ・ロブレス（1勝）
2. セーブ：ハイロ・アセンシオ（1S）
3. 敗戦：ジョナタン・カルボ（1敗）
4. 審判
［球審］ケルビス・ベレス
［塁審］一塁: ジョナタン・パーラ、二塁: ロバート・ヌネス、三塁: カルロス・レアル
5. 試合開始時刻: ベネズエラ時間（UTC-4）午後2時36分  試合時間: 3時間12分  気温: 84°F（28.9°C）
詳細: Serie del Caribe（スペイン語） / MLB.com Gameday（英語） / ESPN.com（英語）

| ティグレス・デル・リセイ | ティグレス・デル・リセイ | ティグレス・デル・リセイ | ティグレス・デル・リセイ | ティグレス・デル・リセイ | アグリクルトーレス | アグリクルトーレス | アグリクルトーレス | アグリクルトーレス | アグリクルトーレス |
| ------------------------ | ------------------------ | ------------------------ | ------------------------ | --- | ------------------ | ------------------ | ------------------ | ------------------ | --- |
| 打順                     | 守備                     | 選手                     | 打席                     | D・ロブレスW・リーバスR・ヘルナン · デスR・カノK・グティ · エレスG・ヌニェスM・ロハスJr.E・ボニファシオL・バレラH・ウルティア | 打順               | 守備               | 選手               | 打席               | J・カルボYos・アラルコンR・ビニャー · レスYor・アラルコンO・アブレイユA・デラクルーズD・ラサY・ラルドゥエトR・サントスG・アビレス |
| 1                        | 中                       | E・ボニファシオ          | 両                       | D・ロブレスW・リーバスR・ヘルナン · デスR・カノK・グティ · エレスG・ヌニェスM・ロハスJr.E・ボニファシオL・バレラH・ウルティア | 1                  | 中                 | Y・ラルドゥエト    | 右                 | J・カルボYos・アラルコンR・ビニャー · レスYor・アラルコンO・アブレイユA・デラクルーズD・ラサY・ラルドゥエトR・サントスG・アビレス |
| 2                        | 二                       | R・カノ                  | 左                       | D・ロブレスW・リーバスR・ヘルナン · デスR・カノK・グティ · エレスG・ヌニェスM・ロハスJr.E・ボニファシオL・バレラH・ウルティア | 2                  | 右                 | R・サントス        | 左                 | J・カルボYos・アラルコンR・ビニャー · レスYor・アラルコンO・アブレイユA・デラクルーズD・ラサY・ラルドゥエトR・サントスG・アビレス |
| 3                        | 一                       | R・ヘルナンデス          | 右                       | D・ロブレスW・リーバスR・ヘルナン · デスR・カノK・グティ · エレスG・ヌニェスM・ロハスJr.E・ボニファシオL・バレラH・ウルティア | 3                  | 二                 | Yor・アラルコン    | 右                 | J・カルボYos・アラルコンR・ビニャー · レスYor・アラルコンO・アブレイユA・デラクルーズD・ラサY・ラルドゥエトR・サントスG・アビレス |
| 4                        | DH                       | H・ウルティア            | 左                       | D・ロブレスW・リーバスR・ヘルナン · デスR・カノK・グティ · エレスG・ヌニェスM・ロハスJr.E・ボニファシオL・バレラH・ウルティア | 4                  | 捕                 | Yos・アラルコン    | 右                 | J・カルボYos・アラルコンR・ビニャー · レスYor・アラルコンO・アブレイユA・デラクルーズD・ラサY・ラルドゥエトR・サントスG・アビレス |
| 5                        | 左                       | M・ロハスJr.             | 両                       | D・ロブレスW・リーバスR・ヘルナン · デスR・カノK・グティ · エレスG・ヌニェスM・ロハスJr.E・ボニファシオL・バレラH・ウルティア | 5                  | 一                 | R・ビニャーレス    | 右                 | J・カルボYos・アラルコンR・ビニャー · レスYor・アラルコンO・アブレイユA・デラクルーズD・ラサY・ラルドゥエトR・サントスG・アビレス |
| 6                        | 三                       | K・グティエレス          | 右                       | D・ロブレスW・リーバスR・ヘルナン · デスR・カノK・グティ · エレスG・ヌニェスM・ロハスJr.E・ボニファシオL・バレラH・ウルティア | 6                  | 左                 | D・ラサ            | 右                 | J・カルボYos・アラルコンR・ビニャー · レスYor・アラルコンO・アブレイユA・デラクルーズD・ラサY・ラルドゥエトR・サントスG・アビレス |
| 7                        | 右                       | L・バレラ                | 左                       | D・ロブレスW・リーバスR・ヘルナン · デスR・カノK・グティ · エレスG・ヌニェスM・ロハスJr.E・ボニファシオL・バレラH・ウルティア | 7                  | DH                 | G・アビレス        | 左                 | J・カルボYos・アラルコンR・ビニャー · レスYor・アラルコンO・アブレイユA・デラクルーズD・ラサY・ラルドゥエトR・サントスG・アビレス |
| 8                        | 捕                       | W・リーバス              | 右                       | D・ロブレスW・リーバスR・ヘルナン · デスR・カノK・グティ · エレスG・ヌニェスM・ロハスJr.E・ボニファシオL・バレラH・ウルティア | 8                  | 遊                 | A・デラクルーズ    | 右                 | J・カルボYos・アラルコンR・ビニャー · レスYor・アラルコンO・アブレイユA・デラクルーズD・ラサY・ラルドゥエトR・サントスG・アビレス |
| 9                        | 遊                       | G・ヌニェス              | 両                       | D・ロブレスW・リーバスR・ヘルナン · デスR・カノK・グティ · エレスG・ヌニェスM・ロハスJr.E・ボニファシオL・バレラH・ウルティア | 9                  | 三                 | O・アブレイユ      | 右                 | J・カルボYos・アラルコンR・ビニャー · レスYor・アラルコンO・アブレイユA・デラクルーズD・ラサY・ラルドゥエトR・サントスG・アビレス |
| 先発投手                 | 先発投手                 | 先発投手                 | 投球                     | D・ロブレスW・リーバスR・ヘルナン · デスR・カノK・グティ · エレスG・ヌニェスM・ロハスJr.E・ボニファシオL・バレラH・ウルティア | 先発投手           | 先発投手           | 先発投手           | 投球               | J・カルボYos・アラルコンR・ビニャー · レスYor・アラルコンO・アブレイユA・デラクルーズD・ラサY・ラルドゥエトR・サントスG・アビレス |
| D・ロブレス              | D・ロブレス              | D・ロブレス              | 左                       | D・ロブレスW・リーバスR・ヘルナン · デスR・カノK・グティ · エレスG・ヌニェスM・ロハスJr.E・ボニファシオL・バレラH・ウルティア | J・カルボ          | J・カルボ          | J・カルボ          | 右                 | J・カルボYos・アラルコンR・ビニャー · レスYor・アラルコンO・アブレイユA・デラクルーズD・ラサY・ラルドゥエトR・サントスG・アビレス |

第3試合＠エスタディオ・デ・ベイスボル・デ・ラ・リンコナダ（首都地区リベルタドル）
|                                             | 1 | 2 | 3 | 4 | 5 | 6 | 7 | 8 | 9 | R | H  | E |
| ------------------------------------------- | - | - | - | - | - | - | - | - | - | - | -- | - |
| ワイルドキャッツKJ74（CUW、1勝1敗）         | 0 | 0 | 1 | 0 | 1 | 0 | 0 | 0 | 0 | 2 | 11 | 2 |
| カニェロス・デ・ロス・モチス（MEX、1勝1敗） | 0 | 0 | 0 | 0 | 0 | 1 | 0 | 0 | 0 | 1 | 4  | 0 |

1. 勝利：ネスター・モリーナ（1勝）
2. セーブ：ウェンデル・フロラヌス（1S）
3. 敗戦：マット・ポブリコ（1敗）
4. 本塁打
MEX：ジョーイ・テルドスラビッチ1号ソロ
5. 審判
［球審］ホルヘ・テラン
［塁審］一塁: ガブリエル・アルフォンソ、二塁: ロバート・モレノ、三塁: デビッド・アリエータ
6. 試合開始時刻: ベネズエラ時間（UTC-4）午後6時10分  試合時間: 3時間28分  気温: 86°F（30°C）
詳細: Serie del Caribe（スペイン語） / MLB.com Gameday（英語） / ESPN.com（英語）

| ワイルドキャッツKJ74 | ワイルドキャッツKJ74 | ワイルドキャッツKJ74 | ワイルドキャッツKJ74 | ワイルドキャッツKJ74 | カニェロス・デ・ロス・モチス | カニェロス・デ・ロス・モチス | カニェロス・デ・ロス・モチス | カニェロス・デ・ロス・モチス | カニェロス・デ・ロス・モチス |
| -------------------- | -------------------- | -------------------- | -------------------- | --- | ---------------------------- | ---------------------------- | ---------------------------- | ---------------------------- | --- |
| 打順                 | 守備                 | 選手                 | 打席                 | N・モリーナS・ループストックJ・プロファーJ・スコープS・スコープA・シモンズR・バーナ · ディーナR・ディダーE・アメリカーンW・バレンティン | 打順                         | 守備                         | 選手                         | 打席                         | M・ポブリコJ・フェリックスR・ロドリゲスI・ロペスR・アマダーR・バレンズエラJ・オルネラスJ・カルドナJ・ディーンJ・テルドスラ · ビッチ |
| 1                    | 左                   | R・バーナディーナ    | 左                   | N・モリーナS・ループストックJ・プロファーJ・スコープS・スコープA・シモンズR・バーナ · ディーナR・ディダーE・アメリカーンW・バレンティン | 1                            | 中                           | J・カルドナ                  | 右                           | M・ポブリコJ・フェリックスR・ロドリゲスI・ロペスR・アマダーR・バレンズエラJ・オルネラスJ・カルドナJ・ディーンJ・テルドスラ · ビッチ |
| 2                    | 中                   | R・ディダー          | 右                   | N・モリーナS・ループストックJ・プロファーJ・スコープS・スコープA・シモンズR・バーナ · ディーナR・ディダーE・アメリカーンW・バレンティン | 2                            | 右                           | J・ディーン                  | 右                           | M・ポブリコJ・フェリックスR・ロドリゲスI・ロペスR・アマダーR・バレンズエラJ・オルネラスJ・カルドナJ・ディーンJ・テルドスラ · ビッチ |
| 3                    | 二                   | J・スコープ          | 右                   | N・モリーナS・ループストックJ・プロファーJ・スコープS・スコープA・シモンズR・バーナ · ディーナR・ディダーE・アメリカーンW・バレンティン | 3                            | 遊                           | R・バレンズエラ              | 右                           | M・ポブリコJ・フェリックスR・ロドリゲスI・ロペスR・アマダーR・バレンズエラJ・オルネラスJ・カルドナJ・ディーンJ・テルドスラ · ビッチ |
| 4                    | DH                   | W・バレンティン      | 右                   | N・モリーナS・ループストックJ・プロファーJ・スコープS・スコープA・シモンズR・バーナ · ディーナR・ディダーE・アメリカーンW・バレンティン | 4                            | 一                           | R・ロドリゲス                | 右                           | M・ポブリコJ・フェリックスR・ロドリゲスI・ロペスR・アマダーR・バレンズエラJ・オルネラスJ・カルドナJ・ディーンJ・テルドスラ · ビッチ |
| 5                    | 一                   | J・プロファー        | 右                   | N・モリーナS・ループストックJ・プロファーJ・スコープS・スコープA・シモンズR・バーナ · ディーナR・ディダーE・アメリカーンW・バレンティン | 5                            | 三                           | R・アマダー                  | 左                           | M・ポブリコJ・フェリックスR・ロドリゲスI・ロペスR・アマダーR・バレンズエラJ・オルネラスJ・カルドナJ・ディーンJ・テルドスラ · ビッチ |
| 6                    | 三                   | S・スコープ          | 右                   | N・モリーナS・ループストックJ・プロファーJ・スコープS・スコープA・シモンズR・バーナ · ディーナR・ディダーE・アメリカーンW・バレンティン | 6                            | DH                           | J・テルドスラビッチ          | 両                           | M・ポブリコJ・フェリックスR・ロドリゲスI・ロペスR・アマダーR・バレンズエラJ・オルネラスJ・カルドナJ・ディーンJ・テルドスラ · ビッチ |
| 7                    | 捕                   | S・ループストック    | 右                   | N・モリーナS・ループストックJ・プロファーJ・スコープS・スコープA・シモンズR・バーナ · ディーナR・ディダーE・アメリカーンW・バレンティン | 7                            | 左                           | J・オルネラス                | 左                           | M・ポブリコJ・フェリックスR・ロドリゲスI・ロペスR・アマダーR・バレンズエラJ・オルネラスJ・カルドナJ・ディーンJ・テルドスラ · ビッチ |
| 8                    | 遊                   | A・シモンズ          | 右                   | N・モリーナS・ループストックJ・プロファーJ・スコープS・スコープA・シモンズR・バーナ · ディーナR・ディダーE・アメリカーンW・バレンティン | 8                            | 捕                           | J・フェリックス              | 右                           | M・ポブリコJ・フェリックスR・ロドリゲスI・ロペスR・アマダーR・バレンズエラJ・オルネラスJ・カルドナJ・ディーンJ・テルドスラ · ビッチ |
| 9                    | 右                   | E・アメリカーン      | 左                   | N・モリーナS・ループストックJ・プロファーJ・スコープS・スコープA・シモンズR・バーナ · ディーナR・ディダーE・アメリカーンW・バレンティン | 9                            | 二                           | I・ロペス                    | 左                           | M・ポブリコJ・フェリックスR・ロドリゲスI・ロペスR・アマダーR・バレンズエラJ・オルネラスJ・カルドナJ・ディーンJ・テルドスラ · ビッチ |
| 先発投手             | 先発投手             | 先発投手             | 投球                 | N・モリーナS・ループストックJ・プロファーJ・スコープS・スコープA・シモンズR・バーナ · ディーナR・ディダーE・アメリカーンW・バレンティン | 先発投手                     | 先発投手                     | 先発投手                     | 投球                         | M・ポブリコJ・フェリックスR・ロドリゲスI・ロペスR・アマダーR・バレンズエラJ・オルネラスJ・カルドナJ・ディーンJ・テルドスラ · ビッチ |
| N・モリーナ          | N・モリーナ          | N・モリーナ          | 右                   | N・モリーナS・ループストックJ・プロファーJ・スコープS・スコープA・シモンズR・バーナ · ディーナR・ディダーE・アメリカーンW・バレンティン | M・ポブリコ                  | M・ポブリコ                  | M・ポブリコ                  | 右                           | M・ポブリコJ・フェリックスR・ロドリゲスI・ロペスR・アマダーR・バレンズエラJ・オルネラスJ・カルドナJ・ディーンJ・テルドスラ · ビッチ |

第4試合＠エスタディオ・フォールム・ラ・グアイラ（ラ・グアイラ州マクート）
|                                             | 1 | 2 | 3 | 4 | 5 | 6 | 7 | 8 | 9 | R | H  | E |
| ------------------------------------------- | - | - | - | - | - | - | - | - | - | - | -- | - |
| インディオス・デ・マヤグエス（PUR、1勝1敗） | 2 | 1 | 0 | 0 | 3 | 0 | 0 | 0 | 0 | 6 | 11 | 0 |
| レオネス・デル・カラカス（VEN、1勝1敗）     | 0 | 0 | 0 | 1 | 0 | 0 | 0 | 0 | 0 | 1 | 4  | 2 |

1. 勝利：リカルド・ベレス（1勝）
2. 敗戦：ジョーリス・チャシーン（1敗）
3. 審判
［球審］ヘスス・ロペス・ミラー
［塁審］一塁: サントス・カスティーヨ、二塁: ソクラテス・マリン、三塁: フェリックス・テハダ
4. 試合開始時刻: ベネズエラ時間（UTC-4）午後7時40分  試合時間: 3時間58分  観客: 9482人  気温: 84°F（28.9°C）
詳細: Serie del Caribe（スペイン語） / MLB.com Gameday（英語） / ESPN.com（英語）

| インディオス・デ・マヤグエス | インディオス・デ・マヤグエス | インディオス・デ・マヤグエス | インディオス・デ・マヤグエス | インディオス・デ・マヤグエス                                                                                     | レオネス・デル・カラカス | レオネス・デル・カラカス | レオネス・デル・カラカス | レオネス・デル・カラカス | レオネス・デル・カラカス                                                                                         |
| ---------------------------- | ---------------------------- | ---------------------------- | ---------------------------- | --- | ------------------------ | ------------------------ | ------------------------ | ------------------------ | --- |
| 打順                         | 守備                         | 選手                         | 打席                         | B・ウェブB・ナバレトV・マシンG・キャンセルE・リベラE・ディアスD・オルティーズB・トーレスR・エンリケスR・カストロ | 打順                     | 守備                     | 選手                     | 打席                     | J・チャシーンW・ラモスI・テハダA・カスティーヨH・ペレスOr・アルシアD・バスケスJ・ロンドンOs・アルシアW・トーバー |
| 1                            | 中                           | B・トーレス                  | 左                           | B・ウェブB・ナバレトV・マシンG・キャンセルE・リベラE・ディアスD・オルティーズB・トーレスR・エンリケスR・カストロ | 1                        | 二                       | A・カスティーヨ          | 右                       | J・チャシーンW・ラモスI・テハダA・カスティーヨH・ペレスOr・アルシアD・バスケスJ・ロンドンOs・アルシアW・トーバー |
| 2                            | 三                           | E・リベラ                    | 右                           | B・ウェブB・ナバレトV・マシンG・キャンセルE・リベラE・ディアスD・オルティーズB・トーレスR・エンリケスR・カストロ | 2                        | DH                       | W・トーバー              | 右                       | J・チャシーンW・ラモスI・テハダA・カスティーヨH・ペレスOr・アルシアD・バスケスJ・ロンドンOs・アルシアW・トーバー |
| 3                            | 一                           | V・マシン                    | 左                           | B・ウェブB・ナバレトV・マシンG・キャンセルE・リベラE・ディアスD・オルティーズB・トーレスR・エンリケスR・カストロ | 3                        | 左                       | D・バスケス              | 左                       | J・チャシーンW・ラモスI・テハダA・カスティーヨH・ペレスOr・アルシアD・バスケスJ・ロンドンOs・アルシアW・トーバー |
| 4                            | 遊                           | E・ディアス                  | 右                           | B・ウェブB・ナバレトV・マシンG・キャンセルE・リベラE・ディアスD・オルティーズB・トーレスR・エンリケスR・カストロ | 4                        | 一                       | I・テハダ                | 右                       | J・チャシーンW・ラモスI・テハダA・カスティーヨH・ペレスOr・アルシアD・バスケスJ・ロンドンOs・アルシアW・トーバー |
| 5                            | 左                           | D・オルティーズ              | 左                           | B・ウェブB・ナバレトV・マシンG・キャンセルE・リベラE・ディアスD・オルティーズB・トーレスR・エンリケスR・カストロ | 5                        | 右                       | Os・アルシア             | 左                       | J・チャシーンW・ラモスI・テハダA・カスティーヨH・ペレスOr・アルシアD・バスケスJ・ロンドンOs・アルシアW・トーバー |
| 6                            | 捕                           | B・ナバレト                  | 右                           | B・ウェブB・ナバレトV・マシンG・キャンセルE・リベラE・ディアスD・オルティーズB・トーレスR・エンリケスR・カストロ | 6                        | 三                       | H・ペレス                | 右                       | J・チャシーンW・ラモスI・テハダA・カスティーヨH・ペレスOr・アルシアD・バスケスJ・ロンドンOs・アルシアW・トーバー |
| 7                            | DH                           | R・カストロ                  | 左                           | B・ウェブB・ナバレトV・マシンG・キャンセルE・リベラE・ディアスD・オルティーズB・トーレスR・エンリケスR・カストロ | 7                        | 中                       | J・ロンドン              | 右                       | J・チャシーンW・ラモスI・テハダA・カスティーヨH・ペレスOr・アルシアD・バスケスJ・ロンドンOs・アルシアW・トーバー |
| 8                            | 二                           | G・キャンセル                | 右                           | B・ウェブB・ナバレトV・マシンG・キャンセルE・リベラE・ディアスD・オルティーズB・トーレスR・エンリケスR・カストロ | 8                        | 捕                       | W・ラモス                | 右                       | J・チャシーンW・ラモスI・テハダA・カスティーヨH・ペレスOr・アルシアD・バスケスJ・ロンドンOs・アルシアW・トーバー |
| 9                            | 右                           | R・エンリケス                | 左                           | B・ウェブB・ナバレトV・マシンG・キャンセルE・リベラE・ディアスD・オルティーズB・トーレスR・エンリケスR・カストロ | 9                        | 遊                       | Or・アルシア             | 右                       | J・チャシーンW・ラモスI・テハダA・カスティーヨH・ペレスOr・アルシアD・バスケスJ・ロンドンOs・アルシアW・トーバー |
| 先発投手                     | 先発投手                     | 先発投手                     | 投球                         | B・ウェブB・ナバレトV・マシンG・キャンセルE・リベラE・ディアスD・オルティーズB・トーレスR・エンリケスR・カストロ | 先発投手                 | 先発投手                 | 先発投手                 | 投球                     | J・チャシーンW・ラモスI・テハダA・カスティーヨH・ペレスOr・アルシアD・バスケスJ・ロンドンOs・アルシアW・トーバー |
| B・ウェブ                    | B・ウェブ                    | B・ウェブ                    | 右                           | B・ウェブB・ナバレトV・マシンG・キャンセルE・リベラE・ディアスD・オルティーズB・トーレスR・エンリケスR・カストロ | J・チャシーン            | J・チャシーン            | J・チャシーン            | 右                       | J・チャシーンW・ラモスI・テハダA・カスティーヨH・ペレスOr・アルシアD・バスケスJ・ロンドンOs・アルシアW・トーバー |

#### 3日目 2月4日
第1試合＠エスタディオ・デ・ベイスボル・デ・ラ・リンコナダ（首都地区リベルタドル）
|                                           | 1 | 2 | 3 | 4 | 5 | 6 | 7 | 8 | 9 | R | H | E |
| ----------------------------------------- | - | - | - | - | - | - | - | - | - | - | - | - |
| ワイルドキャッツKJ74（CUW、2勝1敗）       | 0 | 0 | 0 | 0 | 0 | 0 | 1 | 0 | 0 | 1 | 6 | 3 |
| フェデラーレス・デ・チリキ（PAN、1勝2敗） | 0 | 0 | 0 | 0 | 0 | 0 | 0 | 0 | 0 | 0 | 5 | 1 |

1. 勝利：テメシュ・ローレンス（1勝）
2. セーブ：フランクリン・バングルプ（1S）
3. 敗戦：ユスニエル・パドロン＝アルティレス（1敗）
4. 審判
［球審］ソクラテス・マリン
［塁審］一塁: エドウィン・ヒメネス、二塁: ガブリエル・アルフォンソ、三塁: エイブラハム・ロペス
5. 試合開始時刻: ベネズエラ時間（UTC-4）午前10時40分  試合時間: 3時間5分  気温: 74°F（23.3°C）
詳細: Serie del Caribe（スペイン語） / MLB.com Gameday（英語） / ESPN.com（英語）

| ワイルドキャッツKJ74 | ワイルドキャッツKJ74 | ワイルドキャッツKJ74 | ワイルドキャッツKJ74 | ワイルドキャッツKJ74 | フェデラーレス・デ・チリキ | フェデラーレス・デ・チリキ | フェデラーレス・デ・チリキ | フェデラーレス・デ・チリキ | フェデラーレス・デ・チリキ |
| -------------------- | -------------------- | -------------------- | -------------------- | --- | -------------------------- | -------------------------- | -------------------------- | -------------------------- | --- |
| 打順                 | 守備                 | 選手                 | 打席                 | J・ジャージェンスD・リカルドD・レオノラJ・スコープS・スコープD・セフェリナR・バーナ · ディーナR・ディダーJ・プロファーW・バレンティン | 打順                       | 守備                       | 選手                       | 打席                       | E・フリアスE・カスティーヨI・ヘレーラM・ウィーラン · スキーJ・ライトE・バルデスR・オロスコJ・サントスA・サンドバルE・カバレーロ |
| 1                    | 左                   | R・バーナディーナ    | 左                   | J・ジャージェンスD・リカルドD・レオノラJ・スコープS・スコープD・セフェリナR・バーナ · ディーナR・ディダーJ・プロファーW・バレンティン | 1                          | 左                         | R・オロスコ                | 両                         | E・フリアスE・カスティーヨI・ヘレーラM・ウィーラン · スキーJ・ライトE・バルデスR・オロスコJ・サントスA・サンドバルE・カバレーロ |
| 2                    | 中                   | R・ディダー          | 右                   | J・ジャージェンスD・リカルドD・レオノラJ・スコープS・スコープD・セフェリナR・バーナ · ディーナR・ディダーJ・プロファーW・バレンティン | 2                          | 二                         | M・ウィーランスキー        | 右                         | E・フリアスE・カスティーヨI・ヘレーラM・ウィーラン · スキーJ・ライトE・バルデスR・オロスコJ・サントスA・サンドバルE・カバレーロ |
| 3                    | 二                   | J・スコープ          | 右                   | J・ジャージェンスD・リカルドD・レオノラJ・スコープS・スコープD・セフェリナR・バーナ · ディーナR・ディダーJ・プロファーW・バレンティン | 3                          | 一                         | I・ヘレーラ                | 右                         | E・フリアスE・カスティーヨI・ヘレーラM・ウィーラン · スキーJ・ライトE・バルデスR・オロスコJ・サントスA・サンドバルE・カバレーロ |
| 4                    | DH                   | W・バレンティン      | 右                   | J・ジャージェンスD・リカルドD・レオノラJ・スコープS・スコープD・セフェリナR・バーナ · ディーナR・ディダーJ・プロファーW・バレンティン | 4                          | DH                         | E・カバレーロ              | 両                         | E・フリアスE・カスティーヨI・ヘレーラM・ウィーラン · スキーJ・ライトE・バルデスR・オロスコJ・サントスA・サンドバルE・カバレーロ |
| 5                    | 三                   | S・スコープ          | 右                   | J・ジャージェンスD・リカルドD・レオノラJ・スコープS・スコープD・セフェリナR・バーナ · ディーナR・ディダーJ・プロファーW・バレンティン | 5                          | 捕                         | E・カスティーヨ            | 右                         | E・フリアスE・カスティーヨI・ヘレーラM・ウィーラン · スキーJ・ライトE・バルデスR・オロスコJ・サントスA・サンドバルE・カバレーロ |
| 6                    | 右                   | J・プロファー        | 右                   | J・ジャージェンスD・リカルドD・レオノラJ・スコープS・スコープD・セフェリナR・バーナ · ディーナR・ディダーJ・プロファーW・バレンティン | 6                          | 右                         | A・サンドバル              | 右                         | E・フリアスE・カスティーヨI・ヘレーラM・ウィーラン · スキーJ・ライトE・バルデスR・オロスコJ・サントスA・サンドバルE・カバレーロ |
| 7                    | 遊                   | D・セフェリナ        | 左                   | J・ジャージェンスD・リカルドD・レオノラJ・スコープS・スコープD・セフェリナR・バーナ · ディーナR・ディダーJ・プロファーW・バレンティン | 7                          | 中                         | J・サントス                | 右                         | E・フリアスE・カスティーヨI・ヘレーラM・ウィーラン · スキーJ・ライトE・バルデスR・オロスコJ・サントスA・サンドバルE・カバレーロ |
| 8                    | 一                   | D・レオノラ          | 右                   | J・ジャージェンスD・リカルドD・レオノラJ・スコープS・スコープD・セフェリナR・バーナ · ディーナR・ディダーJ・プロファーW・バレンティン | 8                          | 遊                         | E・バルデス                | 左                         | E・フリアスE・カスティーヨI・ヘレーラM・ウィーラン · スキーJ・ライトE・バルデスR・オロスコJ・サントスA・サンドバルE・カバレーロ |
| 9                    | 捕                   | D・リカルド          | 右                   | J・ジャージェンスD・リカルドD・レオノラJ・スコープS・スコープD・セフェリナR・バーナ · ディーナR・ディダーJ・プロファーW・バレンティン | 9                          | 三                         | J・ライト                  | 右                         | E・フリアスE・カスティーヨI・ヘレーラM・ウィーラン · スキーJ・ライトE・バルデスR・オロスコJ・サントスA・サンドバルE・カバレーロ |
| 先発投手             | 先発投手             | 先発投手             | 投球                 | J・ジャージェンスD・リカルドD・レオノラJ・スコープS・スコープD・セフェリナR・バーナ · ディーナR・ディダーJ・プロファーW・バレンティン | 先発投手                   | 先発投手                   | 先発投手                   | 投球                       | E・フリアスE・カスティーヨI・ヘレーラM・ウィーラン · スキーJ・ライトE・バルデスR・オロスコJ・サントスA・サンドバルE・カバレーロ |
| J・ジャージェンス    | J・ジャージェンス    | J・ジャージェンス    | 右                   | J・ジャージェンスD・リカルドD・レオノラJ・スコープS・スコープD・セフェリナR・バーナ · ディーナR・ディダーJ・プロファーW・バレンティン | E・フリアス                | E・フリアス                | E・フリアス                | 右                         | E・フリアスE・カスティーヨI・ヘレーラM・ウィーラン · スキーJ・ライトE・バルデスR・オロスコJ・サントスA・サンドバルE・カバレーロ |

第2試合＠エスタディオ・フォールム・ラ・グアイラ（ラ・グアイラ州マクート）
|                                             | 1 | 2 | 3 | 4 | 5 | 6 | 7 | 8 | 9 | R | H  | E |
| ------------------------------------------- | - | - | - | - | - | - | - | - | - | - | -- | - |
| インディオス・デ・マヤグエス（PUR、1勝2敗） | 0 | 1 | 1 | 0 | 0 | 0 | 0 | 0 | 2 | 4 | 8  | 2 |
| ティグレス・デル・リセイ（DOM、2勝1敗）     | 4 | 1 | 1 | 0 | 0 | 0 | 1 | 0 | X | 6 | 10 | 0 |

1. 勝利：エスミル・ロジャース（1勝）
2. セーブ：ハイロ・アセンシオ（2S）
3. 敗戦：ルイス・リロイ・クルーズ（1敗）
4. 本塁打
DOM：エミリオ・ボニファシオ1号ソロ
5. 審判
［球審］ジョナタン・パーラ
［塁審］一塁: デビッド・アリエータ、二塁: エミル・ヒメネス、三塁: ラウル・モレノ
6. 試合開始時刻: ベネズエラ時間（UTC-4）午後2時8分  試合時間: 3時間18分  気温: 84°F（28.9°C）
詳細: Serie del Caribe（スペイン語） / MLB.com Gameday（英語） / ESPN.com（英語）

| インディオス・デ・マヤグエス | インディオス・デ・マヤグエス | インディオス・デ・マヤグエス | インディオス・デ・マヤグエス | インディオス・デ・マヤグエス                                                                                       | ティグレス・デル・リセイ | ティグレス・デル・リセイ | ティグレス・デル・リセイ | ティグレス・デル・リセイ | ティグレス・デル・リセイ                                                                                                   |
| ---------------------------- | ---------------------------- | ---------------------------- | ---------------------------- | --- | ------------------------ | ------------------------ | ------------------------ | ------------------------ | --- |
| 打順                         | 守備                         | 選手                         | 打席                         | L・クルーズR・カストロE・ディアスJ・バレンティンE・リベラJ・リベラD・オルティーズB・トーレスR・エンリケスV・マシン | 打順                     | 守備                     | 選手                     | 打席                     | E・ロジャースW・リーバスY・ナバーロR・カノK・グティ · エレスR・トーレスJ・レイクE・ボニファシオM・ロハスJr.R・ヘルナンデス |
| 1                            | 中                           | B・トーレス                  | 左                           | L・クルーズR・カストロE・ディアスJ・バレンティンE・リベラJ・リベラD・オルティーズB・トーレスR・エンリケスV・マシン | 1                        | 中                       | E・ボニファシオ          | 両                       | E・ロジャースW・リーバスY・ナバーロR・カノK・グティ · エレスR・トーレスJ・レイクE・ボニファシオM・ロハスJr.R・ヘルナンデス |
| 2                            | 三                           | E・リベラ                    | 右                           | L・クルーズR・カストロE・ディアスJ・バレンティンE・リベラJ・リベラD・オルティーズB・トーレスR・エンリケスV・マシン | 2                        | 一                       | Y・ナバーロ              | 右                       | E・ロジャースW・リーバスY・ナバーロR・カノK・グティ · エレスR・トーレスJ・レイクE・ボニファシオM・ロハスJr.R・ヘルナンデス |
| 3                            | DH                           | V・マシン                    | 左                           | L・クルーズR・カストロE・ディアスJ・バレンティンE・リベラJ・リベラD・オルティーズB・トーレスR・エンリケスV・マシン | 3                        | 二                       | R・カノ                  | 左                       | E・ロジャースW・リーバスY・ナバーロR・カノK・グティ · エレスR・トーレスJ・レイクE・ボニファシオM・ロハスJr.R・ヘルナンデス |
| 4                            | 一                           | E・ディアス                  | 右                           | L・クルーズR・カストロE・ディアスJ・バレンティンE・リベラJ・リベラD・オルティーズB・トーレスR・エンリケスV・マシン | 4                        | DH                       | R・ヘルナンデス          | 右                       | E・ロジャースW・リーバスY・ナバーロR・カノK・グティ · エレスR・トーレスJ・レイクE・ボニファシオM・ロハスJr.R・ヘルナンデス |
| 5                            | 左                           | D・オルティーズ              | 左                           | L・クルーズR・カストロE・ディアスJ・バレンティンE・リベラJ・リベラD・オルティーズB・トーレスR・エンリケスV・マシン | 5                        | 右                       | M・ロハスJr.             | 両                       | E・ロジャースW・リーバスY・ナバーロR・カノK・グティ · エレスR・トーレスJ・レイクE・ボニファシオM・ロハスJr.R・ヘルナンデス |
| 6                            | 捕                           | R・カストロ                  | 左                           | L・クルーズR・カストロE・ディアスJ・バレンティンE・リベラJ・リベラD・オルティーズB・トーレスR・エンリケスV・マシン | 6                        | 三                       | K・グティエレス          | 右                       | E・ロジャースW・リーバスY・ナバーロR・カノK・グティ · エレスR・トーレスJ・レイクE・ボニファシオM・ロハスJr.R・ヘルナンデス |
| 7                            | 二                           | J・バレンティン              | 両                           | L・クルーズR・カストロE・ディアスJ・バレンティンE・リベラJ・リベラD・オルティーズB・トーレスR・エンリケスV・マシン | 7                        | 捕                       | W・リーバス              | 右                       | E・ロジャースW・リーバスY・ナバーロR・カノK・グティ · エレスR・トーレスJ・レイクE・ボニファシオM・ロハスJr.R・ヘルナンデス |
| 8                            | 右                           | R・エンリケス                | 左                           | L・クルーズR・カストロE・ディアスJ・バレンティンE・リベラJ・リベラD・オルティーズB・トーレスR・エンリケスV・マシン | 8                        | 遊                       | R・トーレス              | 両                       | E・ロジャースW・リーバスY・ナバーロR・カノK・グティ · エレスR・トーレスJ・レイクE・ボニファシオM・ロハスJr.R・ヘルナンデス |
| 9                            | 遊                           | J・リベラ                    | 両                           | L・クルーズR・カストロE・ディアスJ・バレンティンE・リベラJ・リベラD・オルティーズB・トーレスR・エンリケスV・マシン | 9                        | 左                       | J・レイク                | 右                       | E・ロジャースW・リーバスY・ナバーロR・カノK・グティ · エレスR・トーレスJ・レイクE・ボニファシオM・ロハスJr.R・ヘルナンデス |
| 先発投手                     | 先発投手                     | 先発投手                     | 投球                         | L・クルーズR・カストロE・ディアスJ・バレンティンE・リベラJ・リベラD・オルティーズB・トーレスR・エンリケスV・マシン | 先発投手                 | 先発投手                 | 先発投手                 | 投球                     | E・ロジャースW・リーバスY・ナバーロR・カノK・グティ · エレスR・トーレスJ・レイクE・ボニファシオM・ロハスJr.R・ヘルナンデス |
| L・クルーズ                  | L・クルーズ                  | L・クルーズ                  | 左                           | L・クルーズR・カストロE・ディアスJ・バレンティンE・リベラJ・リベラD・オルティーズB・トーレスR・エンリケスV・マシン | E・ロジャース            | E・ロジャース            | E・ロジャース            | 右                       | E・ロジャースW・リーバスY・ナバーロR・カノK・グティ · エレスR・トーレスJ・レイクE・ボニファシオM・ロハスJr.R・ヘルナンデス |

第3試合＠エスタディオ・デ・ベイスボル・デ・ラ・リンコナダ（首都地区リベルタドル）
|                                             | 1 | 2 | 3 | 4 | 5 | 6 | 7 | 8 | 9  | R | H | E |
| ------------------------------------------- | - | - | - | - | - | - | - | - | -- | - | - | - |
| バケーロス・デ・モンテリア（COL、1勝2敗）   | 2 | 0 | 0 | 0 | 4 | 0 | 0 | 0 | 0  | 6 | 7 | 1 |
| カニェロス・デ・ロス・モチス（MEX、2勝1敗） | 2 | 1 | 0 | 0 | 0 | 0 | 0 | 3 | 1x | 7 | 7 | 0 |

1. 勝利：フアン・ガーメス（1勝）
2. 敗戦：オスカル・マルセリーノ（1敗）
3. 本塁打
COL：アンドレス・アングロ1号3ラン
MEX：フアン・ウリアルテ1号ソロ
4. 審判
［球審］サントス・カスティーヨ
［塁審］一塁: カルロス・レアル、二塁: ジョナタン・ビアレータ、三塁: フアン・ゴメス
5. 試合開始時刻: ベネズエラ時間（UTC-4）午後3時10分  試合時間: 4時間11分  気温: 83°F（28.3°C）
詳細: Serie del Caribe（スペイン語） / MLB.com Gameday（英語） / ESPN.com（英語）

| バケーロス・デ・モンテリア | バケーロス・デ・モンテリア | バケーロス・デ・モンテリア | バケーロス・デ・モンテリア | バケーロス・デ・モンテリア                                                                                               | カニェロス・デ・ロス・モチス | カニェロス・デ・ロス・モチス | カニェロス・デ・ロス・モチス | カニェロス・デ・ロス・モチス | カニェロス・デ・ロス・モチス                                                                                           |
| -------------------------- | -------------------------- | -------------------------- | -------------------------- | --- | ---------------------------- | ---------------------------- | ---------------------------- | ---------------------------- | --- |
| 打順                       | 守備                       | 選手                       | 打席                       | F・ロペスD・ベジョーヒンD・ヘレーラJ・ディアスF・アクーニャD・フリアスG・カンペーロB・ブエルバスJ・マリアーガA・アングロ | 打順                         | 守備                         | 選手                         | 打席                         | D・トーレスJ・ウリアルテR・ロドリゲスJ・アトンドR・アマダーR・バレンズエラF・ビジェガスJ・カルドナJ・ディーンO・ピーナ |
| 1                          | 左                         | G・カンペーロ              | 両                         | F・ロペスD・ベジョーヒンD・ヘレーラJ・ディアスF・アクーニャD・フリアスG・カンペーロB・ブエルバスJ・マリアーガA・アングロ | 1                            | 中                           | J・カルドナ                  | 右                           | D・トーレスJ・ウリアルテR・ロドリゲスJ・アトンドR・アマダーR・バレンズエラF・ビジェガスJ・カルドナJ・ディーンO・ピーナ |
| 2                          | 三                         | F・アクーニャ              | 右                         | F・ロペスD・ベジョーヒンD・ヘレーラJ・ディアスF・アクーニャD・フリアスG・カンペーロB・ブエルバスJ・マリアーガA・アングロ | 2                            | 右                           | J・ディーン                  | 右                           | D・トーレスJ・ウリアルテR・ロドリゲスJ・アトンドR・アマダーR・バレンズエラF・ビジェガスJ・カルドナJ・ディーンO・ピーナ |
| 3                          | 二                         | J・ディアス                | 右                         | F・ロペスD・ベジョーヒンD・ヘレーラJ・ディアスF・アクーニャD・フリアスG・カンペーロB・ブエルバスJ・マリアーガA・アングロ | 3                            | 遊                           | R・バレンズエラ              | 右                           | D・トーレスJ・ウリアルテR・ロドリゲスJ・アトンドR・アマダーR・バレンズエラF・ビジェガスJ・カルドナJ・ディーンO・ピーナ |
| 4                          | 一                         | D・ヘレーラ                | 右                         | F・ロペスD・ベジョーヒンD・ヘレーラJ・ディアスF・アクーニャD・フリアスG・カンペーロB・ブエルバスJ・マリアーガA・アングロ | 4                            | 一                           | R・ロドリゲス                | 右                           | D・トーレスJ・ウリアルテR・ロドリゲスJ・アトンドR・アマダーR・バレンズエラF・ビジェガスJ・カルドナJ・ディーンO・ピーナ |
| 5                          | 右                         | J・マリアーガ              | 右                         | F・ロペスD・ベジョーヒンD・ヘレーラJ・ディアスF・アクーニャD・フリアスG・カンペーロB・ブエルバスJ・マリアーガA・アングロ | 5                            | 三                           | R・アマダー                  | 左                           | D・トーレスJ・ウリアルテR・ロドリゲスJ・アトンドR・アマダーR・バレンズエラF・ビジェガスJ・カルドナJ・ディーンO・ピーナ |
| 6                          | 捕                         | D・ベジョーヒン            | 左                         | F・ロペスD・ベジョーヒンD・ヘレーラJ・ディアスF・アクーニャD・フリアスG・カンペーロB・ブエルバスJ・マリアーガA・アングロ | 6                            | DH                           | O・ピーナ                    | 右                           | D・トーレスJ・ウリアルテR・ロドリゲスJ・アトンドR・アマダーR・バレンズエラF・ビジェガスJ・カルドナJ・ディーンO・ピーナ |
| 7                          | DH                         | A・アングロ                | 右                         | F・ロペスD・ベジョーヒンD・ヘレーラJ・ディアスF・アクーニャD・フリアスG・カンペーロB・ブエルバスJ・マリアーガA・アングロ | 7                            | 捕                           | J・ウリアルテ                | 右                           | D・トーレスJ・ウリアルテR・ロドリゲスJ・アトンドR・アマダーR・バレンズエラF・ビジェガスJ・カルドナJ・ディーンO・ピーナ |
| 8                          | 中                         | B・ブエルバス              | 右                         | F・ロペスD・ベジョーヒンD・ヘレーラJ・ディアスF・アクーニャD・フリアスG・カンペーロB・ブエルバスJ・マリアーガA・アングロ | 8                            | 左                           | F・ビジェガス                | 右                           | D・トーレスJ・ウリアルテR・ロドリゲスJ・アトンドR・アマダーR・バレンズエラF・ビジェガスJ・カルドナJ・ディーンO・ピーナ |
| 9                          | 遊                         | D・フリアス                | 両                         | F・ロペスD・ベジョーヒンD・ヘレーラJ・ディアスF・アクーニャD・フリアスG・カンペーロB・ブエルバスJ・マリアーガA・アングロ | 9                            | 二                           | J・アトンド                  | 右                           | D・トーレスJ・ウリアルテR・ロドリゲスJ・アトンドR・アマダーR・バレンズエラF・ビジェガスJ・カルドナJ・ディーンO・ピーナ |
| 先発投手                   | 先発投手                   | 先発投手                   | 投球                       | F・ロペスD・ベジョーヒンD・ヘレーラJ・ディアスF・アクーニャD・フリアスG・カンペーロB・ブエルバスJ・マリアーガA・アングロ | 先発投手                     | 先発投手                     | 先発投手                     | 投球                         | D・トーレスJ・ウリアルテR・ロドリゲスJ・アトンドR・アマダーR・バレンズエラF・ビジェガスJ・カルドナJ・ディーンO・ピーナ |
| F・ロペス                  | F・ロペス                  | F・ロペス                  | 右                         | F・ロペスD・ベジョーヒンD・ヘレーラJ・ディアスF・アクーニャD・フリアスG・カンペーロB・ブエルバスJ・マリアーガA・アングロ | D・トーレス                  | D・トーレス                  | D・トーレス                  | 右                           | D・トーレスJ・ウリアルテR・ロドリゲスJ・アトンドR・アマダーR・バレンズエラF・ビジェガスJ・カルドナJ・ディーンO・ピーナ |

第4試合＠エスタディオ・デ・ベイスボル・デ・ラ・リンコナダ（首都地区リベルタドル）
|                                         | 1 | 2 | 3 | 4 | 5 | 6 | 7 | 8 | 9 | R  | H  | E |
| --------------------------------------- | - | - | - | - | - | - | - | - | - | -- | -- | - |
| アグリクルトーレス（CUB、1勝2敗）       | 1 | 0 | 1 | 0 | 0 | 0 | 0 | 1 | 0 | 3  | 9  | 3 |
| レオネス・デル・カラカス（VEN、2勝1敗） | 7 | 2 | 0 | 3 | 2 | 1 | 0 | 5 | X | 20 | 25 | 1 |

1. 勝利：ギジェルモ・モスコーソ（1勝）
2. 敗戦：ヨエル・モヘナ（1敗）
3. 本塁打
VEN：ダンリー・バスケス1号ソロ、ホセ・ロンドン1号3ラン
4. 審判
［球審］フェリックス・テハダ
［塁審］一塁: ロバート・ヌネス、二塁: エドウィン・ヘルナンデス、三塁: フアン・マヌエル・ロドリゲス
5. 試合開始時刻: ベネズエラ時間（UTC-4）午後8時34分  試合時間: 3時間42分  観客: 3万2468人  気温: 71°F（21.7°C）
詳細: Serie del Caribe（スペイン語） / MLB.com Gameday（英語） / ESPN.com（英語）

| アグリクルトーレス | アグリクルトーレス | アグリクルトーレス | アグリクルトーレス | アグリクルトーレス | レオネス・デル・カラカス | レオネス・デル・カラカス | レオネス・デル・カラカス | レオネス・デル・カラカス | レオネス・デル・カラカス                                                                                          |
| ------------------ | ------------------ | ------------------ | ------------------ | --- | ------------------------ | ------------------------ | ------------------------ | ------------------------ | --- |
| 打順               | 守備               | 選手               | 打席               | Y・モヘナYos・アラルコンG・アビレスYor・アラルコンO・アブレイユA・デラクルーズR・ビニャーレスY・ラルドゥエトR・サントスD・ラサ | 打順                     | 守備                     | 選手                     | 打席                     | G・モスコーソF・アルシアH・ペレスA・カスティーヨC・リベロOr・アルシアA・レイエスJ・ロンドンD・バスケスW・トーバー |
| 1                  | 中                 | Y・ラルドゥエト    | 右                 | Y・モヘナYos・アラルコンG・アビレスYor・アラルコンO・アブレイユA・デラクルーズR・ビニャーレスY・ラルドゥエトR・サントスD・ラサ | 1                        | 二                       | A・カスティーヨ          | 右                       | G・モスコーソF・アルシアH・ペレスA・カスティーヨC・リベロOr・アルシアA・レイエスJ・ロンドンD・バスケスW・トーバー |
| 2                  | 右                 | R・サントス        | 左                 | Y・モヘナYos・アラルコンG・アビレスYor・アラルコンO・アブレイユA・デラクルーズR・ビニャーレスY・ラルドゥエトR・サントスD・ラサ | 2                        | DH                       | W・トーバー              | 右                       | G・モスコーソF・アルシアH・ペレスA・カスティーヨC・リベロOr・アルシアA・レイエスJ・ロンドンD・バスケスW・トーバー |
| 3                  | 二                 | Yor・アラルコン    | 右                 | Y・モヘナYos・アラルコンG・アビレスYor・アラルコンO・アブレイユA・デラクルーズR・ビニャーレスY・ラルドゥエトR・サントスD・ラサ | 3                        | 右                       | D・バスケス              | 左                       | G・モスコーソF・アルシアH・ペレスA・カスティーヨC・リベロOr・アルシアA・レイエスJ・ロンドンD・バスケスW・トーバー |
| 4                  | 捕                 | Yos・アラルコン    | 右                 | Y・モヘナYos・アラルコンG・アビレスYor・アラルコンO・アブレイユA・デラクルーズR・ビニャーレスY・ラルドゥエトR・サントスD・ラサ | 4                        | 一                       | H・ペレス                | 右                       | G・モスコーソF・アルシアH・ペレスA・カスティーヨC・リベロOr・アルシアA・レイエスJ・ロンドンD・バスケスW・トーバー |
| 5                  | 左                 | R・ビニャーレス    | 右                 | Y・モヘナYos・アラルコンG・アビレスYor・アラルコンO・アブレイユA・デラクルーズR・ビニャーレスY・ラルドゥエトR・サントスD・ラサ | 5                        | 三                       | C・リベロ                | 右                       | G・モスコーソF・アルシアH・ペレスA・カスティーヨC・リベロOr・アルシアA・レイエスJ・ロンドンD・バスケスW・トーバー |
| 6                  | 一                 | G・アビレス        | 左                 | Y・モヘナYos・アラルコンG・アビレスYor・アラルコンO・アブレイユA・デラクルーズR・ビニャーレスY・ラルドゥエトR・サントスD・ラサ | 6                        | 中                       | J・ロンドン              | 右                       | G・モスコーソF・アルシアH・ペレスA・カスティーヨC・リベロOr・アルシアA・レイエスJ・ロンドンD・バスケスW・トーバー |
| 7                  | DH                 | D・ラサ            | 右                 | Y・モヘナYos・アラルコンG・アビレスYor・アラルコンO・アブレイユA・デラクルーズR・ビニャーレスY・ラルドゥエトR・サントスD・ラサ | 7                        | 左                       | A・レイエス              | 右                       | G・モスコーソF・アルシアH・ペレスA・カスティーヨC・リベロOr・アルシアA・レイエスJ・ロンドンD・バスケスW・トーバー |
| 8                  | 遊                 | A・デラクルーズ    | 右                 | Y・モヘナYos・アラルコンG・アビレスYor・アラルコンO・アブレイユA・デラクルーズR・ビニャーレスY・ラルドゥエトR・サントスD・ラサ | 8                        | 捕                       | F・アルシア              | 左                       | G・モスコーソF・アルシアH・ペレスA・カスティーヨC・リベロOr・アルシアA・レイエスJ・ロンドンD・バスケスW・トーバー |
| 9                  | 三                 | O・アブレイユ      | 右                 | Y・モヘナYos・アラルコンG・アビレスYor・アラルコンO・アブレイユA・デラクルーズR・ビニャーレスY・ラルドゥエトR・サントスD・ラサ | 9                        | 遊                       | Or・アルシア             | 右                       | G・モスコーソF・アルシアH・ペレスA・カスティーヨC・リベロOr・アルシアA・レイエスJ・ロンドンD・バスケスW・トーバー |
| 先発投手           | 先発投手           | 先発投手           | 投球               | Y・モヘナYos・アラルコンG・アビレスYor・アラルコンO・アブレイユA・デラクルーズR・ビニャーレスY・ラルドゥエトR・サントスD・ラサ | 先発投手                 | 先発投手                 | 先発投手                 | 投球                     | G・モスコーソF・アルシアH・ペレスA・カスティーヨC・リベロOr・アルシアA・レイエスJ・ロンドンD・バスケスW・トーバー |
| Y・モヘナ          | Y・モヘナ          | Y・モヘナ          | 右                 | Y・モヘナYos・アラルコンG・アビレスYor・アラルコンO・アブレイユA・デラクルーズR・ビニャーレスY・ラルドゥエトR・サントスD・ラサ | G・モスコーソ            | G・モスコーソ            | G・モスコーソ            | 右                       | G・モスコーソF・アルシアH・ペレスA・カスティーヨC・リベロOr・アルシアA・レイエスJ・ロンドンD・バスケスW・トーバー |

#### 4日目 2月5日
第1試合＠エスタディオ・フォールム・ラ・グアイラ（ラ・グアイラ州マクート）
|                                           | 1 | 2 | 3 | 4 | 5 | 6 | 7 | 8 | 9 | 10 | 11 | 12 | 13 | R | H  | E |
| ----------------------------------------- | - | - | - | - | - | - | - | - | - | -- | -- | -- | -- | - | -- | - |
| バケーロス・デ・モンテリア（COL、2勝2敗） | 1 | 0 | 0 | 1 | 0 | 0 | 0 | 0 | 2 | 0  | 0  | 0  | 2  | 6 | 10 | 2 |
| ワイルドキャッツKJ74（CUW、2勝2敗）       | 0 | 0 | 0 | 1 | 0 | 2 | 0 | 1 | 0 | 0  | 0  | 0  | 1  | 5 | 6  | 1 |

1. （延長13回）
2. 勝利：カルロス・ディアス（1勝）
3. セーブ：イェルミソン・ペラルタ（1S）
4. 敗戦：セリリオ・ソレアナ（1敗）
5. 本塁打
COL：ファビアン・ペルトゥス1号ソロ
CUW：アンドレルトン・シモンズ1号2ラン
6. 審判
［球審］ラウル・モレノ
［塁審］一塁: ガブリエル・アルフォンソ、二塁: ケルビス・ベレス、三塁: エミル・ヒメネス
7. 試合開始時刻: ベネズエラ時間（UTC-4）午後1時10分  試合時間: 5時間19分  気温: 85°F（29.4°C）
詳細: Serie del Caribe（スペイン語） / MLB.com Gameday（英語） / ESPN.com（英語）

| バケーロス・デ・モンテリア | バケーロス・デ・モンテリア | バケーロス・デ・モンテリア | バケーロス・デ・モンテリア | バケーロス・デ・モンテリア                                                                                                 | ワイルドキャッツKJ74 | ワイルドキャッツKJ74 | ワイルドキャッツKJ74 | ワイルドキャッツKJ74 | ワイルドキャッツKJ74 |
| -------------------------- | -------------------------- | -------------------------- | -------------------------- | --- | -------------------- | -------------------- | -------------------- | -------------------- | --- |
| 打順                       | 守備                       | 選手                       | 打席                       | C・ケベードP・マンサネーロD・ヘレーラD・フリアスF・アクーニャF・ペルトゥスA・アングロJ・マリアーガG・カンペーロJ・ディアス | 打順                 | 守備                 | 選手                 | 打席                 | S・マルティスS・ループストックJ・プロファーJ・スコープD・セフェリナA・シモンズR・バーナ · ディーナR・ディダーS・スコープW・バレンティン |
| 1                          | 右                         | G・カンペーロ              | 両                         | C・ケベードP・マンサネーロD・ヘレーラD・フリアスF・アクーニャF・ペルトゥスA・アングロJ・マリアーガG・カンペーロJ・ディアス | 1                    | 左                   | R・バーナディーナ    | 左                   | S・マルティスS・ループストックJ・プロファーJ・スコープD・セフェリナA・シモンズR・バーナ · ディーナR・ディダーS・スコープW・バレンティン |
| 2                          | 三                         | F・アクーニャ              | 右                         | C・ケベードP・マンサネーロD・ヘレーラD・フリアスF・アクーニャF・ペルトゥスA・アングロJ・マリアーガG・カンペーロJ・ディアス | 2                    | 中                   | R・ディダー          | 右                   | S・マルティスS・ループストックJ・プロファーJ・スコープD・セフェリナA・シモンズR・バーナ · ディーナR・ディダーS・スコープW・バレンティン |
| 3                          | DH                         | J・ディアス                | 右                         | C・ケベードP・マンサネーロD・ヘレーラD・フリアスF・アクーニャF・ペルトゥスA・アングロJ・マリアーガG・カンペーロJ・ディアス | 3                    | DH                   | W・バレンティン      | 右                   | S・マルティスS・ループストックJ・プロファーJ・スコープD・セフェリナA・シモンズR・バーナ · ディーナR・ディダーS・スコープW・バレンティン |
| 4                          | 一                         | D・ヘレーラ                | 右                         | C・ケベードP・マンサネーロD・ヘレーラD・フリアスF・アクーニャF・ペルトゥスA・アングロJ・マリアーガG・カンペーロJ・ディアス | 4                    | 二                   | J・スコープ          | 右                   | S・マルティスS・ループストックJ・プロファーJ・スコープD・セフェリナA・シモンズR・バーナ · ディーナR・ディダーS・スコープW・バレンティン |
| 5                          | 中                         | J・マリアーガ              | 右                         | C・ケベードP・マンサネーロD・ヘレーラD・フリアスF・アクーニャF・ペルトゥスA・アングロJ・マリアーガG・カンペーロJ・ディアス | 5                    | 右                   | S・スコープ          | 右                   | S・マルティスS・ループストックJ・プロファーJ・スコープD・セフェリナA・シモンズR・バーナ · ディーナR・ディダーS・スコープW・バレンティン |
| 6                          | 左                         | A・アングロ                | 右                         | C・ケベードP・マンサネーロD・ヘレーラD・フリアスF・アクーニャF・ペルトゥスA・アングロJ・マリアーガG・カンペーロJ・ディアス | 6                    | 遊                   | A・シモンズ          | 右                   | S・マルティスS・ループストックJ・プロファーJ・スコープD・セフェリナA・シモンズR・バーナ · ディーナR・ディダーS・スコープW・バレンティン |
| 7                          | 捕                         | P・マンサネーロ            | 右                         | C・ケベードP・マンサネーロD・ヘレーラD・フリアスF・アクーニャF・ペルトゥスA・アングロJ・マリアーガG・カンペーロJ・ディアス | 7                    | 捕                   | S・ループストック    | 右                   | S・マルティスS・ループストックJ・プロファーJ・スコープD・セフェリナA・シモンズR・バーナ · ディーナR・ディダーS・スコープW・バレンティン |
| 8                          | 遊                         | F・ペルトゥス              | 右                         | C・ケベードP・マンサネーロD・ヘレーラD・フリアスF・アクーニャF・ペルトゥスA・アングロJ・マリアーガG・カンペーロJ・ディアス | 8                    | 一                   | J・プロファー        | 右                   | S・マルティスS・ループストックJ・プロファーJ・スコープD・セフェリナA・シモンズR・バーナ · ディーナR・ディダーS・スコープW・バレンティン |
| 9                          | 二                         | D・フリアス                | 両                         | C・ケベードP・マンサネーロD・ヘレーラD・フリアスF・アクーニャF・ペルトゥスA・アングロJ・マリアーガG・カンペーロJ・ディアス | 9                    | 三                   | D・セフェリナ        | 左                   | S・マルティスS・ループストックJ・プロファーJ・スコープD・セフェリナA・シモンズR・バーナ · ディーナR・ディダーS・スコープW・バレンティン |
| 先発投手                   | 先発投手                   | 先発投手                   | 投球                       | C・ケベードP・マンサネーロD・ヘレーラD・フリアスF・アクーニャF・ペルトゥスA・アングロJ・マリアーガG・カンペーロJ・ディアス | 先発投手             | 先発投手             | 先発投手             | 投球                 | S・マルティスS・ループストックJ・プロファーJ・スコープD・セフェリナA・シモンズR・バーナ · ディーナR・ディダーS・スコープW・バレンティン |
| C・ケベード                | C・ケベード                | C・ケベード                | 右                         | C・ケベードP・マンサネーロD・ヘレーラD・フリアスF・アクーニャF・ペルトゥスA・アングロJ・マリアーガG・カンペーロJ・ディアス | S・マルティス        | S・マルティス        | S・マルティス        | 右                   | S・マルティスS・ループストックJ・プロファーJ・スコープD・セフェリナA・シモンズR・バーナ · ディーナR・ディダーS・スコープW・バレンティン |

第2試合＠エスタディオ・デ・ベイスボル・デ・ラ・リンコナダ（首都地区リベルタドル）
|                                             | 1 | 2 | 3 | 4 | 5 | 6 | 7 | 8 | 9 | R | H  | E |
| ------------------------------------------- | - | - | - | - | - | - | - | - | - | - | -- | - |
| カニェロス・デ・ロス・モチス（MEX、3勝1敗） | 3 | 0 | 3 | 0 | 0 | 0 | 0 | 0 | 0 | 6 | 10 | 2 |
| アグリクルトーレス（CUB、1勝3敗）           | 0 | 5 | 0 | 0 | 0 | 0 | 0 | 0 | 0 | 5 | 5  | 0 |

1. 勝利：ジェフ・キンリー（1勝）
2. セーブ：ジェイク・サンチェス（2S）
3. 敗戦：ケルビス・ロドリゲス（1敗）
4. 審判
［球審］デビッド・アリエータ
［塁審］一塁: フアン・マヌエル・ロドリゲス、二塁: フアン・ゴメス、三塁: エドウィン・ヒメネス
5. 試合開始時刻: ベネズエラ時間（UTC-4）午後2時37分  試合時間: 3時間5分  気温: 80°F（26.7°C）
詳細: Serie del Caribe（スペイン語） / MLB.com Gameday（英語） / ESPN.com（英語）

| カニェロス・デ・ロス・モチス | カニェロス・デ・ロス・モチス | カニェロス・デ・ロス・モチス | カニェロス・デ・ロス・モチス | カニェロス・デ・ロス・モチス | アグリクルトーレス | アグリクルトーレス | アグリクルトーレス | アグリクルトーレス | アグリクルトーレス |
| ---------------------------- | ---------------------------- | ---------------------------- | ---------------------------- | --- | ------------------ | ------------------ | ------------------ | ------------------ | --- |
| 打順                         | 守備                         | 選手                         | 打席                         | J・キンリーJ・フェリックスJ・テルドスラ · ビッチJ・アトンドR・アマダーR・バレンズエラJ・オルネラスJ・カルドナJ・ディーンR・ロドリゲス | 打順               | 守備               | 選手               | 打席               | An・サンチェスYos・アラルコンG・アビレスYor・アラルコンO・アブレイユA・デラクルーズR・ビニャーレスY・ラルドゥエトR・サントスD・ラサ |
| 1                            | 中                           | J・カルドナ                  | 右                           | J・キンリーJ・フェリックスJ・テルドスラ · ビッチJ・アトンドR・アマダーR・バレンズエラJ・オルネラスJ・カルドナJ・ディーンR・ロドリゲス | 1                  | 中                 | Y・ラルドゥエト    | 右                 | An・サンチェスYos・アラルコンG・アビレスYor・アラルコンO・アブレイユA・デラクルーズR・ビニャーレスY・ラルドゥエトR・サントスD・ラサ |
| 2                            | 右                           | J・ディーン                  | 右                           | J・キンリーJ・フェリックスJ・テルドスラ · ビッチJ・アトンドR・アマダーR・バレンズエラJ・オルネラスJ・カルドナJ・ディーンR・ロドリゲス | 2                  | 右                 | R・サントス        | 左                 | An・サンチェスYos・アラルコンG・アビレスYor・アラルコンO・アブレイユA・デラクルーズR・ビニャーレスY・ラルドゥエトR・サントスD・ラサ |
| 3                            | 遊                           | R・バレンズエラ              | 右                           | J・キンリーJ・フェリックスJ・テルドスラ · ビッチJ・アトンドR・アマダーR・バレンズエラJ・オルネラスJ・カルドナJ・ディーンR・ロドリゲス | 3                  | 二                 | Yor・アラルコン    | 右                 | An・サンチェスYos・アラルコンG・アビレスYor・アラルコンO・アブレイユA・デラクルーズR・ビニャーレスY・ラルドゥエトR・サントスD・ラサ |
| 4                            | DH                           | R・ロドリゲス                | 右                           | J・キンリーJ・フェリックスJ・テルドスラ · ビッチJ・アトンドR・アマダーR・バレンズエラJ・オルネラスJ・カルドナJ・ディーンR・ロドリゲス | 4                  | 捕                 | Yos・アラルコン    | 右                 | An・サンチェスYos・アラルコンG・アビレスYor・アラルコンO・アブレイユA・デラクルーズR・ビニャーレスY・ラルドゥエトR・サントスD・ラサ |
| 5                            | 三                           | R・アマダー                  | 左                           | J・キンリーJ・フェリックスJ・テルドスラ · ビッチJ・アトンドR・アマダーR・バレンズエラJ・オルネラスJ・カルドナJ・ディーンR・ロドリゲス | 5                  | 左                 | R・ビニャーレス    | 右                 | An・サンチェスYos・アラルコンG・アビレスYor・アラルコンO・アブレイユA・デラクルーズR・ビニャーレスY・ラルドゥエトR・サントスD・ラサ |
| 6                            | 一                           | J・テルドスラビッチ          | 両                           | J・キンリーJ・フェリックスJ・テルドスラ · ビッチJ・アトンドR・アマダーR・バレンズエラJ・オルネラスJ・カルドナJ・ディーンR・ロドリゲス | 6                  | 一                 | G・アビレス        | 左                 | An・サンチェスYos・アラルコンG・アビレスYor・アラルコンO・アブレイユA・デラクルーズR・ビニャーレスY・ラルドゥエトR・サントスD・ラサ |
| 7                            | 左                           | J・オルネラス                | 左                           | J・キンリーJ・フェリックスJ・テルドスラ · ビッチJ・アトンドR・アマダーR・バレンズエラJ・オルネラスJ・カルドナJ・ディーンR・ロドリゲス | 7                  | DH                 | D・ラサ            | 右                 | An・サンチェスYos・アラルコンG・アビレスYor・アラルコンO・アブレイユA・デラクルーズR・ビニャーレスY・ラルドゥエトR・サントスD・ラサ |
| 8                            | 二                           | J・アトンド                  | 右                           | J・キンリーJ・フェリックスJ・テルドスラ · ビッチJ・アトンドR・アマダーR・バレンズエラJ・オルネラスJ・カルドナJ・ディーンR・ロドリゲス | 8                  | 遊                 | A・デラクルーズ    | 右                 | An・サンチェスYos・アラルコンG・アビレスYor・アラルコンO・アブレイユA・デラクルーズR・ビニャーレスY・ラルドゥエトR・サントスD・ラサ |
| 9                            | 捕                           | J・フェリックス              | 右                           | J・キンリーJ・フェリックスJ・テルドスラ · ビッチJ・アトンドR・アマダーR・バレンズエラJ・オルネラスJ・カルドナJ・ディーンR・ロドリゲス | 9                  | 三                 | O・アブレイユ      | 右                 | An・サンチェスYos・アラルコンG・アビレスYor・アラルコンO・アブレイユA・デラクルーズR・ビニャーレスY・ラルドゥエトR・サントスD・ラサ |
| 先発投手                     | 先発投手                     | 先発投手                     | 投球                         | J・キンリーJ・フェリックスJ・テルドスラ · ビッチJ・アトンドR・アマダーR・バレンズエラJ・オルネラスJ・カルドナJ・ディーンR・ロドリゲス | 先発投手           | 先発投手           | 先発投手           | 投球               | An・サンチェスYos・アラルコンG・アビレスYor・アラルコンO・アブレイユA・デラクルーズR・ビニャーレスY・ラルドゥエトR・サントスD・ラサ |
| J・キンリー                  | J・キンリー                  | J・キンリー                  | 左                           | J・キンリーJ・フェリックスJ・テルドスラ · ビッチJ・アトンドR・アマダーR・バレンズエラJ・オルネラスJ・カルドナJ・ディーンR・ロドリゲス | An・サンチェス     | An・サンチェス     | An・サンチェス     | 左                 | An・サンチェスYos・アラルコンG・アビレスYor・アラルコンO・アブレイユA・デラクルーズR・ビニャーレスY・ラルドゥエトR・サントスD・ラサ |

第3試合＠エスタディオ・フォールム・ラ・グアイラ（ラ・グアイラ州マクート）
|                                             | 1 | 2 | 3 | 4 | 5 | 6 | 7 | 8 | 9 | R | H | E |
| ------------------------------------------- | - | - | - | - | - | - | - | - | - | - | - | - |
| インディオス・デ・マヤグエス（PUR、1勝3敗） | 0 | 0 | 2 | 0 | 0 | 0 | 0 | 0 | 0 | 2 | 5 | 0 |
| フェデラーレス・デ・チリキ（PAN、2勝2敗）   | 0 | 0 | 1 | 1 | 0 | 0 | 0 | 1 | X | 3 | 9 | 3 |

1. 勝利：デビッド・リチャードソン（1勝1S）
2. 敗戦：カルロス・フランシスコ（1敗）
3. 本塁打
PAN：ヤディエル・サンタマリア1号ソロ
4. 審判
［球審］ジョナタン・ビアレータ
［塁審］一塁: ロバート・モレノ、二塁: ホルヘ・テラン、三塁: カルロス・レアル
5. 試合開始時刻: ベネズエラ時間（UTC-4）午後7時51分  試合時間: 3時間27分  気温: 84°F（28.9°C）
詳細: Serie del Caribe（スペイン語） / MLB.com Gameday（英語） / ESPN.com（英語）

| インディオス・デ・マヤグエス | インディオス・デ・マヤグエス | インディオス・デ・マヤグエス | インディオス・デ・マヤグエス | インディオス・デ・マヤグエス                                                                                             | フェデラーレス・デ・チリキ | フェデラーレス・デ・チリキ | フェデラーレス・デ・チリキ | フェデラーレス・デ・チリキ | フェデラーレス・デ・チリキ |
| ---------------------------- | ---------------------------- | ---------------------------- | ---------------------------- | --- | -------------------------- | -------------------------- | -------------------------- | -------------------------- | --- |
| 打順                         | 守備                         | 選手                         | 打席                         | R・ウィリアムズB・ナバレトV・マシンJ・バレンティンE・リベラE・ディアスD・オルティーズB・トーレスR・エンリケスA・ガルシア | 打順                       | 守備                       | 選手                       | 打席                       | S・フエンテスE・カスティーヨJ・デルーカM・ウィーラン · スキーJ・ライトE・バルデスJ・サンタマリアA・サンドバルR・オロスコI・ヘレーラ |
| 1                            | 中                           | B・トーレス                  | 左                           | R・ウィリアムズB・ナバレトV・マシンJ・バレンティンE・リベラE・ディアスD・オルティーズB・トーレスR・エンリケスA・ガルシア | 1                          | 右                         | R・オロスコ                | 両                         | S・フエンテスE・カスティーヨJ・デルーカM・ウィーラン · スキーJ・ライトE・バルデスJ・サンタマリアA・サンドバルR・オロスコI・ヘレーラ |
| 2                            | 三                           | E・リベラ                    | 右                           | R・ウィリアムズB・ナバレトV・マシンJ・バレンティンE・リベラE・ディアスD・オルティーズB・トーレスR・エンリケスA・ガルシア | 2                          | 二                         | M・ウィーランスキー        | 右                         | S・フエンテスE・カスティーヨJ・デルーカM・ウィーラン · スキーJ・ライトE・バルデスJ・サンタマリアA・サンドバルR・オロスコI・ヘレーラ |
| 3                            | 一                           | V・マシン                    | 左                           | R・ウィリアムズB・ナバレトV・マシンJ・バレンティンE・リベラE・ディアスD・オルティーズB・トーレスR・エンリケスA・ガルシア | 3                          | 一                         | J・デルーカ                | 両                         | S・フエンテスE・カスティーヨJ・デルーカM・ウィーラン · スキーJ・ライトE・バルデスJ・サンタマリアA・サンドバルR・オロスコI・ヘレーラ |
| 4                            | 遊                           | E・ディアス                  | 右                           | R・ウィリアムズB・ナバレトV・マシンJ・バレンティンE・リベラE・ディアスD・オルティーズB・トーレスR・エンリケスA・ガルシア | 4                          | DH                         | I・ヘレーラ                | 右                         | S・フエンテスE・カスティーヨJ・デルーカM・ウィーラン · スキーJ・ライトE・バルデスJ・サンタマリアA・サンドバルR・オロスコI・ヘレーラ |
| 5                            | 左                           | D・オルティーズ              | 左                           | R・ウィリアムズB・ナバレトV・マシンJ・バレンティンE・リベラE・ディアスD・オルティーズB・トーレスR・エンリケスA・ガルシア | 5                          | 捕                         | E・カスティーヨ            | 右                         | S・フエンテスE・カスティーヨJ・デルーカM・ウィーラン · スキーJ・ライトE・バルデスJ・サンタマリアA・サンドバルR・オロスコI・ヘレーラ |
| 6                            | DH                           | A・ガルシア                  | 右                           | R・ウィリアムズB・ナバレトV・マシンJ・バレンティンE・リベラE・ディアスD・オルティーズB・トーレスR・エンリケスA・ガルシア | 6                          | 中                         | A・サンドバル              | 右                         | S・フエンテスE・カスティーヨJ・デルーカM・ウィーラン · スキーJ・ライトE・バルデスJ・サンタマリアA・サンドバルR・オロスコI・ヘレーラ |
| 7                            | 右                           | R・エンリケス                | 左                           | R・ウィリアムズB・ナバレトV・マシンJ・バレンティンE・リベラE・ディアスD・オルティーズB・トーレスR・エンリケスA・ガルシア | 7                          | 左                         | J・サンタマリア            | 右                         | S・フエンテスE・カスティーヨJ・デルーカM・ウィーラン · スキーJ・ライトE・バルデスJ・サンタマリアA・サンドバルR・オロスコI・ヘレーラ |
| 8                            | 捕                           | B・ナバレト                  | 右                           | R・ウィリアムズB・ナバレトV・マシンJ・バレンティンE・リベラE・ディアスD・オルティーズB・トーレスR・エンリケスA・ガルシア | 8                          | 遊                         | E・バルデス                | 左                         | S・フエンテスE・カスティーヨJ・デルーカM・ウィーラン · スキーJ・ライトE・バルデスJ・サンタマリアA・サンドバルR・オロスコI・ヘレーラ |
| 9                            | 二                           | J・バレンティン              | 両                           | R・ウィリアムズB・ナバレトV・マシンJ・バレンティンE・リベラE・ディアスD・オルティーズB・トーレスR・エンリケスA・ガルシア | 9                          | 三                         | J・ライト                  | 右                         | S・フエンテスE・カスティーヨJ・デルーカM・ウィーラン · スキーJ・ライトE・バルデスJ・サンタマリアA・サンドバルR・オロスコI・ヘレーラ |
| 先発投手                     | 先発投手                     | 先発投手                     | 投球                         | R・ウィリアムズB・ナバレトV・マシンJ・バレンティンE・リベラE・ディアスD・オルティーズB・トーレスR・エンリケスA・ガルシア | 先発投手                   | 先発投手                   | 先発投手                   | 投球                       | S・フエンテスE・カスティーヨJ・デルーカM・ウィーラン · スキーJ・ライトE・バルデスJ・サンタマリアA・サンドバルR・オロスコI・ヘレーラ |
| R・ウィリアムズ              | R・ウィリアムズ              | R・ウィリアムズ              | 右                           | R・ウィリアムズB・ナバレトV・マシンJ・バレンティンE・リベラE・ディアスD・オルティーズB・トーレスR・エンリケスA・ガルシア | S・フエンテス              | S・フエンテス              | S・フエンテス              | 右                         | S・フエンテスE・カスティーヨJ・デルーカM・ウィーラン · スキーJ・ライトE・バルデスJ・サンタマリアA・サンドバルR・オロスコI・ヘレーラ |

第4試合＠エスタディオ・デ・ベイスボル・デ・ラ・リンコナダ（首都地区リベルタドル）
|                                         | 1 | 2 | 3 | 4 | 5 | 6 | 7 | 8 | 9 | 10 | 11 | 12 | R | H | E |
| --------------------------------------- | - | - | - | - | - | - | - | - | - | -- | -- | -- | - | - | - |
| ティグレス・デル・リセイ（DOM、2勝2敗） | 0 | 0 | 0 | 0 | 0 | 0 | 0 | 0 | 0 | 1  | 1  | 0  | 2 | 8 | 3 |
| レオネス・デル・カラカス（VEN、3勝1敗） | 0 | 0 | 0 | 0 | 0 | 0 | 0 | 0 | 0 | 1  | 1  | 1x | 3 | 7 | 3 |

1. （延長12回）
2. 勝利：リカルド・ピント（1勝）
3. 敗戦：リサルベルト・ボニーヤ（1敗）
4. 審判
［球審］ロバート・ヌニェス
［塁審］一塁: エイブラハム・ロペス、二塁: ヘスス・ロペス・ミラー、三塁: エドウィン・ヘルナンデス
5. 試合開始時刻: ベネズエラ時間（UTC-4）午後7時36分  試合時間: 4時間37分  観客: 3万4276人  気温: 80°F（26.7°C）
詳細: Serie del Caribe（スペイン語） / MLB.com Gameday（英語） / ESPN.com（英語）

| ティグレス・デル・リセイ | ティグレス・デル・リセイ | ティグレス・デル・リセイ | ティグレス・デル・リセイ | ティグレス・デル・リセイ | レオネス・デル・カラカス | レオネス・デル・カラカス | レオネス・デル・カラカス | レオネス・デル・カラカス | レオネス・デル・カラカス                                                                                     |
| ------------------------ | ------------------------ | ------------------------ | ------------------------ | --- | ------------------------ | ------------------------ | ------------------------ | ------------------------ | --- |
| 打順                     | 守備                     | 選手                     | 打席                     | C・バルデスM・デラクルーズR・ヘルナン · デスR・カノK・グティ · エレスG・ヌニェスJ・レイクE・ボニファシオM・ロハスJr.H・ウルティア | 打順                     | 守備                     | 選手                     | 打席                     | E・レアルW・ラモスI・テハダA・カスティーヨH・ペレスOr・アルシアD・バスケスJ・ロンドンOs・アルシアW・トーバー |
| 1                        | 中                       | E・ボニファシオ          | 両                       | C・バルデスM・デラクルーズR・ヘルナン · デスR・カノK・グティ · エレスG・ヌニェスJ・レイクE・ボニファシオM・ロハスJr.H・ウルティア | 1                        | 二                       | A・カスティーヨ          | 右                       | E・レアルW・ラモスI・テハダA・カスティーヨH・ペレスOr・アルシアD・バスケスJ・ロンドンOs・アルシアW・トーバー |
| 2                        | 二                       | R・カノ                  | 左                       | C・バルデスM・デラクルーズR・ヘルナン · デスR・カノK・グティ · エレスG・ヌニェスJ・レイクE・ボニファシオM・ロハスJr.H・ウルティア | 2                        | DH                       | W・トーバー              | 右                       | E・レアルW・ラモスI・テハダA・カスティーヨH・ペレスOr・アルシアD・バスケスJ・ロンドンOs・アルシアW・トーバー |
| 3                        | 一                       | R・ヘルナンデス          | 右                       | C・バルデスM・デラクルーズR・ヘルナン · デスR・カノK・グティ · エレスG・ヌニェスJ・レイクE・ボニファシオM・ロハスJr.H・ウルティア | 3                        | 左                       | D・バスケス              | 左                       | E・レアルW・ラモスI・テハダA・カスティーヨH・ペレスOr・アルシアD・バスケスJ・ロンドンOs・アルシアW・トーバー |
| 4                        | DH                       | H・ウルティア            | 左                       | C・バルデスM・デラクルーズR・ヘルナン · デスR・カノK・グティ · エレスG・ヌニェスJ・レイクE・ボニファシオM・ロハスJr.H・ウルティア | 4                        | 一                       | I・テハダ                | 右                       | E・レアルW・ラモスI・テハダA・カスティーヨH・ペレスOr・アルシアD・バスケスJ・ロンドンOs・アルシアW・トーバー |
| 5                        | 右                       | M・ロハスJr.             | 両                       | C・バルデスM・デラクルーズR・ヘルナン · デスR・カノK・グティ · エレスG・ヌニェスJ・レイクE・ボニファシオM・ロハスJr.H・ウルティア | 5                        | 右                       | Os・アルシア             | 左                       | E・レアルW・ラモスI・テハダA・カスティーヨH・ペレスOr・アルシアD・バスケスJ・ロンドンOs・アルシアW・トーバー |
| 6                        | 三                       | K・グティエレス          | 右                       | C・バルデスM・デラクルーズR・ヘルナン · デスR・カノK・グティ · エレスG・ヌニェスJ・レイクE・ボニファシオM・ロハスJr.H・ウルティア | 6                        | 三                       | H・ペレス                | 右                       | E・レアルW・ラモスI・テハダA・カスティーヨH・ペレスOr・アルシアD・バスケスJ・ロンドンOs・アルシアW・トーバー |
| 7                        | 捕                       | M・デラクルーズ          | 両                       | C・バルデスM・デラクルーズR・ヘルナン · デスR・カノK・グティ · エレスG・ヌニェスJ・レイクE・ボニファシオM・ロハスJr.H・ウルティア | 7                        | 中                       | J・ロンドン              | 右                       | E・レアルW・ラモスI・テハダA・カスティーヨH・ペレスOr・アルシアD・バスケスJ・ロンドンOs・アルシアW・トーバー |
| 8                        | 左                       | J・レイク                | 右                       | C・バルデスM・デラクルーズR・ヘルナン · デスR・カノK・グティ · エレスG・ヌニェスJ・レイクE・ボニファシオM・ロハスJr.H・ウルティア | 8                        | 捕                       | W・ラモス                | 左                       | E・レアルW・ラモスI・テハダA・カスティーヨH・ペレスOr・アルシアD・バスケスJ・ロンドンOs・アルシアW・トーバー |
| 9                        | 遊                       | G・ヌニェス              | 両                       | C・バルデスM・デラクルーズR・ヘルナン · デスR・カノK・グティ · エレスG・ヌニェスJ・レイクE・ボニファシオM・ロハスJr.H・ウルティア | 9                        | 遊                       | Or・アルシア             | 右                       | E・レアルW・ラモスI・テハダA・カスティーヨH・ペレスOr・アルシアD・バスケスJ・ロンドンOs・アルシアW・トーバー |
| 先発投手                 | 先発投手                 | 先発投手                 | 投球                     | C・バルデスM・デラクルーズR・ヘルナン · デスR・カノK・グティ · エレスG・ヌニェスJ・レイクE・ボニファシオM・ロハスJr.H・ウルティア | 先発投手                 | 先発投手                 | 先発投手                 | 投球                     | E・レアルW・ラモスI・テハダA・カスティーヨH・ペレスOr・アルシアD・バスケスJ・ロンドンOs・アルシアW・トーバー |
| C・バルデス              | C・バルデス              | C・バルデス              | 右                       | C・バルデスM・デラクルーズR・ヘルナン · デスR・カノK・グティ · エレスG・ヌニェスJ・レイクE・ボニファシオM・ロハスJr.H・ウルティア | E・レアル                | E・レアル                | E・レアル                | 右                       | E・レアルW・ラモスI・テハダA・カスティーヨH・ペレスOr・アルシアD・バスケスJ・ロンドンOs・アルシアW・トーバー |

#### 5日目 2月6日
第1試合＠エスタディオ・デ・ベイスボル・デ・ラ・リンコナダ（首都地区リベルタドル）
|                                           | 1 | 2 | 3 | 4 | 5 | 6 | 7 | 8 | 9 | R | H | E |
| ----------------------------------------- | - | - | - | - | - | - | - | - | - | - | - | - |
| アグリクルトーレス（CUB、1勝4敗）         | 0 | 0 | 0 | 2 | 0 | 2 | 0 | 0 | 0 | 4 | 6 | 2 |
| バケーロス・デ・モンテリア（COL、3勝2敗） | 0 | 0 | 2 | 0 | 3 | 0 | 0 | 0 | X | 5 | 8 | 0 |

1. 勝利：エルナンド・メヒア（1勝）
2. セーブ：ジョン・ペルーフォ（1S）
3. 敗戦：ジョナタン・カルボ（敗）
4. 本塁打
COL：グスタボ・カンペーロ1号2ラン
5. 審判
［球審］ロバート・モレノ
［塁審］一塁: サントス・カスティーヨ、二塁: ソクラテス・マリン、三塁: ヘスス・ロペス・ミラー
6. 試合開始時刻: ベネズエラ時間（UTC-4）午前10時39分  試合時間: 2時間58分  気温: 77°F（25°C）
詳細: Serie del Caribe（スペイン語） / MLB.com Gameday（英語） / ESPN.com（英語）

| アグリクルトーレス | アグリクルトーレス | アグリクルトーレス | アグリクルトーレス | アグリクルトーレス | バケーロス・デ・モンテリア | バケーロス・デ・モンテリア | バケーロス・デ・モンテリア | バケーロス・デ・モンテリア | バケーロス・デ・モンテリア |
| ------------------ | ------------------ | ------------------ | ------------------ | --- | -------------------------- | -------------------------- | -------------------------- | -------------------------- | --- |
| 打順               | 守備               | 選手               | 打席               | J・カルボYos・アラルコンR・ビニャー · レスYor・アラルコンO・アブレイユA・デラクルーズD・ラサY・ラルドゥエトR・サントスG・アビレス | 打順                       | 守備                       | 選手                       | 打席                       | R・コンスエグラD・ベジョーヒンD・ヘレーラF・アクーニャF・ペルトゥスD・フリアスB・ブエルバスJ・マリアーガG・カンペーロJ・ディアス |
| 1                  | 中                 | Y・ラルドゥエト    | 右                 | J・カルボYos・アラルコンR・ビニャー · レスYor・アラルコンO・アブレイユA・デラクルーズD・ラサY・ラルドゥエトR・サントスG・アビレス | 1                          | 右                         | G・カンペーロ              | 両                         | R・コンスエグラD・ベジョーヒンD・ヘレーラF・アクーニャF・ペルトゥスD・フリアスB・ブエルバスJ・マリアーガG・カンペーロJ・ディアス |
| 2                  | 右                 | R・サントス        | 左                 | J・カルボYos・アラルコンR・ビニャー · レスYor・アラルコンO・アブレイユA・デラクルーズD・ラサY・ラルドゥエトR・サントスG・アビレス | 2                          | 二                         | F・アクーニャ              | 右                         | R・コンスエグラD・ベジョーヒンD・ヘレーラF・アクーニャF・ペルトゥスD・フリアスB・ブエルバスJ・マリアーガG・カンペーロJ・ディアス |
| 3                  | DH                 | G・アビレス        | 左                 | J・カルボYos・アラルコンR・ビニャー · レスYor・アラルコンO・アブレイユA・デラクルーズD・ラサY・ラルドゥエトR・サントスG・アビレス | 3                          | DH                         | J・ディアス                | 右                         | R・コンスエグラD・ベジョーヒンD・ヘレーラF・アクーニャF・ペルトゥスD・フリアスB・ブエルバスJ・マリアーガG・カンペーロJ・ディアス |
| 4                  | 捕                 | Yos・アラルコン    | 右                 | J・カルボYos・アラルコンR・ビニャー · レスYor・アラルコンO・アブレイユA・デラクルーズD・ラサY・ラルドゥエトR・サントスG・アビレス | 4                          | 中                         | J・マリアーガ              | 右                         | R・コンスエグラD・ベジョーヒンD・ヘレーラF・アクーニャF・ペルトゥスD・フリアスB・ブエルバスJ・マリアーガG・カンペーロJ・ディアス |
| 5                  | 左                 | D・ラサ            | 右                 | J・カルボYos・アラルコンR・ビニャー · レスYor・アラルコンO・アブレイユA・デラクルーズD・ラサY・ラルドゥエトR・サントスG・アビレス | 5                          | 一                         | D・ヘレーラ                | 右                         | R・コンスエグラD・ベジョーヒンD・ヘレーラF・アクーニャF・ペルトゥスD・フリアスB・ブエルバスJ・マリアーガG・カンペーロJ・ディアス |
| 6                  | 二                 | Yor・アラルコン    | 右                 | J・カルボYos・アラルコンR・ビニャー · レスYor・アラルコンO・アブレイユA・デラクルーズD・ラサY・ラルドゥエトR・サントスG・アビレス | 6                          | 捕                         | D・ベジョーヒン            | 左                         | R・コンスエグラD・ベジョーヒンD・ヘレーラF・アクーニャF・ペルトゥスD・フリアスB・ブエルバスJ・マリアーガG・カンペーロJ・ディアス |
| 7                  | 一                 | R・ビニャーレス    | 右                 | J・カルボYos・アラルコンR・ビニャー · レスYor・アラルコンO・アブレイユA・デラクルーズD・ラサY・ラルドゥエトR・サントスG・アビレス | 7                          | 三                         | F・ペルトゥス              | 右                         | R・コンスエグラD・ベジョーヒンD・ヘレーラF・アクーニャF・ペルトゥスD・フリアスB・ブエルバスJ・マリアーガG・カンペーロJ・ディアス |
| 8                  | 遊                 | A・デラクルーズ    | 右                 | J・カルボYos・アラルコンR・ビニャー · レスYor・アラルコンO・アブレイユA・デラクルーズD・ラサY・ラルドゥエトR・サントスG・アビレス | 8                          | 左                         | B・ブエルバス              | 右                         | R・コンスエグラD・ベジョーヒンD・ヘレーラF・アクーニャF・ペルトゥスD・フリアスB・ブエルバスJ・マリアーガG・カンペーロJ・ディアス |
| 9                  | 三                 | O・アブレイユ      | 右                 | J・カルボYos・アラルコンR・ビニャー · レスYor・アラルコンO・アブレイユA・デラクルーズD・ラサY・ラルドゥエトR・サントスG・アビレス | 9                          | 遊                         | D・フリアス                | 両                         | R・コンスエグラD・ベジョーヒンD・ヘレーラF・アクーニャF・ペルトゥスD・フリアスB・ブエルバスJ・マリアーガG・カンペーロJ・ディアス |
| 先発投手           | 先発投手           | 先発投手           | 投球               | J・カルボYos・アラルコンR・ビニャー · レスYor・アラルコンO・アブレイユA・デラクルーズD・ラサY・ラルドゥエトR・サントスG・アビレス | 先発投手                   | 先発投手                   | 先発投手                   | 投球                       | R・コンスエグラD・ベジョーヒンD・ヘレーラF・アクーニャF・ペルトゥスD・フリアスB・ブエルバスJ・マリアーガG・カンペーロJ・ディアス |
| J・カルボ          | J・カルボ          | J・カルボ          | 右                 | J・カルボYos・アラルコンR・ビニャー · レスYor・アラルコンO・アブレイユA・デラクルーズD・ラサY・ラルドゥエトR・サントスG・アビレス | R・コンスエグラ            | R・コンスエグラ            | R・コンスエグラ            | 右                         | R・コンスエグラD・ベジョーヒンD・ヘレーラF・アクーニャF・ペルトゥスD・フリアスB・ブエルバスJ・マリアーガG・カンペーロJ・ディアス |

第2試合＠エスタディオ・フォールム・ラ・グアイラ（ラ・グアイラ州マクート）
|                                           | 1 | 2 | 3 | 4 | 5 | 6 | 7 | 8 | 9 | R  | H  | E |
| ----------------------------------------- | - | - | - | - | - | - | - | - | - | -- | -- | - |
| ティグレス・デル・リセイ（DOM、3勝2敗）   | 0 | 0 | 3 | 0 | 2 | 1 | 0 | 1 | 3 | 10 | 11 | 1 |
| フェデラーレス・デ・チリキ（PAN、2勝3敗） | 0 | 1 | 0 | 0 | 0 | 0 | 0 | 0 | 0 | 1  | 9  | 1 |

1. 勝利：スティーブン・モイヤーズ（1勝）
2. 敗戦：エルネスト・シルバ（1敗）
3. 本塁打
DOM：ヤマイコ・ナバーロ1号2ラン
4. 審判
［球審］カルロス・レアル
［塁審］一塁: ホルヘ・テラン、二塁: ジョナタン・パーラ、三塁: ガブリエル・アルフォンソ
5. 試合開始時刻: ベネズエラ時間（UTC-4）午後2時7分  試合時間: 3時間0分  気温: 82°F（27.8°C）
詳細: Serie del Caribe（スペイン語） / MLB.com Gameday（英語） / ESPN.com（英語）

| ティグレス・デル・リセイ | ティグレス・デル・リセイ | ティグレス・デル・リセイ | ティグレス・デル・リセイ | ティグレス・デル・リセイ                                                                                                   | フェデラーレス・デ・チリキ | フェデラーレス・デ・チリキ | フェデラーレス・デ・チリキ | フェデラーレス・デ・チリキ | フェデラーレス・デ・チリキ |
| ------------------------ | ------------------------ | ------------------------ | ------------------------ | --- | -------------------------- | -------------------------- | -------------------------- | -------------------------- | --- |
| 打順                     | 守備                     | 選手                     | 打席                     | S・モイヤーズW・リーバスY・ナバーロR・カノK・グティ · エレスG・ヌニェスM・ロハスJr.E・ボニファシオL・バレラR・ヘルナンデス | 打順                       | 守備                       | 選手                       | 打席                       | E・シルバE・カスティーヨI・ヘレーラM・ウィーラン · スキーJ・ライトE・バルデスR・オロスコJ・サントスA・サンドバルE・カバレーロ |
| 1                        | 中                       | E・ボニファシオ          | 両                       | S・モイヤーズW・リーバスY・ナバーロR・カノK・グティ · エレスG・ヌニェスM・ロハスJr.E・ボニファシオL・バレラR・ヘルナンデス | 1                          | 左                         | R・オロスコ                | 両                         | E・シルバE・カスティーヨI・ヘレーラM・ウィーラン · スキーJ・ライトE・バルデスR・オロスコJ・サントスA・サンドバルE・カバレーロ |
| 2                        | 一                       | Y・ナバーロ              | 右                       | S・モイヤーズW・リーバスY・ナバーロR・カノK・グティ · エレスG・ヌニェスM・ロハスJr.E・ボニファシオL・バレラR・ヘルナンデス | 2                          | 二                         | M・ウィーランスキー        | 右                         | E・シルバE・カスティーヨI・ヘレーラM・ウィーラン · スキーJ・ライトE・バルデスR・オロスコJ・サントスA・サンドバルE・カバレーロ |
| 3                        | 二                       | R・カノ                  | 左                       | S・モイヤーズW・リーバスY・ナバーロR・カノK・グティ · エレスG・ヌニェスM・ロハスJr.E・ボニファシオL・バレラR・ヘルナンデス | 3                          | 一                         | I・ヘレーラ                | 右                         | E・シルバE・カスティーヨI・ヘレーラM・ウィーラン · スキーJ・ライトE・バルデスR・オロスコJ・サントスA・サンドバルE・カバレーロ |
| 4                        | DH                       | R・ヘルナンデス          | 右                       | S・モイヤーズW・リーバスY・ナバーロR・カノK・グティ · エレスG・ヌニェスM・ロハスJr.E・ボニファシオL・バレラR・ヘルナンデス | 4                          | DH                         | E・カバレーロ              | 両                         | E・シルバE・カスティーヨI・ヘレーラM・ウィーラン · スキーJ・ライトE・バルデスR・オロスコJ・サントスA・サンドバルE・カバレーロ |
| 5                        | 左                       | M・ロハスJr.             | 両                       | S・モイヤーズW・リーバスY・ナバーロR・カノK・グティ · エレスG・ヌニェスM・ロハスJr.E・ボニファシオL・バレラR・ヘルナンデス | 5                          | 右                         | A・サンドバル              | 右                         | E・シルバE・カスティーヨI・ヘレーラM・ウィーラン · スキーJ・ライトE・バルデスR・オロスコJ・サントスA・サンドバルE・カバレーロ |
| 6                        | 三                       | K・グティエレス          | 右                       | S・モイヤーズW・リーバスY・ナバーロR・カノK・グティ · エレスG・ヌニェスM・ロハスJr.E・ボニファシオL・バレラR・ヘルナンデス | 6                          | 捕                         | E・カスティーヨ            | 右                         | E・シルバE・カスティーヨI・ヘレーラM・ウィーラン · スキーJ・ライトE・バルデスR・オロスコJ・サントスA・サンドバルE・カバレーロ |
| 7                        | 右                       | L・バレラ                | 左                       | S・モイヤーズW・リーバスY・ナバーロR・カノK・グティ · エレスG・ヌニェスM・ロハスJr.E・ボニファシオL・バレラR・ヘルナンデス | 7                          | 中                         | J・サントス                | 右                         | E・シルバE・カスティーヨI・ヘレーラM・ウィーラン · スキーJ・ライトE・バルデスR・オロスコJ・サントスA・サンドバルE・カバレーロ |
| 8                        | 捕                       | W・リーバス              | 右                       | S・モイヤーズW・リーバスY・ナバーロR・カノK・グティ · エレスG・ヌニェスM・ロハスJr.E・ボニファシオL・バレラR・ヘルナンデス | 8                          | 遊                         | E・バルデス                | 左                         | E・シルバE・カスティーヨI・ヘレーラM・ウィーラン · スキーJ・ライトE・バルデスR・オロスコJ・サントスA・サンドバルE・カバレーロ |
| 9                        | 遊                       | G・ヌニェス              | 両                       | S・モイヤーズW・リーバスY・ナバーロR・カノK・グティ · エレスG・ヌニェスM・ロハスJr.E・ボニファシオL・バレラR・ヘルナンデス | 9                          | 三                         | J・ライト                  | 右                         | E・シルバE・カスティーヨI・ヘレーラM・ウィーラン · スキーJ・ライトE・バルデスR・オロスコJ・サントスA・サンドバルE・カバレーロ |
| 先発投手                 | 先発投手                 | 先発投手                 | 投球                     | S・モイヤーズW・リーバスY・ナバーロR・カノK・グティ · エレスG・ヌニェスM・ロハスJr.E・ボニファシオL・バレラR・ヘルナンデス | 先発投手                   | 先発投手                   | 先発投手                   | 投球                       | E・シルバE・カスティーヨI・ヘレーラM・ウィーラン · スキーJ・ライトE・バルデスR・オロスコJ・サントスA・サンドバルE・カバレーロ |
| S・モイヤーズ            | S・モイヤーズ            | S・モイヤーズ            | 左                       | S・モイヤーズW・リーバスY・ナバーロR・カノK・グティ · エレスG・ヌニェスM・ロハスJr.E・ボニファシオL・バレラR・ヘルナンデス | E・シルバ                  | E・シルバ                  | E・シルバ                  | 右                         | E・シルバE・カスティーヨI・ヘレーラM・ウィーラン · スキーJ・ライトE・バルデスR・オロスコJ・サントスA・サンドバルE・カバレーロ |

第3試合＠エスタディオ・デ・ベイスボル・デ・ラ・リンコナダ（首都地区リベルタドル）
|                                             | 1 | 2 | 3 | 4 | 5 | 6 | 7 | 8 | 9 | R | H | E |
| ------------------------------------------- | - | - | - | - | - | - | - | - | - | - | - | - |
| ワイルドキャッツKJ74（CUW、2勝3敗）         | 0 | 0 | 0 | 0 | 1 | 0 | 0 | 0 | 0 | 1 | 4 | 1 |
| インディオス・デ・マヤグエス（PUR、2勝3敗） | 2 | 0 | 0 | 0 | 0 | 0 | 1 | 0 | X | 3 | 7 | 0 |

1. 勝利：ダン・ウィアチャンスキー（1勝）
2. セーブ：リカルド・ゴメス（1S）
3. 敗戦：ジョーダン・ルーカス（1敗）
4. 審判
［球審］エドウィン・ヒメネス
［塁審］一塁: フアン・ゴメス、二塁: ジョナタン・ビアレータ、三塁: ラウル・モレノ
5. 試合開始時刻: ベネズエラ時間（UTC-4）午後3時14分  試合時間: 2時間54分  気温: 88°F（31.1°C）
詳細: Serie del Caribe（スペイン語） / MLB.com Gameday（英語） / ESPN.com（英語）

| ワイルドキャッツKJ74 | ワイルドキャッツKJ74 | ワイルドキャッツKJ74 | ワイルドキャッツKJ74 | ワイルドキャッツKJ74 | インディオス・デ・マヤグエス | インディオス・デ・マヤグエス | インディオス・デ・マヤグエス | インディオス・デ・マヤグエス | インディオス・デ・マヤグエス                                                                                             |
| -------------------- | -------------------- | -------------------- | -------------------- | --- | ---------------------------- | ---------------------------- | ---------------------------- | ---------------------------- | --- |
| 打順                 | 守備                 | 選手                 | 打席                 | J・ルーカスD・リカルドD・レオノラD・セフェリナR・バングルプA・シモンズA・デヨンフR・ディダーS・スコープS・ループ · ストック | 打順                         | 守備                         | 選手                         | 打席                         | H・ヘルナンデスR・カストロV・マシンJ・バレンティンE・リベラE・ディアスD・オルティーズB・トーレスR・エンリケスA・ガルシア |
| 1                    | 中                   | R・ディダー          | 右                   | J・ルーカスD・リカルドD・レオノラD・セフェリナR・バングルプA・シモンズA・デヨンフR・ディダーS・スコープS・ループ · ストック | 1                            | 中                           | B・トーレス                  | 左                           | H・ヘルナンデスR・カストロV・マシンJ・バレンティンE・リベラE・ディアスD・オルティーズB・トーレスR・エンリケスA・ガルシア |
| 2                    | 二                   | D・セフェリナ        | 左                   | J・ルーカスD・リカルドD・レオノラD・セフェリナR・バングルプA・シモンズA・デヨンフR・ディダーS・スコープS・ループ · ストック | 2                            | 捕                           | R・カストロ                  | 左                           | H・ヘルナンデスR・カストロV・マシンJ・バレンティンE・リベラE・ディアスD・オルティーズB・トーレスR・エンリケスA・ガルシア |
| 3                    | 右                   | S・スコープ          | 右                   | J・ルーカスD・リカルドD・レオノラD・セフェリナR・バングルプA・シモンズA・デヨンフR・ディダーS・スコープS・ループ · ストック | 3                            | 三                           | E・リベラ                    | 右                           | H・ヘルナンデスR・カストロV・マシンJ・バレンティンE・リベラE・ディアスD・オルティーズB・トーレスR・エンリケスA・ガルシア |
| 4                    | 遊                   | A・シモンズ          | 右                   | J・ルーカスD・リカルドD・レオノラD・セフェリナR・バングルプA・シモンズA・デヨンフR・ディダーS・スコープS・ループ · ストック | 4                            | 一                           | V・マシン                    | 左                           | H・ヘルナンデスR・カストロV・マシンJ・バレンティンE・リベラE・ディアスD・オルティーズB・トーレスR・エンリケスA・ガルシア |
| 5                    | DH                   | S・ループストック    | 右                   | J・ルーカスD・リカルドD・レオノラD・セフェリナR・バングルプA・シモンズA・デヨンフR・ディダーS・スコープS・ループ · ストック | 5                            | 遊                           | E・ディアス                  | 右                           | H・ヘルナンデスR・カストロV・マシンJ・バレンティンE・リベラE・ディアスD・オルティーズB・トーレスR・エンリケスA・ガルシア |
| 6                    | 左                   | A・デヨンフ          | 左                   | J・ルーカスD・リカルドD・レオノラD・セフェリナR・バングルプA・シモンズA・デヨンフR・ディダーS・スコープS・ループ · ストック | 6                            | 左                           | D・オルティーズ              | 左                           | H・ヘルナンデスR・カストロV・マシンJ・バレンティンE・リベラE・ディアスD・オルティーズB・トーレスR・エンリケスA・ガルシア |
| 7                    | 一                   | D・レオノラ          | 右                   | J・ルーカスD・リカルドD・レオノラD・セフェリナR・バングルプA・シモンズA・デヨンフR・ディダーS・スコープS・ループ · ストック | 7                            | DH                           | A・ガルシア                  | 右                           | H・ヘルナンデスR・カストロV・マシンJ・バレンティンE・リベラE・ディアスD・オルティーズB・トーレスR・エンリケスA・ガルシア |
| 8                    | 右                   | R・バングルプ        | 右                   | J・ルーカスD・リカルドD・レオノラD・セフェリナR・バングルプA・シモンズA・デヨンフR・ディダーS・スコープS・ループ · ストック | 8                            | 右                           | R・エンリケス                | 左                           | H・ヘルナンデスR・カストロV・マシンJ・バレンティンE・リベラE・ディアスD・オルティーズB・トーレスR・エンリケスA・ガルシア |
| 9                    | 捕                   | D・リカルド          | 右                   | J・ルーカスD・リカルドD・レオノラD・セフェリナR・バングルプA・シモンズA・デヨンフR・ディダーS・スコープS・ループ · ストック | 9                            | 二                           | J・バレンティン              | 両                           | H・ヘルナンデスR・カストロV・マシンJ・バレンティンE・リベラE・ディアスD・オルティーズB・トーレスR・エンリケスA・ガルシア |
| 先発投手             | 先発投手             | 先発投手             | 投球                 | J・ルーカスD・リカルドD・レオノラD・セフェリナR・バングルプA・シモンズA・デヨンフR・ディダーS・スコープS・ループ · ストック | 先発投手                     | 先発投手                     | 先発投手                     | 投球                         | H・ヘルナンデスR・カストロV・マシンJ・バレンティンE・リベラE・ディアスD・オルティーズB・トーレスR・エンリケスA・ガルシア |
| J・ルーカス          | J・ルーカス          | J・ルーカス          | 右                   | J・ルーカスD・リカルドD・レオノラD・セフェリナR・バングルプA・シモンズA・デヨンフR・ディダーS・スコープS・ループ · ストック | H・ヘルナンデス              | H・ヘルナンデス              | H・ヘルナンデス              | 左                           | H・ヘルナンデスR・カストロV・マシンJ・バレンティンE・リベラE・ディアスD・オルティーズB・トーレスR・エンリケスA・ガルシア |

第4試合＠エスタディオ・デ・ベイスボル・デ・ラ・リンコナダ（首都地区リベルタドル）
|                                             | 1 | 2 | 3 | 4 | 5 | 6 | 7 | 8 | 9 | R | H  | E |
| ------------------------------------------- | - | - | - | - | - | - | - | - | - | - | -- | - |
| カニェロス・デ・ロス・モチス（MEX、4勝1敗） | 0 | 2 | 4 | 0 | 0 | 0 | 0 | 1 | 0 | 7 | 13 | 0 |
| レオネス・デル・カラカス（VEN、3勝2敗）     | 0 | 0 | 0 | 0 | 0 | 0 | 0 | 0 | 0 | 0 | 2  | 1 |

1. 勝利：ルイス・ミランダ（1勝）
2. 敗戦：JC・ラミレス（1敗）
3. 審判
［球審］フアン・マヌエル・ロドリゲス
［塁審］一塁: エドウィン・ヘルナンデス、二塁: ケルビス・ベレス、三塁: フェリックス・テハダ
4. 試合開始時刻: ベネズエラ時間（UTC-4）午後7時35分  試合時間: 3時間41分  観客: 3万4011人  気温: 77°F（25°C）
詳細: Serie del Caribe（スペイン語） / MLB.com Gameday（英語） / ESPN.com（英語）

| カニェロス・デ・ロス・モチス | カニェロス・デ・ロス・モチス | カニェロス・デ・ロス・モチス | カニェロス・デ・ロス・モチス | カニェロス・デ・ロス・モチス | レオネス・デル・カラカス | レオネス・デル・カラカス | レオネス・デル・カラカス | レオネス・デル・カラカス | レオネス・デル・カラカス                                                                                         |
| ---------------------------- | ---------------------------- | ---------------------------- | ---------------------------- | --- | ------------------------ | ------------------------ | ------------------------ | ------------------------ | --- |
| 打順                         | 守備                         | 選手                         | 打席                         | L・ミランダJ・フェリックスR・ロドリゲスI・ロペスR・アマダーR・バレンズエラJ・オルネラスJ・カルドナJ・ディーンJ・テルドスラ · ビッチ | 打順                     | 守備                     | 選手                     | 打席                     | J・ラミレスF・アルシアI・テハダA・カスティーヨC・リベロOr・アルシアD・バスケスJ・ロンドンOs・アルシアW・トーバー |
| 1                            | 中                           | J・カルドナ                  | 右                           | L・ミランダJ・フェリックスR・ロドリゲスI・ロペスR・アマダーR・バレンズエラJ・オルネラスJ・カルドナJ・ディーンJ・テルドスラ · ビッチ | 1                        | 二                       | A・カスティーヨ          | 右                       | J・ラミレスF・アルシアI・テハダA・カスティーヨC・リベロOr・アルシアD・バスケスJ・ロンドンOs・アルシアW・トーバー |
| 2                            | 右                           | J・ディーン                  | 右                           | L・ミランダJ・フェリックスR・ロドリゲスI・ロペスR・アマダーR・バレンズエラJ・オルネラスJ・カルドナJ・ディーンJ・テルドスラ · ビッチ | 2                        | DH                       | W・トーバー              | 右                       | J・ラミレスF・アルシアI・テハダA・カスティーヨC・リベロOr・アルシアD・バスケスJ・ロンドンOs・アルシアW・トーバー |
| 3                            | 遊                           | R・バレンズエラ              | 右                           | L・ミランダJ・フェリックスR・ロドリゲスI・ロペスR・アマダーR・バレンズエラJ・オルネラスJ・カルドナJ・ディーンJ・テルドスラ · ビッチ | 3                        | 左                       | D・バスケス              | 左                       | J・ラミレスF・アルシアI・テハダA・カスティーヨC・リベロOr・アルシアD・バスケスJ・ロンドンOs・アルシアW・トーバー |
| 4                            | 一                           | R・ロドリゲス                | 右                           | L・ミランダJ・フェリックスR・ロドリゲスI・ロペスR・アマダーR・バレンズエラJ・オルネラスJ・カルドナJ・ディーンJ・テルドスラ · ビッチ | 4                        | 一                       | I・テハダ                | 右                       | J・ラミレスF・アルシアI・テハダA・カスティーヨC・リベロOr・アルシアD・バスケスJ・ロンドンOs・アルシアW・トーバー |
| 5                            | 三                           | R・アマダー                  | 左                           | L・ミランダJ・フェリックスR・ロドリゲスI・ロペスR・アマダーR・バレンズエラJ・オルネラスJ・カルドナJ・ディーンJ・テルドスラ · ビッチ | 5                        | 右                       | Os・アルシア             | 左                       | J・ラミレスF・アルシアI・テハダA・カスティーヨC・リベロOr・アルシアD・バスケスJ・ロンドンOs・アルシアW・トーバー |
| 6                            | DH                           | J・テルドスラビッチ          | 両                           | L・ミランダJ・フェリックスR・ロドリゲスI・ロペスR・アマダーR・バレンズエラJ・オルネラスJ・カルドナJ・ディーンJ・テルドスラ · ビッチ | 6                        | 中                       | J・ロンドン              | 右                       | J・ラミレスF・アルシアI・テハダA・カスティーヨC・リベロOr・アルシアD・バスケスJ・ロンドンOs・アルシアW・トーバー |
| 7                            | 左                           | J・オルネラス                | 左                           | L・ミランダJ・フェリックスR・ロドリゲスI・ロペスR・アマダーR・バレンズエラJ・オルネラスJ・カルドナJ・ディーンJ・テルドスラ · ビッチ | 7                        | 三                       | C・リベロ                | 右                       | J・ラミレスF・アルシアI・テハダA・カスティーヨC・リベロOr・アルシアD・バスケスJ・ロンドンOs・アルシアW・トーバー |
| 8                            | 二                           | I・ロペス                    | 左                           | L・ミランダJ・フェリックスR・ロドリゲスI・ロペスR・アマダーR・バレンズエラJ・オルネラスJ・カルドナJ・ディーンJ・テルドスラ · ビッチ | 8                        | 捕                       | F・アルシア              | 左                       | J・ラミレスF・アルシアI・テハダA・カスティーヨC・リベロOr・アルシアD・バスケスJ・ロンドンOs・アルシアW・トーバー |
| 9                            | 捕                           | J・フェリックス              | 右                           | L・ミランダJ・フェリックスR・ロドリゲスI・ロペスR・アマダーR・バレンズエラJ・オルネラスJ・カルドナJ・ディーンJ・テルドスラ · ビッチ | 9                        | 遊                       | Or・アルシア             | 右                       | J・ラミレスF・アルシアI・テハダA・カスティーヨC・リベロOr・アルシアD・バスケスJ・ロンドンOs・アルシアW・トーバー |
| 先発投手                     | 先発投手                     | 先発投手                     | 投球                         | L・ミランダJ・フェリックスR・ロドリゲスI・ロペスR・アマダーR・バレンズエラJ・オルネラスJ・カルドナJ・ディーンJ・テルドスラ · ビッチ | 先発投手                 | 先発投手                 | 先発投手                 | 投球                     | J・ラミレスF・アルシアI・テハダA・カスティーヨC・リベロOr・アルシアD・バスケスJ・ロンドンOs・アルシアW・トーバー |
| L・ミランダ                  | L・ミランダ                  | L・ミランダ                  | 右                           | L・ミランダJ・フェリックスR・ロドリゲスI・ロペスR・アマダーR・バレンズエラJ・オルネラスJ・カルドナJ・ディーンJ・テルドスラ · ビッチ | J・ラミレス              | J・ラミレス              | J・ラミレス              | 右                       | J・ラミレスF・アルシアI・テハダA・カスティーヨC・リベロOr・アルシアD・バスケスJ・ロンドンOs・アルシアW・トーバー |

#### 6日目 2月7日
第1試合＠エスタディオ・デ・ベイスボル・デ・ラ・リンコナダ（首都地区リベルタドル）
|                                             | 1 | 2 | 3 | 4 | 5 | 6 | 7 | 8 | 9  | R | H  | E |
| ------------------------------------------- | - | - | - | - | - | - | - | - | -- | - | -- | - |
| アグリクルトーレス（CUB、1勝5敗）           | 0 | 3 | 0 | 0 | 0 | 0 | 0 | 0 | 0  | 3 | 12 | 2 |
| インディオス・デ・マヤグエス（PUR、3勝3敗） | 0 | 0 | 0 | 0 | 2 | 0 | 0 | 0 | 2x | 4 | 10 | 1 |

1. 勝利：ブレイデン・ウェブ（1勝）
2. 敗戦：アンディ・バルガス（1勝1敗）
3. 審判
［球審］ガブリエル・アルフォンソ
［塁審］一塁: ソクラテス・マリン、二塁: ロバート・モレノ、三塁: ジョナタン・パーラ
4. 試合開始時刻: ベネズエラ時間（UTC-4）午後1時8分  試合時間: 3時間0分  気温: 87°F（30.6°C）
詳細: Serie del Caribe（スペイン語） / MLB.com Gameday（英語） / ESPN.com（英語）

| アグリクルトーレス | アグリクルトーレス | アグリクルトーレス | アグリクルトーレス | アグリクルトーレス | インディオス・デ・マヤグエス | インディオス・デ・マヤグエス | インディオス・デ・マヤグエス | インディオス・デ・マヤグエス | インディオス・デ・マヤグエス                                                                                           |
| ------------------ | ------------------ | ------------------ | ------------------ | --- | ---------------------------- | ---------------------------- | ---------------------------- | ---------------------------- | --- |
| 打順               | 守備               | 選手               | 打席               | C・ガルシアYos・アラルコンR・ビニャー · レスC・ベニテスYor・アラル · コンA・デラクルーズR・サントスY・ラルドゥエトAl・サンチェスG・アビレス | 打順                         | 守備                         | 選手                         | 打席                         | D・トンプソンB・ナバレトV・マシンJ・バレンティンE・リベラE・ディアスD・オルティーズB・トーレスR・エンリケスR・カストロ |
| 1                  | 中                 | Y・ラルドゥエト    | 右                 | C・ガルシアYos・アラルコンR・ビニャー · レスC・ベニテスYor・アラル · コンA・デラクルーズR・サントスY・ラルドゥエトAl・サンチェスG・アビレス | 1                            | 中                           | B・トーレス                  | 左                           | D・トンプソンB・ナバレトV・マシンJ・バレンティンE・リベラE・ディアスD・オルティーズB・トーレスR・エンリケスR・カストロ |
| 2                  | 左                 | R・サントス        | 左                 | C・ガルシアYos・アラルコンR・ビニャー · レスC・ベニテスYor・アラル · コンA・デラクルーズR・サントスY・ラルドゥエトAl・サンチェスG・アビレス | 2                            | DH                           | R・カストロ                  | 左                           | D・トンプソンB・ナバレトV・マシンJ・バレンティンE・リベラE・ディアスD・オルティーズB・トーレスR・エンリケスR・カストロ |
| 3                  | DH                 | G・アビレス        | 左                 | C・ガルシアYos・アラルコンR・ビニャー · レスC・ベニテスYor・アラル · コンA・デラクルーズR・サントスY・ラルドゥエトAl・サンチェスG・アビレス | 3                            | 三                           | E・リベラ                    | 右                           | D・トンプソンB・ナバレトV・マシンJ・バレンティンE・リベラE・ディアスD・オルティーズB・トーレスR・エンリケスR・カストロ |
| 4                  | 捕                 | Yos・アラルコン    | 右                 | C・ガルシアYos・アラルコンR・ビニャー · レスC・ベニテスYor・アラル · コンA・デラクルーズR・サントスY・ラルドゥエトAl・サンチェスG・アビレス | 4                            | 一                           | V・マシン                    | 左                           | D・トンプソンB・ナバレトV・マシンJ・バレンティンE・リベラE・ディアスD・オルティーズB・トーレスR・エンリケスR・カストロ |
| 5                  | 一                 | R・ビニャーレス    | 右                 | C・ガルシアYos・アラルコンR・ビニャー · レスC・ベニテスYor・アラル · コンA・デラクルーズR・サントスY・ラルドゥエトAl・サンチェスG・アビレス | 5                            | 遊                           | E・ディアス                  | 右                           | D・トンプソンB・ナバレトV・マシンJ・バレンティンE・リベラE・ディアスD・オルティーズB・トーレスR・エンリケスR・カストロ |
| 6                  | 二                 | C・ベニテス        | 右                 | C・ガルシアYos・アラルコンR・ビニャー · レスC・ベニテスYor・アラル · コンA・デラクルーズR・サントスY・ラルドゥエトAl・サンチェスG・アビレス | 6                            | 左                           | D・オルティーズ              | 左                           | D・トンプソンB・ナバレトV・マシンJ・バレンティンE・リベラE・ディアスD・オルティーズB・トーレスR・エンリケスR・カストロ |
| 7                  | 三                 | Yor・アラルコン    | 右                 | C・ガルシアYos・アラルコンR・ビニャー · レスC・ベニテスYor・アラル · コンA・デラクルーズR・サントスY・ラルドゥエトAl・サンチェスG・アビレス | 7                            | 二                           | J・バレンティン              | 両                           | D・トンプソンB・ナバレトV・マシンJ・バレンティンE・リベラE・ディアスD・オルティーズB・トーレスR・エンリケスR・カストロ |
| 8                  | 遊                 | A・デラクルーズ    | 右                 | C・ガルシアYos・アラルコンR・ビニャー · レスC・ベニテスYor・アラル · コンA・デラクルーズR・サントスY・ラルドゥエトAl・サンチェスG・アビレス | 8                            | 右                           | R・エンリケス                | 左                           | D・トンプソンB・ナバレトV・マシンJ・バレンティンE・リベラE・ディアスD・オルティーズB・トーレスR・エンリケスR・カストロ |
| 9                  | 右                 | Al・サンチェス     | 右                 | C・ガルシアYos・アラルコンR・ビニャー · レスC・ベニテスYor・アラル · コンA・デラクルーズR・サントスY・ラルドゥエトAl・サンチェスG・アビレス | 9                            | 捕                           | B・ナバレト                  | 右                           | D・トンプソンB・ナバレトV・マシンJ・バレンティンE・リベラE・ディアスD・オルティーズB・トーレスR・エンリケスR・カストロ |
| 先発投手           | 先発投手           | 先発投手           | 投球               | C・ガルシアYos・アラルコンR・ビニャー · レスC・ベニテスYor・アラル · コンA・デラクルーズR・サントスY・ラルドゥエトAl・サンチェスG・アビレス | 先発投手                     | 先発投手                     | 先発投手                     | 投球                         | D・トンプソンB・ナバレトV・マシンJ・バレンティンE・リベラE・ディアスD・オルティーズB・トーレスR・エンリケスR・カストロ |
| C・ガルシア        | C・ガルシア        | C・ガルシア        | 右                 | C・ガルシアYos・アラルコンR・ビニャー · レスC・ベニテスYor・アラル · コンA・デラクルーズR・サントスY・ラルドゥエトAl・サンチェスG・アビレス | D・トンプソン                | D・トンプソン                | D・トンプソン                | 右                           | D・トンプソンB・ナバレトV・マシンJ・バレンティンE・リベラE・ディアスD・オルティーズB・トーレスR・エンリケスR・カストロ |

第2試合＠エスタディオ・フォールム・ラ・グアイラ（ラ・グアイラ州マクート）
|                                             | 1 | 2 | 3 | 4 | 5 | 6 | 7 | 8 | 9 | R | H | E |
| ------------------------------------------- | - | - | - | - | - | - | - | - | - | - | - | - |
| フェデラーレス・デ・チリキ（PAN、2勝4敗）   | 0 | 0 | 0 | 1 | 0 | 0 | 0 | 0 | 0 | 1 | 7 | 4 |
| カニェロス・デ・ロス・モチス（MEX、5勝1敗） | 1 | 0 | 0 | 0 | 1 | 0 | 0 | 0 | X | 2 | 7 | 3 |

1. 勝利：ブラウリオ・トーレス＝ペレス（1勝）
2. セーブ：ジェイク・サンチェス（3S）
3. 敗戦：デイビス・ロメロ（2敗）
4. 審判
［球審］エドウィン・ヘルナンデス
［塁審］一塁: エミル・ヒメネス、二塁: ロバート・ヌニェス、三塁: ケルビス・ベレス
5. 試合開始時刻: ベネズエラ時間（UTC-4）午後2時38分  試合時間: 3時間33分  気温: 82°F（27.8°C）
詳細: Serie del Caribe（スペイン語） / MLB.com Gameday（英語） / ESPN.com（英語）

| フェデラーレス・デ・チリキ | フェデラーレス・デ・チリキ | フェデラーレス・デ・チリキ | フェデラーレス・デ・チリキ | フェデラーレス・デ・チリキ | カニェロス・デ・ロス・モチス | カニェロス・デ・ロス・モチス | カニェロス・デ・ロス・モチス | カニェロス・デ・ロス・モチス | カニェロス・デ・ロス・モチス |
| -------------------------- | -------------------------- | -------------------------- | -------------------------- | --- | ---------------------------- | ---------------------------- | ---------------------------- | ---------------------------- | --- |
| 打順                       | 守備                       | 選手                       | 打席                       | D・ロメロI・ヘレーラJ・サンタ · マリアM・ウィーラン · スキーJ・ライトE・バルデスR・オロスコJ・サントスA・サンドバルE・カバレーロ | 打順                         | 守備                         | 選手                         | 打席                         | B・トーレス＝ペレスJ・フェリックスR・ロドリゲスI・ロペスO・ピーナJ・アトンドJ・オルネラスJ・カルドナF・ビジェガスJ・テルドスラ · ビッチ |
| 1                          | 左                         | R・オロスコ                | 両                         | D・ロメロI・ヘレーラJ・サンタ · マリアM・ウィーラン · スキーJ・ライトE・バルデスR・オロスコJ・サントスA・サンドバルE・カバレーロ | 1                            | 中                           | J・カルドナ                  | 右                           | B・トーレス＝ペレスJ・フェリックスR・ロドリゲスI・ロペスO・ピーナJ・アトンドJ・オルネラスJ・カルドナF・ビジェガスJ・テルドスラ · ビッチ |
| 2                          | 二                         | M・ウィーランスキー        | 右                         | D・ロメロI・ヘレーラJ・サンタ · マリアM・ウィーラン · スキーJ・ライトE・バルデスR・オロスコJ・サントスA・サンドバルE・カバレーロ | 2                            | 二                           | I・ロペス                    | 左                           | B・トーレス＝ペレスJ・フェリックスR・ロドリゲスI・ロペスO・ピーナJ・アトンドJ・オルネラスJ・カルドナF・ビジェガスJ・テルドスラ · ビッチ |
| 3                          | 捕                         | I・ヘレーラ                | 右                         | D・ロメロI・ヘレーラJ・サンタ · マリアM・ウィーラン · スキーJ・ライトE・バルデスR・オロスコJ・サントスA・サンドバルE・カバレーロ | 3                            | 一                           | R・ロドリゲス                | 右                           | B・トーレス＝ペレスJ・フェリックスR・ロドリゲスI・ロペスO・ピーナJ・アトンドJ・オルネラスJ・カルドナF・ビジェガスJ・テルドスラ · ビッチ |
| 4                          | DH                         | E・カバレーロ              | 両                         | D・ロメロI・ヘレーラJ・サンタ · マリアM・ウィーラン · スキーJ・ライトE・バルデスR・オロスコJ・サントスA・サンドバルE・カバレーロ | 4                            | DH                           | J・テルドスラビッチ          | 両                           | B・トーレス＝ペレスJ・フェリックスR・ロドリゲスI・ロペスO・ピーナJ・アトンドJ・オルネラスJ・カルドナF・ビジェガスJ・テルドスラ · ビッチ |
| 5                          | 右                         | A・サンドバル              | 右                         | D・ロメロI・ヘレーラJ・サンタ · マリアM・ウィーラン · スキーJ・ライトE・バルデスR・オロスコJ・サントスA・サンドバルE・カバレーロ | 5                            | 三                           | O・ピーナ                    | 右                           | B・トーレス＝ペレスJ・フェリックスR・ロドリゲスI・ロペスO・ピーナJ・アトンドJ・オルネラスJ・カルドナF・ビジェガスJ・テルドスラ · ビッチ |
| 6                          | 一                         | J・サンタマリア            | 右                         | D・ロメロI・ヘレーラJ・サンタ · マリアM・ウィーラン · スキーJ・ライトE・バルデスR・オロスコJ・サントスA・サンドバルE・カバレーロ | 6                            | 左                           | J・オルネラス                | 左                           | B・トーレス＝ペレスJ・フェリックスR・ロドリゲスI・ロペスO・ピーナJ・アトンドJ・オルネラスJ・カルドナF・ビジェガスJ・テルドスラ · ビッチ |
| 7                          | 中                         | J・サントス                | 右                         | D・ロメロI・ヘレーラJ・サンタ · マリアM・ウィーラン · スキーJ・ライトE・バルデスR・オロスコJ・サントスA・サンドバルE・カバレーロ | 7                            | 遊                           | J・アトンド                  | 右                           | B・トーレス＝ペレスJ・フェリックスR・ロドリゲスI・ロペスO・ピーナJ・アトンドJ・オルネラスJ・カルドナF・ビジェガスJ・テルドスラ · ビッチ |
| 8                          | 遊                         | E・バルデス                | 左                         | D・ロメロI・ヘレーラJ・サンタ · マリアM・ウィーラン · スキーJ・ライトE・バルデスR・オロスコJ・サントスA・サンドバルE・カバレーロ | 8                            | 右                           | F・ビジェガス                | 右                           | B・トーレス＝ペレスJ・フェリックスR・ロドリゲスI・ロペスO・ピーナJ・アトンドJ・オルネラスJ・カルドナF・ビジェガスJ・テルドスラ · ビッチ |
| 9                          | 三                         | J・ライト                  | 右                         | D・ロメロI・ヘレーラJ・サンタ · マリアM・ウィーラン · スキーJ・ライトE・バルデスR・オロスコJ・サントスA・サンドバルE・カバレーロ | 9                            | 捕                           | J・フェリックス              | 右                           | B・トーレス＝ペレスJ・フェリックスR・ロドリゲスI・ロペスO・ピーナJ・アトンドJ・オルネラスJ・カルドナF・ビジェガスJ・テルドスラ · ビッチ |
| 先発投手                   | 先発投手                   | 先発投手                   | 投球                       | D・ロメロI・ヘレーラJ・サンタ · マリアM・ウィーラン · スキーJ・ライトE・バルデスR・オロスコJ・サントスA・サンドバルE・カバレーロ | 先発投手                     | 先発投手                     | 先発投手                     | 投球                         | B・トーレス＝ペレスJ・フェリックスR・ロドリゲスI・ロペスO・ピーナJ・アトンドJ・オルネラスJ・カルドナF・ビジェガスJ・テルドスラ · ビッチ |
| D・ロメロ                  | D・ロメロ                  | D・ロメロ                  | 左                         | D・ロメロI・ヘレーラJ・サンタ · マリアM・ウィーラン · スキーJ・ライトE・バルデスR・オロスコJ・サントスA・サンドバルE・カバレーロ | B・トーレス＝ペレス          | B・トーレス＝ペレス          | B・トーレス＝ペレス          | 左                           | B・トーレス＝ペレスJ・フェリックスR・ロドリゲスI・ロペスO・ピーナJ・アトンドJ・オルネラスJ・カルドナF・ビジェガスJ・テルドスラ · ビッチ |

第3試合＠エスタディオ・デ・ベイスボル・デ・ラ・リンコナダ（首都地区リベルタドル）
|                                           | 1 | 2 | 3 | 4 | 5 | 6 | 7 | 8 | 9 | R  | H  | E |
| ----------------------------------------- | - | - | - | - | - | - | - | - | - | -- | -- | - |
| バケーロス・デ・モンテリア（COL、4勝2敗） | 0 | 0 | 0 | 0 | 0 | 4 | 5 | 2 | 0 | 11 | 10 | 0 |
| ティグレス・デル・リセイ（DOM、3勝3敗）   | 0 | 0 | 0 | 0 | 0 | 0 | 0 | 0 | 1 | 1  | 7  | 2 |

1. 勝利：エドゥアール・ロペス（2勝）
2. 敗戦：ラウル・バルデス（1敗）
3. 審判
［球審］ホルヘ・テラン
［塁審］一塁: フアン・ゴメス、二塁: デビッド・アリエータ、三塁: カルロス・レアル
4. 試合開始時刻: ベネズエラ時間（UTC-4）午後6時10分  試合時間: 3時間25分  気温: 87°F（30.6°C）
詳細: Serie del Caribe（スペイン語） / MLB.com Gameday（英語） / ESPN.com（英語）

| バケーロス・デ・モンテリア | バケーロス・デ・モンテリア | バケーロス・デ・モンテリア | バケーロス・デ・モンテリア | バケーロス・デ・モンテリア                                                                                               | ティグレス・デル・リセイ | ティグレス・デル・リセイ | ティグレス・デル・リセイ | ティグレス・デル・リセイ | ティグレス・デル・リセイ                                                                                                 |
| -------------------------- | -------------------------- | -------------------------- | -------------------------- | --- | ------------------------ | ------------------------ | ------------------------ | ------------------------ | --- |
| 打順                       | 守備                       | 選手                       | 打席                       | E・ロペスD・ベジョーヒンD・ヘレーラF・アクーニャF・ペルトゥスD・フリアスA・アングロJ・マリアーガG・カンペーロJ・ディアス | 打順                     | 守備                     | 選手                     | 打席                     | R・バルデスW・リーバスY・ナバーロR・カノK・グティ · エレスG・ヌニェスJ・レイクE・ボニファシオM・ロハスJr.R・ヘルナンデス |
| 1                          | 右                         | G・カンペーロ              | 両                         | E・ロペスD・ベジョーヒンD・ヘレーラF・アクーニャF・ペルトゥスD・フリアスA・アングロJ・マリアーガG・カンペーロJ・ディアス | 1                        | 中                       | E・ボニファシオ          | 両                       | R・バルデスW・リーバスY・ナバーロR・カノK・グティ · エレスG・ヌニェスJ・レイクE・ボニファシオM・ロハスJr.R・ヘルナンデス |
| 2                          | 二                         | F・アクーニャ              | 右                         | E・ロペスD・ベジョーヒンD・ヘレーラF・アクーニャF・ペルトゥスD・フリアスA・アングロJ・マリアーガG・カンペーロJ・ディアス | 2                        | 一                       | Y・ナバーロ              | 右                       | R・バルデスW・リーバスY・ナバーロR・カノK・グティ · エレスG・ヌニェスJ・レイクE・ボニファシオM・ロハスJr.R・ヘルナンデス |
| 3                          | DH                         | J・ディアス                | 右                         | E・ロペスD・ベジョーヒンD・ヘレーラF・アクーニャF・ペルトゥスD・フリアスA・アングロJ・マリアーガG・カンペーロJ・ディアス | 3                        | 二                       | R・カノ                  | 左                       | R・バルデスW・リーバスY・ナバーロR・カノK・グティ · エレスG・ヌニェスJ・レイクE・ボニファシオM・ロハスJr.R・ヘルナンデス |
| 4                          | 左                         | A・アングロ                | 右                         | E・ロペスD・ベジョーヒンD・ヘレーラF・アクーニャF・ペルトゥスD・フリアスA・アングロJ・マリアーガG・カンペーロJ・ディアス | 4                        | DH                       | R・ヘルナンデス          | 右                       | R・バルデスW・リーバスY・ナバーロR・カノK・グティ · エレスG・ヌニェスJ・レイクE・ボニファシオM・ロハスJr.R・ヘルナンデス |
| 5                          | 一                         | D・ヘレーラ                | 右                         | E・ロペスD・ベジョーヒンD・ヘレーラF・アクーニャF・ペルトゥスD・フリアスA・アングロJ・マリアーガG・カンペーロJ・ディアス | 5                        | 右                       | M・ロハスJr.             | 両                       | R・バルデスW・リーバスY・ナバーロR・カノK・グティ · エレスG・ヌニェスJ・レイクE・ボニファシオM・ロハスJr.R・ヘルナンデス |
| 6                          | 中                         | J・マリアーガ              | 右                         | E・ロペスD・ベジョーヒンD・ヘレーラF・アクーニャF・ペルトゥスD・フリアスA・アングロJ・マリアーガG・カンペーロJ・ディアス | 6                        | 三                       | K・グティエレス          | 右                       | R・バルデスW・リーバスY・ナバーロR・カノK・グティ · エレスG・ヌニェスJ・レイクE・ボニファシオM・ロハスJr.R・ヘルナンデス |
| 7                          | 三                         | F・ペルトゥス              | 右                         | E・ロペスD・ベジョーヒンD・ヘレーラF・アクーニャF・ペルトゥスD・フリアスA・アングロJ・マリアーガG・カンペーロJ・ディアス | 7                        | 捕                       | W・リーバス              | 右                       | R・バルデスW・リーバスY・ナバーロR・カノK・グティ · エレスG・ヌニェスJ・レイクE・ボニファシオM・ロハスJr.R・ヘルナンデス |
| 8                          | 捕                         | D・ベジョーヒン            | 左                         | E・ロペスD・ベジョーヒンD・ヘレーラF・アクーニャF・ペルトゥスD・フリアスA・アングロJ・マリアーガG・カンペーロJ・ディアス | 8                        | 左                       | J・レイク                | 右                       | R・バルデスW・リーバスY・ナバーロR・カノK・グティ · エレスG・ヌニェスJ・レイクE・ボニファシオM・ロハスJr.R・ヘルナンデス |
| 9                          | 遊                         | D・フリアス                | 両                         | E・ロペスD・ベジョーヒンD・ヘレーラF・アクーニャF・ペルトゥスD・フリアスA・アングロJ・マリアーガG・カンペーロJ・ディアス | 9                        | 遊                       | G・ヌニェス              | 両                       | R・バルデスW・リーバスY・ナバーロR・カノK・グティ · エレスG・ヌニェスJ・レイクE・ボニファシオM・ロハスJr.R・ヘルナンデス |
| 先発投手                   | 先発投手                   | 先発投手                   | 投球                       | E・ロペスD・ベジョーヒンD・ヘレーラF・アクーニャF・ペルトゥスD・フリアスA・アングロJ・マリアーガG・カンペーロJ・ディアス | 先発投手                 | 先発投手                 | 先発投手                 | 投球                     | R・バルデスW・リーバスY・ナバーロR・カノK・グティ · エレスG・ヌニェスJ・レイクE・ボニファシオM・ロハスJr.R・ヘルナンデス |
| E・ロペス                  | E・ロペス                  | E・ロペス                  | 右                         | E・ロペスD・ベジョーヒンD・ヘレーラF・アクーニャF・ペルトゥスD・フリアスA・アングロJ・マリアーガG・カンペーロJ・ディアス | R・バルデス              | R・バルデス              | R・バルデス              | 左                       | R・バルデスW・リーバスY・ナバーロR・カノK・グティ · エレスG・ヌニェスJ・レイクE・ボニファシオM・ロハスJr.R・ヘルナンデス |

第4試合＠エスタディオ・フォールム・ラ・グアイラ（ラ・グアイラ州マクート）
|                                         | 1 | 2 | 3 | 4 | 5 | 6 | 7 | 8 | 9 | R | H  | E |
| --------------------------------------- | - | - | - | - | - | - | - | - | - | - | -- | - |
| レオネス・デル・カラカス（VEN、4勝2敗） | 2 | 0 | 0 | 0 | 0 | 0 | 3 | 3 | 0 | 8 | 11 | 1 |
| ワイルドキャッツKJ74（CUW、2勝4敗）     | 1 | 5 | 0 | 0 | 0 | 0 | 0 | 0 | 0 | 6 | 12 | 0 |

1. 勝利：アーナルド・ヘルナンデス（1勝）
2. セーブ：アンソニー・ビスカヤ（2S）
3. 敗戦：エドガー・ガルシア（1敗）
4. 審判
［球審］ヘスス・ロペス・ミラー
［塁審］一塁: フェリックス・テハダ、二塁: エイブラハム・ロペス、三塁: サントス・カスティーヨ
5. 試合開始時刻: ベネズエラ時間（UTC-4）午後8時12分  試合時間: 3時間43分  気温: 83°F（28.3°C）
詳細: Serie del Caribe（スペイン語） / MLB.com Gameday（英語） / ESPN.com（英語）

| レオネス・デル・カラカス | レオネス・デル・カラカス | レオネス・デル・カラカス | レオネス・デル・カラカス | レオネス・デル・カラカス                                                                                     | ワイルドキャッツKJ74 | ワイルドキャッツKJ74 | ワイルドキャッツKJ74 | ワイルドキャッツKJ74 | ワイルドキャッツKJ74 |
| ------------------------ | ------------------------ | ------------------------ | ------------------------ | --- | -------------------- | -------------------- | -------------------- | -------------------- | --- |
| 打順                     | 守備                     | 選手                     | 打席                     | D・ラモスW・ラモスI・テハダA・カスティーヨH・ペレスOr・アルシアD・バスケスJ・ロンドンOs・アルシアW・トーバー | 打順                 | 守備                 | 選手                 | 打席                 | C・ミンシーS・ループストックD・レオノラJ・スコープD・セフェリナA・シモンズJ・プロファーR・ディダーS・スコープW・バレンティン |
| 1                        | 二                       | A・カスティーヨ          | 右                       | D・ラモスW・ラモスI・テハダA・カスティーヨH・ペレスOr・アルシアD・バスケスJ・ロンドンOs・アルシアW・トーバー | 1                    | 中                   | R・ディダー          | 右                   | C・ミンシーS・ループストックD・レオノラJ・スコープD・セフェリナA・シモンズJ・プロファーR・ディダーS・スコープW・バレンティン |
| 2                        | DH                       | W・トーバー              | 右                       | D・ラモスW・ラモスI・テハダA・カスティーヨH・ペレスOr・アルシアD・バスケスJ・ロンドンOs・アルシアW・トーバー | 2                    | 遊                   | A・シモンズ          | 右                   | C・ミンシーS・ループストックD・レオノラJ・スコープD・セフェリナA・シモンズJ・プロファーR・ディダーS・スコープW・バレンティン |
| 3                        | 左                       | D・バスケス              | 左                       | D・ラモスW・ラモスI・テハダA・カスティーヨH・ペレスOr・アルシアD・バスケスJ・ロンドンOs・アルシアW・トーバー | 3                    | 二                   | J・スコープ          | 右                   | C・ミンシーS・ループストックD・レオノラJ・スコープD・セフェリナA・シモンズJ・プロファーR・ディダーS・スコープW・バレンティン |
| 4                        | 一                       | I・テハダ                | 右                       | D・ラモスW・ラモスI・テハダA・カスティーヨH・ペレスOr・アルシアD・バスケスJ・ロンドンOs・アルシアW・トーバー | 4                    | 右                   | S・スコープ          | 右                   | C・ミンシーS・ループストックD・レオノラJ・スコープD・セフェリナA・シモンズJ・プロファーR・ディダーS・スコープW・バレンティン |
| 5                        | 右                       | Os・アルシア             | 左                       | D・ラモスW・ラモスI・テハダA・カスティーヨH・ペレスOr・アルシアD・バスケスJ・ロンドンOs・アルシアW・トーバー | 5                    | DH                   | W・バレンティン      | 右                   | C・ミンシーS・ループストックD・レオノラJ・スコープD・セフェリナA・シモンズJ・プロファーR・ディダーS・スコープW・バレンティン |
| 6                        | 三                       | H・ペレス                | 右                       | D・ラモスW・ラモスI・テハダA・カスティーヨH・ペレスOr・アルシアD・バスケスJ・ロンドンOs・アルシアW・トーバー | 6                    | 捕                   | S・ループストック    | 右                   | C・ミンシーS・ループストックD・レオノラJ・スコープD・セフェリナA・シモンズJ・プロファーR・ディダーS・スコープW・バレンティン |
| 7                        | 中                       | J・ロンドン              | 右                       | D・ラモスW・ラモスI・テハダA・カスティーヨH・ペレスOr・アルシアD・バスケスJ・ロンドンOs・アルシアW・トーバー | 7                    | 一                   | D・レオノラ          | 右                   | C・ミンシーS・ループストックD・レオノラJ・スコープD・セフェリナA・シモンズJ・プロファーR・ディダーS・スコープW・バレンティン |
| 8                        | 捕                       | W・ラモス                | 右                       | D・ラモスW・ラモスI・テハダA・カスティーヨH・ペレスOr・アルシアD・バスケスJ・ロンドンOs・アルシアW・トーバー | 8                    | 左                   | J・プロファー        | 右                   | C・ミンシーS・ループストックD・レオノラJ・スコープD・セフェリナA・シモンズJ・プロファーR・ディダーS・スコープW・バレンティン |
| 9                        | 遊                       | Or・アルシア             | 右                       | D・ラモスW・ラモスI・テハダA・カスティーヨH・ペレスOr・アルシアD・バスケスJ・ロンドンOs・アルシアW・トーバー | 9                    | 三                   | D・セフェリナ        | 左                   | C・ミンシーS・ループストックD・レオノラJ・スコープD・セフェリナA・シモンズJ・プロファーR・ディダーS・スコープW・バレンティン |
| 先発投手                 | 先発投手                 | 先発投手                 | 投球                     | D・ラモスW・ラモスI・テハダA・カスティーヨH・ペレスOr・アルシアD・バスケスJ・ロンドンOs・アルシアW・トーバー | 先発投手             | 先発投手             | 先発投手             | 投球                 | C・ミンシーS・ループストックD・レオノラJ・スコープD・セフェリナA・シモンズJ・プロファーR・ディダーS・スコープW・バレンティン |
| D・ラモス                | D・ラモス                | D・ラモス                | 右                       | D・ラモスW・ラモスI・テハダA・カスティーヨH・ペレスOr・アルシアD・バスケスJ・ロンドンOs・アルシアW・トーバー | C・ミンシー          | C・ミンシー          | C・ミンシー          | 右                   | C・ミンシーS・ループストックD・レオノラJ・スコープD・セフェリナA・シモンズJ・プロファーR・ディダーS・スコープW・バレンティン |

#### 7日目 2月8日
第1試合＠エスタディオ・デ・ベイスボル・デ・ラ・リンコナダ（首都地区リベルタドル）
|                                           | 1 | 2 | 3 | 4 | 5 | 6 | 7 | 8 | 9 | R  | H  | E |
| ----------------------------------------- | - | - | - | - | - | - | - | - | - | -- | -- | - |
| フェデラーレス・デ・チリキ（PAN、3勝4敗） | 0 | 0 | 5 | 2 | 0 | 0 | 0 | 0 | 3 | 10 | 15 | 0 |
| アグリクルトーレス（CUB、1勝6敗）         | 1 | 0 | 0 | 0 | 0 | 0 | 3 | 0 | 0 | 4  | 10 | 0 |

1. 勝利：ハロルド・アラウス（2勝）
2. 敗戦：レアンドロ・マルティネス（1敗）
3. 審判
［球審］フアン・ゴメス
［塁審］一塁: フェリックス・テハダ、二塁: フアン・マヌエル・ロドリゲス、三塁: ラウル・モレノ
4. 試合開始時刻: ベネズエラ時間（UTC-4）午前10時47分  試合時間: 3時間18分  気温: 81°F（27.2°C）
詳細: Serie del Caribe（スペイン語） / MLB.com Gameday（英語） / ESPN.com（英語）

| フェデラーレス・デ・チリキ | フェデラーレス・デ・チリキ | フェデラーレス・デ・チリキ | フェデラーレス・デ・チリキ | フェデラーレス・デ・チリキ | アグリクルトーレス | アグリクルトーレス | アグリクルトーレス | アグリクルトーレス | アグリクルトーレス |
| -------------------------- | -------------------------- | -------------------------- | -------------------------- | --- | ------------------ | ------------------ | ------------------ | ------------------ | --- |
| 打順                       | 守備                       | 選手                       | 打席                       | H・アラウスI・ヘレーラJ・デルーカM・ウィーラン · スキーE・バリアE・バルデスJ・サンタマリアJ・サントスR・オロスコJ・ビショップ | 打順               | 守備               | 選手               | 打席               | L・マルティネスYos・アラルコンR・ビニャー · レスC・ベニテスYor・アラル · コンA・デラクルーズR・サントスY・ラルドゥエトAl・サンチェスG・アビレス |
| 1                          | 遊                         | E・バルデス                | 左                         | H・アラウスI・ヘレーラJ・デルーカM・ウィーラン · スキーE・バリアE・バルデスJ・サンタマリアJ・サントスR・オロスコJ・ビショップ | 1                  | 中                 | Y・ラルドゥエト    | 右                 | L・マルティネスYos・アラルコンR・ビニャー · レスC・ベニテスYor・アラル · コンA・デラクルーズR・サントスY・ラルドゥエトAl・サンチェスG・アビレス |
| 2                          | 二                         | M・ウィーランスキー        | 右                         | H・アラウスI・ヘレーラJ・デルーカM・ウィーラン · スキーE・バリアE・バルデスJ・サンタマリアJ・サントスR・オロスコJ・ビショップ | 2                  | 左                 | R・サントス        | 左                 | L・マルティネスYos・アラルコンR・ビニャー · レスC・ベニテスYor・アラル · コンA・デラクルーズR・サントスY・ラルドゥエトAl・サンチェスG・アビレス |
| 3                          | 捕                         | I・ヘレーラ                | 右                         | H・アラウスI・ヘレーラJ・デルーカM・ウィーラン · スキーE・バリアE・バルデスJ・サンタマリアJ・サントスR・オロスコJ・ビショップ | 3                  | DH                 | G・アビレス        | 左                 | L・マルティネスYos・アラルコンR・ビニャー · レスC・ベニテスYor・アラル · コンA・デラクルーズR・サントスY・ラルドゥエトAl・サンチェスG・アビレス |
| 4                          | 一                         | J・デルーカ                | 両                         | H・アラウスI・ヘレーラJ・デルーカM・ウィーラン · スキーE・バリアE・バルデスJ・サンタマリアJ・サントスR・オロスコJ・ビショップ | 4                  | 捕                 | Yos・アラルコン    | 右                 | L・マルティネスYos・アラルコンR・ビニャー · レスC・ベニテスYor・アラル · コンA・デラクルーズR・サントスY・ラルドゥエトAl・サンチェスG・アビレス |
| 5                          | 左                         | J・サンタマリア            | 右                         | H・アラウスI・ヘレーラJ・デルーカM・ウィーラン · スキーE・バリアE・バルデスJ・サンタマリアJ・サントスR・オロスコJ・ビショップ | 5                  | 一                 | R・ビニャーレス    | 右                 | L・マルティネスYos・アラルコンR・ビニャー · レスC・ベニテスYor・アラル · コンA・デラクルーズR・サントスY・ラルドゥエトAl・サンチェスG・アビレス |
| 6                          | 中                         | J・サントス                | 右                         | H・アラウスI・ヘレーラJ・デルーカM・ウィーラン · スキーE・バリアE・バルデスJ・サンタマリアJ・サントスR・オロスコJ・ビショップ | 6                  | 二                 | C・ベニテス        | 右                 | L・マルティネスYos・アラルコンR・ビニャー · レスC・ベニテスYor・アラル · コンA・デラクルーズR・サントスY・ラルドゥエトAl・サンチェスG・アビレス |
| 7                          | 右                         | R・オロスコ                | 両                         | H・アラウスI・ヘレーラJ・デルーカM・ウィーラン · スキーE・バリアE・バルデスJ・サンタマリアJ・サントスR・オロスコJ・ビショップ | 7                  | 三                 | Yor・アラルコン    | 右                 | L・マルティネスYos・アラルコンR・ビニャー · レスC・ベニテスYor・アラル · コンA・デラクルーズR・サントスY・ラルドゥエトAl・サンチェスG・アビレス |
| 8                          | DH                         | J・ビショップ              | 右                         | H・アラウスI・ヘレーラJ・デルーカM・ウィーラン · スキーE・バリアE・バルデスJ・サンタマリアJ・サントスR・オロスコJ・ビショップ | 8                  | 遊                 | A・デラクルーズ    | 右                 | L・マルティネスYos・アラルコンR・ビニャー · レスC・ベニテスYor・アラル · コンA・デラクルーズR・サントスY・ラルドゥエトAl・サンチェスG・アビレス |
| 9                          | 三                         | E・バリア                  | 右                         | H・アラウスI・ヘレーラJ・デルーカM・ウィーラン · スキーE・バリアE・バルデスJ・サンタマリアJ・サントスR・オロスコJ・ビショップ | 9                  | 右                 | Al・サンチェス     | 右                 | L・マルティネスYos・アラルコンR・ビニャー · レスC・ベニテスYor・アラル · コンA・デラクルーズR・サントスY・ラルドゥエトAl・サンチェスG・アビレス |
| 先発投手                   | 先発投手                   | 先発投手                   | 投球                       | H・アラウスI・ヘレーラJ・デルーカM・ウィーラン · スキーE・バリアE・バルデスJ・サンタマリアJ・サントスR・オロスコJ・ビショップ | 先発投手           | 先発投手           | 先発投手           | 投球               | L・マルティネスYos・アラルコンR・ビニャー · レスC・ベニテスYor・アラル · コンA・デラクルーズR・サントスY・ラルドゥエトAl・サンチェスG・アビレス |
| H・アラウス                | H・アラウス                | H・アラウス                | 右                         | H・アラウスI・ヘレーラJ・デルーカM・ウィーラン · スキーE・バリアE・バルデスJ・サンタマリアJ・サントスR・オロスコJ・ビショップ | L・マルティネス    | L・マルティネス    | L・マルティネス    | 左                 | L・マルティネスYos・アラルコンR・ビニャー · レスC・ベニテスYor・アラル · コンA・デラクルーズR・サントスY・ラルドゥエトAl・サンチェスG・アビレス |

第2試合＠エスタディオ・フォールム・ラ・グアイラ（ラ・グアイラ州マクート）
|                                         | 1 | 2 | 3 | 4 | 5 | 6 | 7 | 8 | 9 | R | H  | E |
| --------------------------------------- | - | - | - | - | - | - | - | - | - | - | -- | - |
| ワイルドキャッツKJ74（CUW、2勝5敗）     | 0 | 0 | 0 | 1 | 0 | 0 | 0 | 0 | 1 | 2 | 7  | 2 |
| ティグレス・デル・リセイ（DOM、4勝3敗） | 1 | 0 | 0 | 0 | 0 | 0 | 4 | 1 | X | 6 | 10 | 1 |

1. 勝利：ウィリアムズ・ヘレス（1勝）
2. 敗戦：ネスター・モリーナ（1敗）
3. 本塁打
DOM：ラモン・ヘルナンデス1号3ラン
4. 審判
［球審］ロバート・モレノ
［塁審］一塁: ジョナタン・ビアレータ、二塁: エドウィン・ヒメネス、三塁: カルロス・レアル
5. 試合開始時刻: ベネズエラ時間（UTC-4）午後2時5分  試合時間: 3時間13分  気温: 82°F（27.8°C）
詳細: Serie del Caribe（スペイン語） / MLB.com Gameday（英語） / ESPN.com（英語）

| ワイルドキャッツKJ74 | ワイルドキャッツKJ74 | ワイルドキャッツKJ74 | ワイルドキャッツKJ74 | ワイルドキャッツKJ74                                                                                                   | ティグレス・デル・リセイ | ティグレス・デル・リセイ | ティグレス・デル・リセイ | ティグレス・デル・リセイ | ティグレス・デル・リセイ                                                                                               |
| -------------------- | -------------------- | -------------------- | -------------------- | --- | ------------------------ | ------------------------ | ------------------------ | ------------------------ | --- |
| 打順                 | 守備                 | 選手                 | 打席                 | N・モリーナD・リカルドD・レオノラJ・スコープD・セフェリナA・シモンズJ・プロファーR・ディダーW・バレンティンS・スコープ | 打順                     | 守備                     | 選手                     | 打席                     | D・ロブレスW・リーバスY・ナバーロR・カノK・グティ · エレスG・ヌニェスM・ロハスJr.E・ボニファシオL・バレラH・ウルティア |
| 1                    | 中                   | R・ディダー          | 右                   | N・モリーナD・リカルドD・レオノラJ・スコープD・セフェリナA・シモンズJ・プロファーR・ディダーW・バレンティンS・スコープ | 1                        | 中                       | E・ボニファシオ          | 両                       | D・ロブレスW・リーバスY・ナバーロR・カノK・グティ · エレスG・ヌニェスM・ロハスJr.E・ボニファシオL・バレラH・ウルティア |
| 2                    | 遊                   | A・シモンズ          | 右                   | N・モリーナD・リカルドD・レオノラJ・スコープD・セフェリナA・シモンズJ・プロファーR・ディダーW・バレンティンS・スコープ | 2                        | 二                       | R・カノ                  | 左                       | D・ロブレスW・リーバスY・ナバーロR・カノK・グティ · エレスG・ヌニェスM・ロハスJr.E・ボニファシオL・バレラH・ウルティア |
| 3                    | 二                   | J・スコープ          | 右                   | N・モリーナD・リカルドD・レオノラJ・スコープD・セフェリナA・シモンズJ・プロファーR・ディダーW・バレンティンS・スコープ | 3                        | 一                       | Y・ナバーロ              | 右                       | D・ロブレスW・リーバスY・ナバーロR・カノK・グティ · エレスG・ヌニェスM・ロハスJr.E・ボニファシオL・バレラH・ウルティア |
| 4                    | DH                   | S・スコープ          | 右                   | N・モリーナD・リカルドD・レオノラJ・スコープD・セフェリナA・シモンズJ・プロファーR・ディダーW・バレンティンS・スコープ | 4                        | DH                       | H・ウルティア            | 左                       | D・ロブレスW・リーバスY・ナバーロR・カノK・グティ · エレスG・ヌニェスM・ロハスJr.E・ボニファシオL・バレラH・ウルティア |
| 5                    | 右                   | W・バレンティン      | 右                   | N・モリーナD・リカルドD・レオノラJ・スコープD・セフェリナA・シモンズJ・プロファーR・ディダーW・バレンティンS・スコープ | 5                        | 左                       | M・ロハスJr.             | 両                       | D・ロブレスW・リーバスY・ナバーロR・カノK・グティ · エレスG・ヌニェスM・ロハスJr.E・ボニファシオL・バレラH・ウルティア |
| 6                    | 左                   | J・プロファー        | 右                   | N・モリーナD・リカルドD・レオノラJ・スコープD・セフェリナA・シモンズJ・プロファーR・ディダーW・バレンティンS・スコープ | 6                        | 三                       | K・グティエレス          | 右                       | D・ロブレスW・リーバスY・ナバーロR・カノK・グティ · エレスG・ヌニェスM・ロハスJr.E・ボニファシオL・バレラH・ウルティア |
| 7                    | 一                   | D・レオノラ          | 右                   | N・モリーナD・リカルドD・レオノラJ・スコープD・セフェリナA・シモンズJ・プロファーR・ディダーW・バレンティンS・スコープ | 7                        | 右                       | L・バレラ                | 左                       | D・ロブレスW・リーバスY・ナバーロR・カノK・グティ · エレスG・ヌニェスM・ロハスJr.E・ボニファシオL・バレラH・ウルティア |
| 8                    | 捕                   | D・リカルド          | 右                   | N・モリーナD・リカルドD・レオノラJ・スコープD・セフェリナA・シモンズJ・プロファーR・ディダーW・バレンティンS・スコープ | 8                        | 捕                       | W・リーバス              | 右                       | D・ロブレスW・リーバスY・ナバーロR・カノK・グティ · エレスG・ヌニェスM・ロハスJr.E・ボニファシオL・バレラH・ウルティア |
| 9                    | 三                   | D・セフェリナ        | 左                   | N・モリーナD・リカルドD・レオノラJ・スコープD・セフェリナA・シモンズJ・プロファーR・ディダーW・バレンティンS・スコープ | 9                        | 遊                       | G・ヌニェス              | 両                       | D・ロブレスW・リーバスY・ナバーロR・カノK・グティ · エレスG・ヌニェスM・ロハスJr.E・ボニファシオL・バレラH・ウルティア |
| 先発投手             | 先発投手             | 先発投手             | 投球                 | N・モリーナD・リカルドD・レオノラJ・スコープD・セフェリナA・シモンズJ・プロファーR・ディダーW・バレンティンS・スコープ | 先発投手                 | 先発投手                 | 先発投手                 | 投球                     | D・ロブレスW・リーバスY・ナバーロR・カノK・グティ · エレスG・ヌニェスM・ロハスJr.E・ボニファシオL・バレラH・ウルティア |
| N・モリーナ          | N・モリーナ          | N・モリーナ          | 右                   | N・モリーナD・リカルドD・レオノラJ・スコープD・セフェリナA・シモンズJ・プロファーR・ディダーW・バレンティンS・スコープ | D・ロブレス              | D・ロブレス              | D・ロブレス              | 左                       | D・ロブレスW・リーバスY・ナバーロR・カノK・グティ · エレスG・ヌニェスM・ロハスJr.E・ボニファシオL・バレラH・ウルティア |

第3試合＠エスタディオ・デ・ベイスボル・デ・ラ・リンコナダ（首都地区リベルタドル）
|                                             | 1 | 2 | 3 | 4 | 5 | 6 | 7 | 8 | 9 | R | H  | E |
| ------------------------------------------- | - | - | - | - | - | - | - | - | - | - | -- | - |
| インディオス・デ・マヤグエス（PUR、4勝3敗） | 1 | 0 | 4 | 0 | 0 | 0 | 0 | 2 | 2 | 9 | 18 | 1 |
| カニェロス・デ・ロス・モチス（MEX、5勝2敗） | 0 | 0 | 0 | 3 | 0 | 0 | 0 | 0 | 0 | 3 | 6  | 0 |

1. 勝利：アレックス・サナビア（1勝）
2. 敗戦：ダレル・トーレス（1敗）
3. 本塁打
PUR：エドウィン・ディアス1号3ラン
4. 審判
［球審］エミル・ヒメネス
［塁審］一塁: デビッド・アリエータ、二塁: サントス・カスティーヨ、三塁: ジョナタン・パーラ
5. 試合開始時刻: ベネズエラ時間（UTC-4）午後3時22分  試合時間: 3時間26分  気温: 90°F（32.2°C）
詳細: Serie del Caribe（スペイン語） / MLB.com Gameday（英語） / ESPN.com（英語）

| インディオス・デ・マヤグエス | インディオス・デ・マヤグエス | インディオス・デ・マヤグエス | インディオス・デ・マヤグエス | インディオス・デ・マヤグエス                                                                                   | カニェロス・デ・ロス・モチス | カニェロス・デ・ロス・モチス | カニェロス・デ・ロス・モチス | カニェロス・デ・ロス・モチス | カニェロス・デ・ロス・モチス |
| ---------------------------- | ---------------------------- | ---------------------------- | ---------------------------- | --- | ---------------------------- | ---------------------------- | ---------------------------- | ---------------------------- | --- |
| 打順                         | 守備                         | 選手                         | 打席                         | A・サナビアB・ナバレトV・マシンJ・リベラE・リベラE・ディアスD・オルティーズB・トーレスR・エンリケスR・カストロ | 打順                         | 守備                         | 選手                         | 打席                         | D・トーレスJ・フェリックスJ・テルドスラ · ビッチJ・アトンドR・アマダーR・バレンズエラI・ロペスJ・ディーンF・ビジェガスJ・オルネラス |
| 1                            | 中                           | B・トーレス                  | 左                           | A・サナビアB・ナバレトV・マシンJ・リベラE・リベラE・ディアスD・オルティーズB・トーレスR・エンリケスR・カストロ | 1                            | 中                           | J・ディーン                  | 右                           | D・トーレスJ・フェリックスJ・テルドスラ · ビッチJ・アトンドR・アマダーR・バレンズエラI・ロペスJ・ディーンF・ビジェガスJ・オルネラス |
| 2                            | DH                           | R・カストロ                  | 左                           | A・サナビアB・ナバレトV・マシンJ・リベラE・リベラE・ディアスD・オルティーズB・トーレスR・エンリケスR・カストロ | 2                            | 左                           | I・ロペス                    | 左                           | D・トーレスJ・フェリックスJ・テルドスラ · ビッチJ・アトンドR・アマダーR・バレンズエラI・ロペスJ・ディーンF・ビジェガスJ・オルネラス |
| 3                            | 三                           | E・リベラ                    | 右                           | A・サナビアB・ナバレトV・マシンJ・リベラE・リベラE・ディアスD・オルティーズB・トーレスR・エンリケスR・カストロ | 3                            | 遊                           | R・バレンズエラ              | 右                           | D・トーレスJ・フェリックスJ・テルドスラ · ビッチJ・アトンドR・アマダーR・バレンズエラI・ロペスJ・ディーンF・ビジェガスJ・オルネラス |
| 4                            | 一                           | V・マシン                    | 左                           | A・サナビアB・ナバレトV・マシンJ・リベラE・リベラE・ディアスD・オルティーズB・トーレスR・エンリケスR・カストロ | 4                            | 三                           | R・アマダー                  | 右                           | D・トーレスJ・フェリックスJ・テルドスラ · ビッチJ・アトンドR・アマダーR・バレンズエラI・ロペスJ・ディーンF・ビジェガスJ・オルネラス |
| 5                            | 遊                           | E・ディアス                  | 右                           | A・サナビアB・ナバレトV・マシンJ・リベラE・リベラE・ディアスD・オルティーズB・トーレスR・エンリケスR・カストロ | 5                            | 一                           | J・テルドスラビッチ          | 両                           | D・トーレスJ・フェリックスJ・テルドスラ · ビッチJ・アトンドR・アマダーR・バレンズエラI・ロペスJ・ディーンF・ビジェガスJ・オルネラス |
| 6                            | 左                           | D・オルティーズ              | 左                           | A・サナビアB・ナバレトV・マシンJ・リベラE・リベラE・ディアスD・オルティーズB・トーレスR・エンリケスR・カストロ | 6                            | DH                           | J・オルネラス                | 左                           | D・トーレスJ・フェリックスJ・テルドスラ · ビッチJ・アトンドR・アマダーR・バレンズエラI・ロペスJ・ディーンF・ビジェガスJ・オルネラス |
| 7                            | 捕                           | B・ナバレト                  | 右                           | A・サナビアB・ナバレトV・マシンJ・リベラE・リベラE・ディアスD・オルティーズB・トーレスR・エンリケスR・カストロ | 7                            | 二                           | J・アトンド                  | 右                           | D・トーレスJ・フェリックスJ・テルドスラ · ビッチJ・アトンドR・アマダーR・バレンズエラI・ロペスJ・ディーンF・ビジェガスJ・オルネラス |
| 8                            | 右                           | R・エンリケス                | 左                           | A・サナビアB・ナバレトV・マシンJ・リベラE・リベラE・ディアスD・オルティーズB・トーレスR・エンリケスR・カストロ | 8                            | 右                           | F・ビジェガス                | 右                           | D・トーレスJ・フェリックスJ・テルドスラ · ビッチJ・アトンドR・アマダーR・バレンズエラI・ロペスJ・ディーンF・ビジェガスJ・オルネラス |
| 9                            | 二                           | J・リベラ                    | 両                           | A・サナビアB・ナバレトV・マシンJ・リベラE・リベラE・ディアスD・オルティーズB・トーレスR・エンリケスR・カストロ | 9                            | 捕                           | J・フェリックス              | 右                           | D・トーレスJ・フェリックスJ・テルドスラ · ビッチJ・アトンドR・アマダーR・バレンズエラI・ロペスJ・ディーンF・ビジェガスJ・オルネラス |
| 先発投手                     | 先発投手                     | 先発投手                     | 投球                         | A・サナビアB・ナバレトV・マシンJ・リベラE・リベラE・ディアスD・オルティーズB・トーレスR・エンリケスR・カストロ | 先発投手                     | 先発投手                     | 先発投手                     | 投球                         | D・トーレスJ・フェリックスJ・テルドスラ · ビッチJ・アトンドR・アマダーR・バレンズエラI・ロペスJ・ディーンF・ビジェガスJ・オルネラス |
| A・サナビア                  | A・サナビア                  | A・サナビア                  | 右                           | A・サナビアB・ナバレトV・マシンJ・リベラE・リベラE・ディアスD・オルティーズB・トーレスR・エンリケスR・カストロ | D・トーレス                  | D・トーレス                  | D・トーレス                  | 右                           | D・トーレスJ・フェリックスJ・テルドスラ · ビッチJ・アトンドR・アマダーR・バレンズエラI・ロペスJ・ディーンF・ビジェガスJ・オルネラス |

第4試合＠エスタディオ・デ・ベイスボル・デ・ラ・リンコナダ（首都地区リベルタドル）
|                                           | 1 | 2 | 3 | 4 | 5 | 6 | 7 | 8 | 9 | R | H | E |
| ----------------------------------------- | - | - | - | - | - | - | - | - | - | - | - | - |
| レオネス・デル・カラカス（VEN、5勝2敗）   | 0 | 3 | 2 | 0 | 0 | 0 | 0 | 0 | 2 | 7 | 8 | 1 |
| バケーロス・デ・モンテリア（COL、4勝3敗） | 0 | 1 | 0 | 0 | 1 | 2 | 0 | 0 | 0 | 4 | 7 | 1 |

1. 勝利：ジョーリス・チャシーン（1勝1敗）
2. セーブ：アンソニー・ビスカヤ（3S）
3. 敗戦：フランシスコ・ヒメネス（1敗）
4. 審判
［球審］ケルビス・ベレス
［塁審］一塁: ロバート・ヌニェス、二塁: エイブラハム・ロペス、三塁: ヘスス・ロペス・ミラー
5. 試合開始時刻: ベネズエラ時間（UTC-4）午後8時3分  試合時間: 3時間57分  観客: 3万2867人  気温: 82°F（27.8°C）
詳細: Serie del Caribe（スペイン語） / MLB.com Gameday（英語） / ESPN.com（英語）

| レオネス・デル・カラカス | レオネス・デル・カラカス | レオネス・デル・カラカス | レオネス・デル・カラカス | レオネス・デル・カラカス                                                                                           | バケーロス・デ・モンテリア | バケーロス・デ・モンテリア | バケーロス・デ・モンテリア | バケーロス・デ・モンテリア | バケーロス・デ・モンテリア                                                                                                 |
| ------------------------ | ------------------------ | ------------------------ | ------------------------ | --- | -------------------------- | -------------------------- | -------------------------- | -------------------------- | --- |
| 打順                     | 守備                     | 選手                     | 打席                     | J・チャシーンF・アルシアH・ペレスA・カスティーヨC・リベロOr・アルシアD・バスケスJ・ロンドンOs・アルシアW・トーバー | 打順                       | 守備                       | 選手                       | 打席                       | F・ヒメネスP・マンサネーロD・ヘレーラD・フリアスF・アクーニャF・ペルトゥスA・アングロJ・マリアーガG・カンペーロJ・ディアス |
| 1                        | 二                       | A・カスティーヨ          | 右                       | J・チャシーンF・アルシアH・ペレスA・カスティーヨC・リベロOr・アルシアD・バスケスJ・ロンドンOs・アルシアW・トーバー | 1                          | 右                         | G・カンペーロ              | 両                         | F・ヒメネスP・マンサネーロD・ヘレーラD・フリアスF・アクーニャF・ペルトゥスA・アングロJ・マリアーガG・カンペーロJ・ディアス |
| 2                        | DH                       | W・トーバー              | 右                       | J・チャシーンF・アルシアH・ペレスA・カスティーヨC・リベロOr・アルシアD・バスケスJ・ロンドンOs・アルシアW・トーバー | 2                          | 三                         | F・アクーニャ              | 右                         | F・ヒメネスP・マンサネーロD・ヘレーラD・フリアスF・アクーニャF・ペルトゥスA・アングロJ・マリアーガG・カンペーロJ・ディアス |
| 3                        | 左                       | D・バスケス              | 左                       | J・チャシーンF・アルシアH・ペレスA・カスティーヨC・リベロOr・アルシアD・バスケスJ・ロンドンOs・アルシアW・トーバー | 3                          | DH                         | J・ディアス                | 右                         | F・ヒメネスP・マンサネーロD・ヘレーラD・フリアスF・アクーニャF・ペルトゥスA・アングロJ・マリアーガG・カンペーロJ・ディアス |
| 4                        | 一                       | H・ペレス                | 右                       | J・チャシーンF・アルシアH・ペレスA・カスティーヨC・リベロOr・アルシアD・バスケスJ・ロンドンOs・アルシアW・トーバー | 4                          | 左                         | A・アングロ                | 右                         | F・ヒメネスP・マンサネーロD・ヘレーラD・フリアスF・アクーニャF・ペルトゥスA・アングロJ・マリアーガG・カンペーロJ・ディアス |
| 5                        | 右                       | Os・アルシア             | 左                       | J・チャシーンF・アルシアH・ペレスA・カスティーヨC・リベロOr・アルシアD・バスケスJ・ロンドンOs・アルシアW・トーバー | 5                          | 一                         | D・ヘレーラ                | 右                         | F・ヒメネスP・マンサネーロD・ヘレーラD・フリアスF・アクーニャF・ペルトゥスA・アングロJ・マリアーガG・カンペーロJ・ディアス |
| 6                        | 中                       | J・ロンドン              | 右                       | J・チャシーンF・アルシアH・ペレスA・カスティーヨC・リベロOr・アルシアD・バスケスJ・ロンドンOs・アルシアW・トーバー | 6                          | 中                         | J・マリアーガ              | 右                         | F・ヒメネスP・マンサネーロD・ヘレーラD・フリアスF・アクーニャF・ペルトゥスA・アングロJ・マリアーガG・カンペーロJ・ディアス |
| 7                        | 三                       | C・リベロ                | 右                       | J・チャシーンF・アルシアH・ペレスA・カスティーヨC・リベロOr・アルシアD・バスケスJ・ロンドンOs・アルシアW・トーバー | 7                          | 遊                         | F・ペルトゥス              | 右                         | F・ヒメネスP・マンサネーロD・ヘレーラD・フリアスF・アクーニャF・ペルトゥスA・アングロJ・マリアーガG・カンペーロJ・ディアス |
| 8                        | 遊                       | Or・アルシア             | 右                       | J・チャシーンF・アルシアH・ペレスA・カスティーヨC・リベロOr・アルシアD・バスケスJ・ロンドンOs・アルシアW・トーバー | 8                          | 捕                         | P・マンサネーロ            | 右                         | F・ヒメネスP・マンサネーロD・ヘレーラD・フリアスF・アクーニャF・ペルトゥスA・アングロJ・マリアーガG・カンペーロJ・ディアス |
| 9                        | 捕                       | F・アルシア              | 左                       | J・チャシーンF・アルシアH・ペレスA・カスティーヨC・リベロOr・アルシアD・バスケスJ・ロンドンOs・アルシアW・トーバー | 9                          | 二                         | D・フリアス                | 両                         | F・ヒメネスP・マンサネーロD・ヘレーラD・フリアスF・アクーニャF・ペルトゥスA・アングロJ・マリアーガG・カンペーロJ・ディアス |
| 先発投手                 | 先発投手                 | 先発投手                 | 投球                     | J・チャシーンF・アルシアH・ペレスA・カスティーヨC・リベロOr・アルシアD・バスケスJ・ロンドンOs・アルシアW・トーバー | 先発投手                   | 先発投手                   | 先発投手                   | 投球                       | F・ヒメネスP・マンサネーロD・ヘレーラD・フリアスF・アクーニャF・ペルトゥスA・アングロJ・マリアーガG・カンペーロJ・ディアス |
| J・チャシーン            | J・チャシーン            | J・チャシーン            | 右                       | J・チャシーンF・アルシアH・ペレスA・カスティーヨC・リベロOr・アルシアD・バスケスJ・ロンドンOs・アルシアW・トーバー | F・ヒメネス                | F・ヒメネス                | F・ヒメネス                | 右                         | F・ヒメネスP・マンサネーロD・ヘレーラD・フリアスF・アクーニャF・ペルトゥスA・アングロJ・マリアーガG・カンペーロJ・ディアス |

### 決勝トーナメント
予選ラウンド終了の翌日から2日間、決勝トーナメントが行われた。準決勝の組み合わせは、予選ラウンド1位のメキシコ代表カニェロス・デ・ロス・モチス対4位のドミニカ共和国代表ティグレス・デル・リセイ、および2位のベネズエラ代表レオネス・デル・カラカス対3位のコロンビア代表バケーロス・デ・モンテリアとなった。決勝戦・3位決定戦も含めて全て予選ラウンド上位のチームが後攻となる。

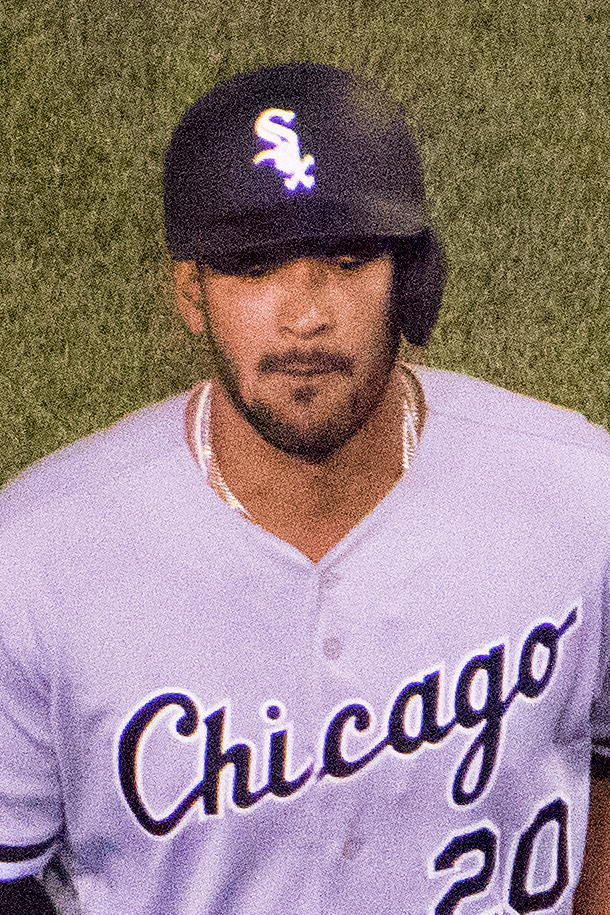
ホセ・ロンドン（写真は2019年6月4日、メジャーリーグベースボールのシカゴ・ホワイトソックス在籍時に撮影）

準決勝第1試合のカニェロス対ティグレスは、ラ・グアイラ州マクートのエスタディオ・フォールム・ラ・グアイラで行われた。今大会のティグレスはこの球場と相性がよく、予選ラウンドの4勝は全てこの球場で挙げていた。試合は序盤からティグレスが先行する。初回表一死満塁から5番メル・ロハス・ジュニアの犠牲フライで1点を先制すると、2回表にも一死三塁から9番グスタボ・ヌニェスの適時打で1点を加える。これに対しカニェロスは2回裏、先頭打者から2者連続四球で一・二塁の好機を迎えるも6番ジョーイ・テルドスラビッチが中飛、7番フリアン・オルネラスが遊ゴロ併殺に倒れ反撃とはならず。逆に4回表、先発投手マット・ポブリコが3点目を失い降板すると、代わったファビアン・コタも二死満塁から4番ヘンリー・ウルティアに2点適時打を浴び、0－5に引き離された。カニェロス側には、監督のホセ・モレノが「我々の手ではコントロールできないこともある。例えば天気とか、審判の判定とか」と述べたように、球審によるボール/ストライク判定が自軍不利に偏っているとの不満があった。2－5で迎えた7回表、3番手投手サムエル・サスエタが6番ケルビン・グティエレスに2点本塁打を許したのを機にチームに溜まっていた鬱憤が爆発、投手コーチのジョバンニ・カラーラやサスエタが審判に強く抗議し、サスエタに退場処分が下された。その後は両チームが1点ずつを加えて8－3となり、9回裏はティグレスのハイロ・アセンシオが三者凡退で締めて試合終了、ティグレスが勝利した。この結果、2020年大会以降ドミニカ共和国勢は4年連続で決勝戦進出、メキシコ勢は4年連続で準決勝敗退となった。なお、ポブリコは大会終了後の2月24日、アメリカ合衆国イリノイ州シカゴ近郊の自宅で亡くなっているのが発見され、結果的に今大会が生涯最後の公式戦登板となった。
準決勝第2試合は首都地区リベルタドルのエスタディオ・デ・ベイスボル・デ・ラ・リンコナダで、奇しくも前日の予選ラウンド最終戦と同じ顔合わせで行われた。バケーロスの先発投手フリオ・ビバスはベネズエラ出身で、このシーズンはバケーロスの前に母国リーグ "リーガ・ベネソラーナ・デ・ベイスボル・プロフェシオナル"（LVBP）のブラボス・デ・マルガリータでも投げていたため、レオネスとも対戦経験があった。初回裏、レオネスはそのビバスから二死満塁の好機を作り、6番ホセ・ロンドンの2点適時打で先制する。3回表、バケーロスが1番グスタボ・カンペーロの適時二塁打で1点を返す。レオネスはその裏、今度は無死で再び満塁として6番ロンドンに打順を回すが、ロンドンは遊飛に倒れる。このとき遊撃手ダヤン・フリアスが捕球後に三塁手ファビアン・ペルトゥスへ送球したところ、ペルトゥスのグラブが三塁走者ダンリー・バスケスの顔をかすめたらしく、これをきっかけに両者の間で小競り合いが発生し、両チームのダグアウトやブルペンから選手総出となる騒ぎがあった。試合再開後、ビバスは7番イサイアス・テハダへの押し出し死球で3点目を失い降板、マウンドを引き継いだサムエル・ブルゴスも8番オーランド・アルシアに犠牲フライを許し点差を広げられた。バケーロスは5回表に1番カンペーロの適時三塁打などで2点を奪い1点差とするが、レオネスはその裏6番ロンドンの2点本塁打で3点差に戻した。ロンドンはこの日の4打点で今大会15打点とし、歴代最多記録を更新した。8回表、バケーロスが2点差に迫りなおも二死二塁とすると、レオネスは抑え投手のアンソニー・ビスカヤを投入して後続を断つ。ビスカヤはイニングをまたいで9回表も登板し、相手打線を三者凡退に封じた。こうしてレオネスが7－5で勝利し、ティグレスが待つ決勝戦へ駒を進めた。

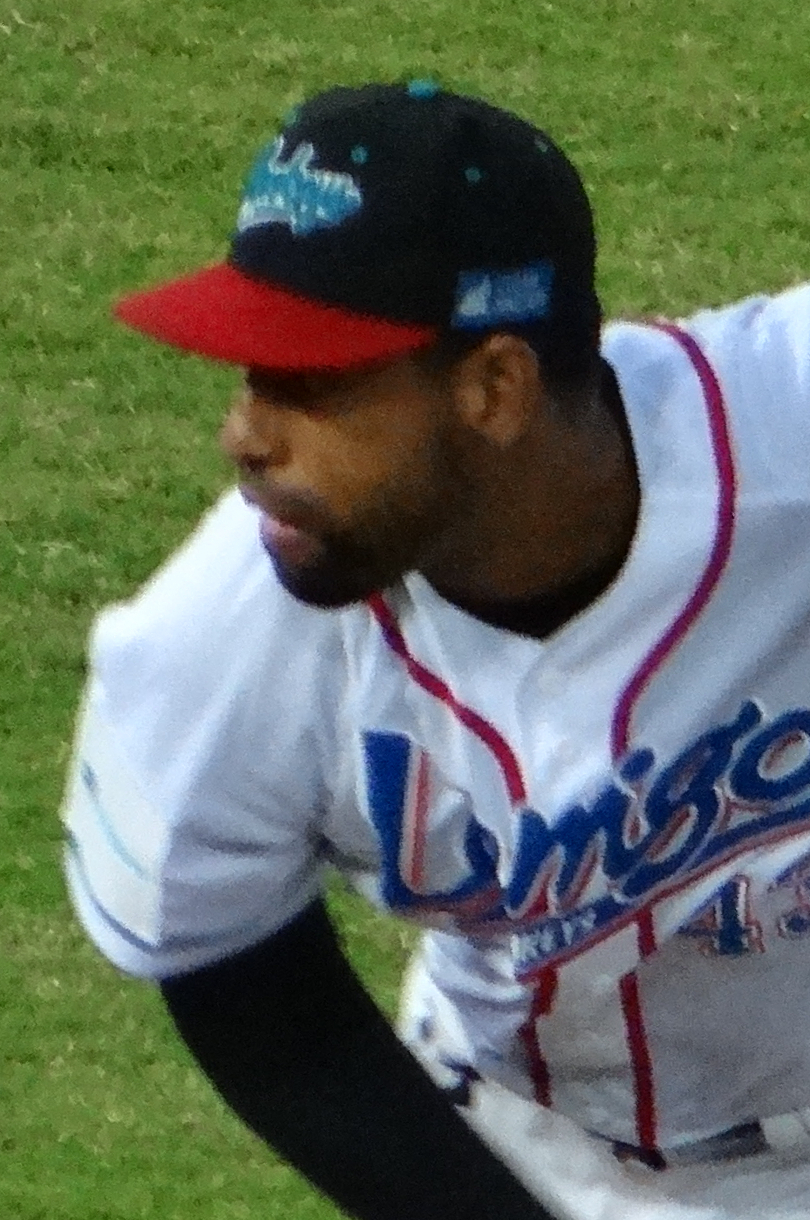
シーザー・バルデス（写真は2015年10月18日、台湾プロ野球のLamigoモンキーズ在籍時に撮影）

大会最終日は、3位決定戦・決勝戦ともにラ・リンコナダで開催された。まず3位決定戦のカニェロス対バケーロスでは、それぞれの先発投手、ジェフ・キンリーとカルロス・ケベードによる投手戦が展開された。表のバケーロスの攻撃では散発的に単打が出るものの、キンリーは後続を打ち取り二塁を踏ませない。これに対し裏のカニェロスの攻撃では、初回裏に一死二塁、2回裏に二死二塁、4回裏に一死一・二塁、とたびたび走者が得点圏へ進むが、こちらもケベードが失点を防ぐ。0－0のまま迎えた6回表、バケーロスが無死一・二塁と好機を作るも、キンリーは3番ジョーダン・ディアスを三ゴロ併殺、4番ダニエル・ベジョーヒンを右飛に仕留めて危機を脱した。その裏、バケーロスはケベードに代えてケビン・エスコルシアを登板させたが、先頭打者アービング・ロペスから2者連続で死球をぶつける。カニェロスは4番レイナルド・ロドリゲスが三ゴロ併殺に倒れるもI・ロペスを三塁へ進め、5番テルドスラビッチの適時打で先制点を奪った。7回表、カニェロスの投手がこの回からセサル・バルガスに代わると、バケーロスは再び無死一・二塁とする。しかし7番アンドレス・アングロは犠牲バント失敗で走者を進められず、その後C・バルガスの暴投で二・三塁となるも、後続が2者連続三振を喫して同点・逆転の好機を逸した。試合はこのまま1－0で終了し、カニェロスが3位となった。今大会で零封勝利を2試合記録したのはカニェロスだけである。監督のJ・モレノは、カニェロスが20年ぶりに国内リーグ "リーガ・メヒカーナ・デル・パシフィコ" を制し、今大会で3位になったことについて嬉しく思うと述べた。ただ大会終了後、彼は母国ベネズエラ・LVBPのブラボスで指揮を執るため退団し、カニェロスは後任にフェリックス・フェルミンを招聘することとなる。
決勝戦では、地元のレオネスと歴代最多優勝のティグレスが対戦した。レオネスが勝てば2006年以来17年ぶり3度目、ティグレスが勝てば2008年以来15年ぶり11度目の優勝となる。今大会と2006年大会には、ベネズエラ国内の2球場で分散開催されたことや、最終試合でレオネス対ティグレスが組まれ、レオネスが勝利すれば優勝決定となることなど、複数の共通点があった。それぞれの先発投手、エリック・レアルとシーザー・バルデスは今大会4日目、予選ラウンドでの対戦でも互いに先発し、いずれも6イニング無失点の好投を見せていた。そこから中4日のこの試合で、相手投手を攻略したのはティグレスだった。2回表、先頭打者ウルティアがフルカウントからの7球目を見極めて四球で出塁し、続く5番ロハスの中前打で無死一・三塁とする。ここで6番グティエレスが犠牲フライを右翼へ運び、E・レアルから8イニング目で初めて得点を奪った。その裏レオネスは先頭打者エルナン・ペレスが中前打で出塁し、一死後に盗塁で二塁へ進むが、C・バルデスは6番ロンドンを三ゴロ、7番I・テハダを三振に仕留めて同点とはさせなかった。ティグレスは5回表にも一死一・三塁とし、3番ヤマイコ・ナバーロの適時打で2点目を挙げ、E・レアルを降板に追い込んだ。C・バルデスは味方打線の援護を得て、その後も相手打線を封じていく。7回裏一死で右肘を痛めて降板するまで無失点を続け、前回登板と合わせると12.1イニングで1点も許さなかった。レオネス打線は後続の救援投手に対しても攻略の糸口をつかめず、7回裏の残りはジョナサン・アロに、8回裏はフェルナンド・エイバッドに抑えられる。結局この日、レオネス打線は全て単打の3安打のみに封じ込まれ、また塁上に走者を2人以上同時に置いた場面を一度も作れずに終わった。ティグレスは9回表にも1点を加え、その裏をアセンシオが三者凡退で締めて3－0で勝利し、優勝を決めた。
ドミニカ共和国大統領ルイス・アビナデルはティグレスの優勝について、Twitterで "#PlátanoPower"（「#バナナの力」）というハッシュタグをつけて祝福の言葉を投稿した。決勝戦翌日の11日、ティグレス一行は空路でベネズエラからドミニカ共和国へ帰国した。一行が当初の予定から2時間半ほど遅れて午後9時頃、サント・ドミンゴ州ボカチカのラス・アメリカス国際空港に到着すると、集まっていたファンが歓声で出迎えた。14日には、監督のホセ・オファーマンや主将エミリオ・ボニファシオら一部選手が国民宮殿を表敬訪問し、アビナデルと面会した。この年のティグレスがアビナデルのもとへ表敬訪問するのは2度目である。前回はカリビアンシリーズ開幕を2日後に控えた1月31日で、そのときアビナデルは「ティグレスはカリビアンシリーズでも勝つだろう」と話していた。これを受けて今回の表敬訪問で、ボニファシオは「大統領はかねてより、ティグレスがシリーズ王座を持って帰ってくるのだとおっしゃっていましたが、我々はその使命を果たしました。ファンに楽しんでもらい、優勝という結果を残せたこと、選手一同とても嬉しく思います」と述べた。
|  | 準決勝                              | 準決勝 |                                 |           | 決勝戦                              | 決勝戦 |
|  |                                     |        |                                 |           |                                     |        |
|  | 第1試合                             |        |                                 |           |                                     |        |
|  | ティグレス・デル・リセイ（4位）     | 8      | ティグレス・デル・リセイ（4位） | 3         |                                     |        |
|  | カニェロス・デ・ロス・モチス（1位） | 3      |                                 |           | レオネス・デル・カラカス（2位）     | 0      |
|  | 第2試合                             |        |                                 |           |                                     |        |
|  | バケーロス・デ・モンテリア（3位）   | 5      |                                 | 3位決定戦 | 3位決定戦                           |        |
|  | レオネス・デル・カラカス（2位）     | 7      |                                 |           |                                     |        |
|  |                                     |        |                                 |           | バケーロス・デ・モンテリア（3位）   | 0      |
|  |                                     |        |                                 |           | カニェロス・デ・ロス・モチス（1位） | 1      |
|  |                                     |        |                                 |           |                                     |        |

#### 8日目 2月9日（準決勝）
第1試合＠エスタディオ・フォールム・ラ・グアイラ（ラ・グアイラ州マクート）
|                                                  | 1 | 2 | 3 | 4 | 5 | 6 | 7 | 8 | 9 | R | H  | E |
| ------------------------------------------------ | - | - | - | - | - | - | - | - | - | - | -- | - |
| ティグレス・デル・リセイ（DOM、決勝戦へ）        | 1 | 1 | 0 | 3 | 0 | 0 | 2 | 0 | 1 | 8 | 13 | 1 |
| カニェロス・デ・ロス・モチス（MEX、3位決定戦へ） | 0 | 0 | 0 | 2 | 0 | 0 | 0 | 1 | 0 | 3 | 7  | 2 |

1. 勝利：エスミル・ロジャース（2勝）
2. 敗戦：マット・ポブリコ（2敗）
3. 本塁打
DOM：ケルビン・グティエレス1号2ラン
4. 審判
［球審］ジョナタン・パーラ
［塁審］一塁: エドウィン・ヘルナンデス、二塁: エドウィン・ヒメネス、三塁: エミル・ヒメネス
［外審］左翼: ケルビス・ベレス、右翼: ホルヘ・テラン
5. 試合開始時刻: ベネズエラ時間（UTC-4）午後3時38分  試合時間: 3時間47分  気温: 84°F（28.9°C）
詳細: Serie del Caribe（スペイン語） / MLB.com Gameday（英語） / ESPN.com（英語）

| ティグレス・デル・リセイ | ティグレス・デル・リセイ | ティグレス・デル・リセイ | ティグレス・デル・リセイ | ティグレス・デル・リセイ                                                                                                 | カニェロス・デ・ロス・モチス | カニェロス・デ・ロス・モチス | カニェロス・デ・ロス・モチス | カニェロス・デ・ロス・モチス | カニェロス・デ・ロス・モチス |
| ------------------------ | ------------------------ | ------------------------ | ------------------------ | --- | ---------------------------- | ---------------------------- | ---------------------------- | ---------------------------- | --- |
| 打順                     | 守備                     | 選手                     | 打席                     | E・ロジャースW・リーバスY・ナバーロR・カノK・グティ · エレスG・ヌニェスM・ロハスJr.E・ボニファシオL・バレラH・ウルティア | 打順                         | 守備                         | 選手                         | 打席                         | M・ポブリコJ・フェリックスR・ロドリゲスJ・アトンドR・アマダーR・バレンズエラJ・オルネラスJ・カルドナJ・ディーンJ・テルドスラ · ビッチ |
| 1                        | 中                       | E・ボニファシオ          | 両                       | E・ロジャースW・リーバスY・ナバーロR・カノK・グティ · エレスG・ヌニェスM・ロハスJr.E・ボニファシオL・バレラH・ウルティア | 1                            | 中                           | J・カルドナ                  | 右                           | M・ポブリコJ・フェリックスR・ロドリゲスJ・アトンドR・アマダーR・バレンズエラJ・オルネラスJ・カルドナJ・ディーンJ・テルドスラ · ビッチ |
| 2                        | 二                       | R・カノ                  | 左                       | E・ロジャースW・リーバスY・ナバーロR・カノK・グティ · エレスG・ヌニェスM・ロハスJr.E・ボニファシオL・バレラH・ウルティア | 2                            | 右                           | J・ディーン                  | 右                           | M・ポブリコJ・フェリックスR・ロドリゲスJ・アトンドR・アマダーR・バレンズエラJ・オルネラスJ・カルドナJ・ディーンJ・テルドスラ · ビッチ |
| 3                        | 一                       | Y・ナバーロ              | 右                       | E・ロジャースW・リーバスY・ナバーロR・カノK・グティ · エレスG・ヌニェスM・ロハスJr.E・ボニファシオL・バレラH・ウルティア | 3                            | 遊                           | R・バレンズエラ              | 右                           | M・ポブリコJ・フェリックスR・ロドリゲスJ・アトンドR・アマダーR・バレンズエラJ・オルネラスJ・カルドナJ・ディーンJ・テルドスラ · ビッチ |
| 4                        | DH                       | H・ウルティア            | 左                       | E・ロジャースW・リーバスY・ナバーロR・カノK・グティ · エレスG・ヌニェスM・ロハスJr.E・ボニファシオL・バレラH・ウルティア | 4                            | 一                           | R・ロドリゲス                | 右                           | M・ポブリコJ・フェリックスR・ロドリゲスJ・アトンドR・アマダーR・バレンズエラJ・オルネラスJ・カルドナJ・ディーンJ・テルドスラ · ビッチ |
| 5                        | 左                       | M・ロハスJr.             | 両                       | E・ロジャースW・リーバスY・ナバーロR・カノK・グティ · エレスG・ヌニェスM・ロハスJr.E・ボニファシオL・バレラH・ウルティア | 5                            | 三                           | R・アマダー                  | 右                           | M・ポブリコJ・フェリックスR・ロドリゲスJ・アトンドR・アマダーR・バレンズエラJ・オルネラスJ・カルドナJ・ディーンJ・テルドスラ · ビッチ |
| 6                        | 三                       | K・グティエレス          | 右                       | E・ロジャースW・リーバスY・ナバーロR・カノK・グティ · エレスG・ヌニェスM・ロハスJr.E・ボニファシオL・バレラH・ウルティア | 6                            | DH                           | J・テルドスラビッチ          | 両                           | M・ポブリコJ・フェリックスR・ロドリゲスJ・アトンドR・アマダーR・バレンズエラJ・オルネラスJ・カルドナJ・ディーンJ・テルドスラ · ビッチ |
| 7                        | 右                       | L・バレラ                | 左                       | E・ロジャースW・リーバスY・ナバーロR・カノK・グティ · エレスG・ヌニェスM・ロハスJr.E・ボニファシオL・バレラH・ウルティア | 7                            | 左                           | J・オルネラス                | 左                           | M・ポブリコJ・フェリックスR・ロドリゲスJ・アトンドR・アマダーR・バレンズエラJ・オルネラスJ・カルドナJ・ディーンJ・テルドスラ · ビッチ |
| 8                        | 捕                       | W・リーバス              | 右                       | E・ロジャースW・リーバスY・ナバーロR・カノK・グティ · エレスG・ヌニェスM・ロハスJr.E・ボニファシオL・バレラH・ウルティア | 8                            | 二                           | J・アトンド                  | 右                           | M・ポブリコJ・フェリックスR・ロドリゲスJ・アトンドR・アマダーR・バレンズエラJ・オルネラスJ・カルドナJ・ディーンJ・テルドスラ · ビッチ |
| 9                        | 遊                       | G・ヌニェス              | 両                       | E・ロジャースW・リーバスY・ナバーロR・カノK・グティ · エレスG・ヌニェスM・ロハスJr.E・ボニファシオL・バレラH・ウルティア | 9                            | 捕                           | J・フェリックス              | 右                           | M・ポブリコJ・フェリックスR・ロドリゲスJ・アトンドR・アマダーR・バレンズエラJ・オルネラスJ・カルドナJ・ディーンJ・テルドスラ · ビッチ |
| 先発投手                 | 先発投手                 | 先発投手                 | 投球                     | E・ロジャースW・リーバスY・ナバーロR・カノK・グティ · エレスG・ヌニェスM・ロハスJr.E・ボニファシオL・バレラH・ウルティア | 先発投手                     | 先発投手                     | 先発投手                     | 投球                         | M・ポブリコJ・フェリックスR・ロドリゲスJ・アトンドR・アマダーR・バレンズエラJ・オルネラスJ・カルドナJ・ディーンJ・テルドスラ · ビッチ |
| E・ロジャース            | E・ロジャース            | E・ロジャース            | 右                       | E・ロジャースW・リーバスY・ナバーロR・カノK・グティ · エレスG・ヌニェスM・ロハスJr.E・ボニファシオL・バレラH・ウルティア | M・ポブリコ                  | M・ポブリコ                  | M・ポブリコ                  | 右                           | M・ポブリコJ・フェリックスR・ロドリゲスJ・アトンドR・アマダーR・バレンズエラJ・オルネラスJ・カルドナJ・ディーンJ・テルドスラ · ビッチ |

第2試合＠エスタディオ・デ・ベイスボル・デ・ラ・リンコナダ（首都地区リベルタドル）
|                                                | 1 | 2 | 3 | 4 | 5 | 6 | 7 | 8 | 9 | R | H  | E |
| ---------------------------------------------- | - | - | - | - | - | - | - | - | - | - | -- | - |
| バケーロス・デ・モンテリア（COL、3位決定戦へ） | 0 | 0 | 1 | 0 | 2 | 0 | 0 | 2 | 0 | 5 | 9  | 0 |
| レオネス・デル・カラカス（VEN、決勝戦へ）      | 2 | 0 | 2 | 0 | 2 | 1 | 0 | 0 | X | 7 | 10 | 1 |

1. 勝利：ギジェルモ・モスコーソ（2勝）
2. セーブ：アンソニー・ビスカヤ（4S）
3. 敗戦：フリオ・ビバス（2敗）
4. 本塁打
VEN：ホセ・ロンドン2号2ラン
5. 審判
［球審］ロバート・ヌニェス
［塁審］一塁: ヘスス・ロペス・ミラー、二塁: フアン・マヌエル・ロドリゲス、三塁: サントス・カスティーヨ
［外審］左翼: ソクラテス・マリン、右翼: エイブラハム・ロペス
6. 試合開始時刻: ベネズエラ時間（UTC-4）午後7時36分  試合時間: 3時間49分  観客: 2万7438人  気温: 81°F（27.2°C）
詳細: Serie del Caribe（スペイン語） / MLB.com Gameday（英語） / ESPN.com（英語）

| バケーロス・デ・モンテリア | バケーロス・デ・モンテリア | バケーロス・デ・モンテリア | バケーロス・デ・モンテリア | バケーロス・デ・モンテリア                                                                                               | レオネス・デル・カラカス | レオネス・デル・カラカス | レオネス・デル・カラカス | レオネス・デル・カラカス | レオネス・デル・カラカス                                                                                         |
| -------------------------- | -------------------------- | -------------------------- | -------------------------- | --- | ------------------------ | ------------------------ | ------------------------ | ------------------------ | --- |
| 打順                       | 守備                       | 選手                       | 打席                       | J・ビバスP・マンサネーロD・ヘレーラF・アクーニャF・ペルトゥスD・フリアスA・アングロJ・マリアーガG・カンペーロJ・ディアス | 打順                     | 守備                     | 選手                     | 打席                     | G・モスコーソW・ラモスI・テハダA・カスティーヨH・ペレスOr・アルシアD・バスケスJ・ロンドンOs・アルシアW・トーバー |
| 1                          | 右                         | G・カンペーロ              | 両                         | J・ビバスP・マンサネーロD・ヘレーラF・アクーニャF・ペルトゥスD・フリアスA・アングロJ・マリアーガG・カンペーロJ・ディアス | 1                        | 二                       | A・カスティーヨ          | 右                       | G・モスコーソW・ラモスI・テハダA・カスティーヨH・ペレスOr・アルシアD・バスケスJ・ロンドンOs・アルシアW・トーバー |
| 2                          | 二                         | F・アクーニャ              | 右                         | J・ビバスP・マンサネーロD・ヘレーラF・アクーニャF・ペルトゥスD・フリアスA・アングロJ・マリアーガG・カンペーロJ・ディアス | 2                        | DH                       | W・トーバー              | 右                       | G・モスコーソW・ラモスI・テハダA・カスティーヨH・ペレスOr・アルシアD・バスケスJ・ロンドンOs・アルシアW・トーバー |
| 3                          | DH                         | J・ディアス                | 右                         | J・ビバスP・マンサネーロD・ヘレーラF・アクーニャF・ペルトゥスD・フリアスA・アングロJ・マリアーガG・カンペーロJ・ディアス | 3                        | 左                       | D・バスケス              | 左                       | G・モスコーソW・ラモスI・テハダA・カスティーヨH・ペレスOr・アルシアD・バスケスJ・ロンドンOs・アルシアW・トーバー |
| 4                          | 一                         | D・ヘレーラ                | 右                         | J・ビバスP・マンサネーロD・ヘレーラF・アクーニャF・ペルトゥスD・フリアスA・アングロJ・マリアーガG・カンペーロJ・ディアス | 4                        | 三                       | H・ペレス                | 右                       | G・モスコーソW・ラモスI・テハダA・カスティーヨH・ペレスOr・アルシアD・バスケスJ・ロンドンOs・アルシアW・トーバー |
| 5                          | 中                         | J・マリアーガ              | 右                         | J・ビバスP・マンサネーロD・ヘレーラF・アクーニャF・ペルトゥスD・フリアスA・アングロJ・マリアーガG・カンペーロJ・ディアス | 5                        | 右                       | Os・アルシア             | 左                       | G・モスコーソW・ラモスI・テハダA・カスティーヨH・ペレスOr・アルシアD・バスケスJ・ロンドンOs・アルシアW・トーバー |
| 6                          | 左                         | A・アングロ                | 右                         | J・ビバスP・マンサネーロD・ヘレーラF・アクーニャF・ペルトゥスD・フリアスA・アングロJ・マリアーガG・カンペーロJ・ディアス | 6                        | 中                       | J・ロンドン              | 右                       | G・モスコーソW・ラモスI・テハダA・カスティーヨH・ペレスOr・アルシアD・バスケスJ・ロンドンOs・アルシアW・トーバー |
| 7                          | 三                         | F・ペルトゥス              | 右                         | J・ビバスP・マンサネーロD・ヘレーラF・アクーニャF・ペルトゥスD・フリアスA・アングロJ・マリアーガG・カンペーロJ・ディアス | 7                        | 一                       | I・テハダ                | 右                       | G・モスコーソW・ラモスI・テハダA・カスティーヨH・ペレスOr・アルシアD・バスケスJ・ロンドンOs・アルシアW・トーバー |
| 8                          | 捕                         | P・マンサネーロ            | 右                         | J・ビバスP・マンサネーロD・ヘレーラF・アクーニャF・ペルトゥスD・フリアスA・アングロJ・マリアーガG・カンペーロJ・ディアス | 8                        | 遊                       | Or・アルシア             | 右                       | G・モスコーソW・ラモスI・テハダA・カスティーヨH・ペレスOr・アルシアD・バスケスJ・ロンドンOs・アルシアW・トーバー |
| 9                          | 遊                         | D・フリアス                | 両                         | J・ビバスP・マンサネーロD・ヘレーラF・アクーニャF・ペルトゥスD・フリアスA・アングロJ・マリアーガG・カンペーロJ・ディアス | 9                        | 捕                       | W・ラモス                | 右                       | G・モスコーソW・ラモスI・テハダA・カスティーヨH・ペレスOr・アルシアD・バスケスJ・ロンドンOs・アルシアW・トーバー |
| 先発投手                   | 先発投手                   | 先発投手                   | 投球                       | J・ビバスP・マンサネーロD・ヘレーラF・アクーニャF・ペルトゥスD・フリアスA・アングロJ・マリアーガG・カンペーロJ・ディアス | 先発投手                 | 先発投手                 | 先発投手                 | 投球                     | G・モスコーソW・ラモスI・テハダA・カスティーヨH・ペレスOr・アルシアD・バスケスJ・ロンドンOs・アルシアW・トーバー |
| J・ビバス                  | J・ビバス                  | J・ビバス                  | 右                         | J・ビバスP・マンサネーロD・ヘレーラF・アクーニャF・ペルトゥスD・フリアスA・アングロJ・マリアーガG・カンペーロJ・ディアス | G・モスコーソ            | G・モスコーソ            | G・モスコーソ            | 右                       | G・モスコーソW・ラモスI・テハダA・カスティーヨH・ペレスOr・アルシアD・バスケスJ・ロンドンOs・アルシアW・トーバー |

#### 9日目 2月10日（決勝・3位決定戦）
第1試合 3位決定戦＠エスタディオ・デ・ベイスボル・デ・ラ・リンコナダ（首都地区リベルタドル）
|                                          | 1 | 2 | 3 | 4 | 5 | 6 | 7 | 8 | 9 | R | H | E |
| ---------------------------------------- | - | - | - | - | - | - | - | - | - | - | - | - |
| バケーロス・デ・モンテリア（COL、4位）   | 0 | 0 | 0 | 0 | 0 | 0 | 0 | 0 | 0 | 0 | 6 | 0 |
| カニェロス・デ・ロス・モチス（MEX、3位） | 0 | 0 | 0 | 0 | 0 | 1 | 0 | 0 | X | 1 | 6 | 0 |

1. 勝利：ジェフ・キンリー（2勝）
2. セーブ：ジェイク・サンチェス（4S）
3. 敗戦：ケビン・エスコルシア（1敗）
4. 審判
［球審］フアン・マヌエル・ロドリゲス
［塁審］一塁: フェリックス・テハダ、二塁: エドウィン・ヒメネス、三塁: サントス・カスティーヨ
［外審］左翼: ホルヘ・テラン、右翼: ラウル・モレノ
5. 試合開始時刻: ベネズエラ時間（UTC-4）午後2時42分  試合時間: 3時間5分  気温: 74°F（23.3°C）
詳細: Serie del Caribe（スペイン語） / MLB.com Gameday（英語） / ESPN.com（英語）

| バケーロス・デ・モンテリア | バケーロス・デ・モンテリア | バケーロス・デ・モンテリア | バケーロス・デ・モンテリア | バケーロス・デ・モンテリア                                                                                                 | カニェロス・デ・ロス・モチス | カニェロス・デ・ロス・モチス | カニェロス・デ・ロス・モチス | カニェロス・デ・ロス・モチス | カニェロス・デ・ロス・モチス |
| -------------------------- | -------------------------- | -------------------------- | -------------------------- | --- | ---------------------------- | ---------------------------- | ---------------------------- | ---------------------------- | --- |
| 打順                       | 守備                       | 選手                       | 打席                       | C・ケベードD・ベジョーヒンD・ヘレーラF・アクーニャF・ペルトゥスD・フリアスA・アングロJ・マリアーガG・カンペーロJ・ディアス | 打順                         | 守備                         | 選手                         | 打席                         | J・キンリーJ・フェリックスR・ロドリゲスI・ロペスO・ピーナR・バレンズエラF・ビジェガスJ・カルドナJ・ディーンJ・テルドスラ · ビッチ |
| 1                          | 右                         | G・カンペーロ              | 両                         | C・ケベードD・ベジョーヒンD・ヘレーラF・アクーニャF・ペルトゥスD・フリアスA・アングロJ・マリアーガG・カンペーロJ・ディアス | 1                            | 中                           | J・カルドナ                  | 右                           | J・キンリーJ・フェリックスR・ロドリゲスI・ロペスO・ピーナR・バレンズエラF・ビジェガスJ・カルドナJ・ディーンJ・テルドスラ · ビッチ |
| 2                          | 二                         | F・アクーニャ              | 右                         | C・ケベードD・ベジョーヒンD・ヘレーラF・アクーニャF・ペルトゥスD・フリアスA・アングロJ・マリアーガG・カンペーロJ・ディアス | 2                            | 二                           | I・ロペス                    | 左                           | J・キンリーJ・フェリックスR・ロドリゲスI・ロペスO・ピーナR・バレンズエラF・ビジェガスJ・カルドナJ・ディーンJ・テルドスラ · ビッチ |
| 3                          | DH                         | J・ディアス                | 右                         | C・ケベードD・ベジョーヒンD・ヘレーラF・アクーニャF・ペルトゥスD・フリアスA・アングロJ・マリアーガG・カンペーロJ・ディアス | 3                            | 遊                           | R・バレンズエラ              | 右                           | J・キンリーJ・フェリックスR・ロドリゲスI・ロペスO・ピーナR・バレンズエラF・ビジェガスJ・カルドナJ・ディーンJ・テルドスラ · ビッチ |
| 4                          | 捕                         | D・ベジョーヒン            | 左                         | C・ケベードD・ベジョーヒンD・ヘレーラF・アクーニャF・ペルトゥスD・フリアスA・アングロJ・マリアーガG・カンペーロJ・ディアス | 4                            | 一                           | R・ロドリゲス                | 右                           | J・キンリーJ・フェリックスR・ロドリゲスI・ロペスO・ピーナR・バレンズエラF・ビジェガスJ・カルドナJ・ディーンJ・テルドスラ · ビッチ |
| 5                          | 一                         | D・ヘレーラ                | 右                         | C・ケベードD・ベジョーヒンD・ヘレーラF・アクーニャF・ペルトゥスD・フリアスA・アングロJ・マリアーガG・カンペーロJ・ディアス | 5                            | DH                           | J・テルドスラビッチ          | 両                           | J・キンリーJ・フェリックスR・ロドリゲスI・ロペスO・ピーナR・バレンズエラF・ビジェガスJ・カルドナJ・ディーンJ・テルドスラ · ビッチ |
| 6                          | 三                         | F・ペルトゥス              | 右                         | C・ケベードD・ベジョーヒンD・ヘレーラF・アクーニャF・ペルトゥスD・フリアスA・アングロJ・マリアーガG・カンペーロJ・ディアス | 6                            | 右                           | J・ディーン                  | 右                           | J・キンリーJ・フェリックスR・ロドリゲスI・ロペスO・ピーナR・バレンズエラF・ビジェガスJ・カルドナJ・ディーンJ・テルドスラ · ビッチ |
| 7                          | 左                         | A・アングロ                | 右                         | C・ケベードD・ベジョーヒンD・ヘレーラF・アクーニャF・ペルトゥスD・フリアスA・アングロJ・マリアーガG・カンペーロJ・ディアス | 7                            | 三                           | O・ピーナ                    | 右                           | J・キンリーJ・フェリックスR・ロドリゲスI・ロペスO・ピーナR・バレンズエラF・ビジェガスJ・カルドナJ・ディーンJ・テルドスラ · ビッチ |
| 8                          | 中                         | J・マリアーガ              | 右                         | C・ケベードD・ベジョーヒンD・ヘレーラF・アクーニャF・ペルトゥスD・フリアスA・アングロJ・マリアーガG・カンペーロJ・ディアス | 8                            | 左                           | F・ビジェガス                | 右                           | J・キンリーJ・フェリックスR・ロドリゲスI・ロペスO・ピーナR・バレンズエラF・ビジェガスJ・カルドナJ・ディーンJ・テルドスラ · ビッチ |
| 9                          | 遊                         | D・フリアス                | 両                         | C・ケベードD・ベジョーヒンD・ヘレーラF・アクーニャF・ペルトゥスD・フリアスA・アングロJ・マリアーガG・カンペーロJ・ディアス | 9                            | 捕                           | J・フェリックス              | 右                           | J・キンリーJ・フェリックスR・ロドリゲスI・ロペスO・ピーナR・バレンズエラF・ビジェガスJ・カルドナJ・ディーンJ・テルドスラ · ビッチ |
| 先発投手                   | 先発投手                   | 先発投手                   | 投球                       | C・ケベードD・ベジョーヒンD・ヘレーラF・アクーニャF・ペルトゥスD・フリアスA・アングロJ・マリアーガG・カンペーロJ・ディアス | 先発投手                     | 先発投手                     | 先発投手                     | 投球                         | J・キンリーJ・フェリックスR・ロドリゲスI・ロペスO・ピーナR・バレンズエラF・ビジェガスJ・カルドナJ・ディーンJ・テルドスラ · ビッチ |
| C・ケベード                | C・ケベード                | C・ケベード                | 右                         | C・ケベードD・ベジョーヒンD・ヘレーラF・アクーニャF・ペルトゥスD・フリアスA・アングロJ・マリアーガG・カンペーロJ・ディアス | J・キンリー                  | J・キンリー                  | J・キンリー                  | 左                           | J・キンリーJ・フェリックスR・ロドリゲスI・ロペスO・ピーナR・バレンズエラF・ビジェガスJ・カルドナJ・ディーンJ・テルドスラ · ビッチ |

第2試合 決勝戦＠エスタディオ・デ・ベイスボル・デ・ラ・リンコナダ（首都地区リベルタドル）
|                                         | 1 | 2 | 3 | 4 | 5 | 6 | 7 | 8 | 9 | R | H | E |
| --------------------------------------- | - | - | - | - | - | - | - | - | - | - | - | - |
| ティグレス・デル・リセイ（DOM、優勝）   | 0 | 1 | 0 | 0 | 1 | 0 | 0 | 0 | 1 | 3 | 9 | 0 |
| レオネス・デル・カラカス（VEN、準優勝） | 0 | 0 | 0 | 0 | 0 | 0 | 0 | 0 | 0 | 0 | 3 | 2 |

1. 勝利：シーザー・バルデス（1勝）
2. セーブ：ハイロ・アセンシオ（3S）
3. 敗戦：エリック・レアル（1敗）
4. 審判
［球審］エドウィン・ヘルナンデス
［塁審］一塁: ロバート・ヌニェス、二塁: ヘスス・ロペス・ミラー、三塁: ケルビス・ベレス
［外審］左翼: エイブラハム・ロペス、右翼: ソクラテス・マリン
5. 試合開始時刻: ベネズエラ時間（UTC-4）午後7時45分  試合時間: 3時間43分  観客: 3万4821人  気温: 86°F（30°C）
詳細: Serie del Caribe（スペイン語） / MLB.com Gameday（英語） / ESPN.com（英語）

| ティグレス・デル・リセイ | ティグレス・デル・リセイ | ティグレス・デル・リセイ | ティグレス・デル・リセイ | ティグレス・デル・リセイ                                                                                                   | レオネス・デル・カラカス | レオネス・デル・カラカス | レオネス・デル・カラカス | レオネス・デル・カラカス | レオネス・デル・カラカス                                                                                     |
| ------------------------ | ------------------------ | ------------------------ | ------------------------ | --- | ------------------------ | ------------------------ | ------------------------ | ------------------------ | --- |
| 打順                     | 守備                     | 選手                     | 打席                     | C・バルデスM・デラクルーズY・ナバーロR・カノK・グティ · エレスG・ヌニェスM・ロハスJr.E・ボニファシオL・バレラH・ウルティア | 打順                     | 守備                     | 選手                     | 打席                     | E・レアルW・ラモスI・テハダA・カスティーヨH・ペレスOr・アルシアD・バスケスJ・ロンドンOs・アルシアW・トーバー |
| 1                        | 中                       | E・ボニファシオ          | 両                       | C・バルデスM・デラクルーズY・ナバーロR・カノK・グティ · エレスG・ヌニェスM・ロハスJr.E・ボニファシオL・バレラH・ウルティア | 1                        | 二                       | A・カスティーヨ          | 右                       | E・レアルW・ラモスI・テハダA・カスティーヨH・ペレスOr・アルシアD・バスケスJ・ロンドンOs・アルシアW・トーバー |
| 2                        | 二                       | R・カノ                  | 左                       | C・バルデスM・デラクルーズY・ナバーロR・カノK・グティ · エレスG・ヌニェスM・ロハスJr.E・ボニファシオL・バレラH・ウルティア | 2                        | DH                       | W・トーバー              | 右                       | E・レアルW・ラモスI・テハダA・カスティーヨH・ペレスOr・アルシアD・バスケスJ・ロンドンOs・アルシアW・トーバー |
| 3                        | 一                       | Y・ナバーロ              | 右                       | C・バルデスM・デラクルーズY・ナバーロR・カノK・グティ · エレスG・ヌニェスM・ロハスJr.E・ボニファシオL・バレラH・ウルティア | 3                        | 左                       | D・バスケス              | 左                       | E・レアルW・ラモスI・テハダA・カスティーヨH・ペレスOr・アルシアD・バスケスJ・ロンドンOs・アルシアW・トーバー |
| 4                        | DH                       | H・ウルティア            | 左                       | C・バルデスM・デラクルーズY・ナバーロR・カノK・グティ · エレスG・ヌニェスM・ロハスJr.E・ボニファシオL・バレラH・ウルティア | 4                        | 三                       | H・ペレス                | 右                       | E・レアルW・ラモスI・テハダA・カスティーヨH・ペレスOr・アルシアD・バスケスJ・ロンドンOs・アルシアW・トーバー |
| 5                        | 左                       | M・ロハスJr.             | 両                       | C・バルデスM・デラクルーズY・ナバーロR・カノK・グティ · エレスG・ヌニェスM・ロハスJr.E・ボニファシオL・バレラH・ウルティア | 5                        | 右                       | Os・アルシア             | 左                       | E・レアルW・ラモスI・テハダA・カスティーヨH・ペレスOr・アルシアD・バスケスJ・ロンドンOs・アルシアW・トーバー |
| 6                        | 三                       | K・グティエレス          | 右                       | C・バルデスM・デラクルーズY・ナバーロR・カノK・グティ · エレスG・ヌニェスM・ロハスJr.E・ボニファシオL・バレラH・ウルティア | 6                        | 中                       | J・ロンドン              | 右                       | E・レアルW・ラモスI・テハダA・カスティーヨH・ペレスOr・アルシアD・バスケスJ・ロンドンOs・アルシアW・トーバー |
| 7                        | 右                       | L・バレラ                | 左                       | C・バルデスM・デラクルーズY・ナバーロR・カノK・グティ · エレスG・ヌニェスM・ロハスJr.E・ボニファシオL・バレラH・ウルティア | 7                        | 一                       | I・テハダ                | 右                       | E・レアルW・ラモスI・テハダA・カスティーヨH・ペレスOr・アルシアD・バスケスJ・ロンドンOs・アルシアW・トーバー |
| 8                        | 捕                       | M・デラクルーズ          | 両                       | C・バルデスM・デラクルーズY・ナバーロR・カノK・グティ · エレスG・ヌニェスM・ロハスJr.E・ボニファシオL・バレラH・ウルティア | 8                        | 遊                       | Or・アルシア             | 右                       | E・レアルW・ラモスI・テハダA・カスティーヨH・ペレスOr・アルシアD・バスケスJ・ロンドンOs・アルシアW・トーバー |
| 9                        | 遊                       | G・ヌニェス              | 両                       | C・バルデスM・デラクルーズY・ナバーロR・カノK・グティ · エレスG・ヌニェスM・ロハスJr.E・ボニファシオL・バレラH・ウルティア | 9                        | 捕                       | W・ラモス                | 右                       | E・レアルW・ラモスI・テハダA・カスティーヨH・ペレスOr・アルシアD・バスケスJ・ロンドンOs・アルシアW・トーバー |
| 先発投手                 | 先発投手                 | 先発投手                 | 投球                     | C・バルデスM・デラクルーズY・ナバーロR・カノK・グティ · エレスG・ヌニェスM・ロハスJr.E・ボニファシオL・バレラH・ウルティア | 先発投手                 | 先発投手                 | 先発投手                 | 投球                     | E・レアルW・ラモスI・テハダA・カスティーヨH・ペレスOr・アルシアD・バスケスJ・ロンドンOs・アルシアW・トーバー |
| C・バルデス              | C・バルデス              | C・バルデス              | 右                       | C・バルデスM・デラクルーズY・ナバーロR・カノK・グティ · エレスG・ヌニェスM・ロハスJr.E・ボニファシオL・バレラH・ウルティア | E・レアル                | E・レアル                | E・レアル                | 右                       | E・レアルW・ラモスI・テハダA・カスティーヨH・ペレスOr・アルシアD・バスケスJ・ロンドンOs・アルシアW・トーバー |

## 大会オールスターチーム（ベストナイン）
記者109名の投票による選出の大会オールスターチーム（西: Equipo Todos Estrellas、ベストナイン）が準決勝終了後に発表された。受賞者は以下の通り。
| ポジション | 受賞者                       | 所属チーム                   | 成績                                                           |
| ---------- | ---------------------------- | ---------------------------- | -------------------------------------------------------------- |
| 捕手       | ホセ・エベルト・フェリックス | カニェロス・デ・ロス・モチス | 23打数07安打・0本塁打・1打点・OPS 0.696・0盗塁                 |
| 一塁手     | レイナルド・ロドリゲス       | カニェロス・デ・ロス・モチス | 25打数05安打・1本塁打・4打点・OPS 0.742・1盗塁                 |
| 二塁手     | フランシスコ・アクーニャ     | バケーロス・デ・モンテリア   | 34打数12安打・0本塁打・4打点・OPS 0.891・2盗塁                 |
| 三塁手     | エマヌエル・リベラ           | インディオス・デ・マヤグエス | 33打数12安打・0本塁打・3打点・OPS 0.848・0盗塁                 |
| 遊撃手     | ダヤン・フリアス             | バケーロス・デ・モンテリア   | 32打数06安打・0本塁打・1打点・OPS 0.497・0盗塁                 |
| 左翼手     | ダンリー・バスケス           | レオネス・デル・カラカス     | 31打数10安打・1本塁打・5打点・OPS 0.931・2盗塁                 |
| 中堅手     | エミリオ・ボニファシオ       | ティグレス・デル・リセイ     | 39打数14安打・1本塁打・5打点・OPS 0.983・1盗塁                 |
| 右翼手     | グスタボ・カンペーロ         | バケーロス・デ・モンテリア   | 36打数13安打・1本塁打・6打点・OPS 1.078・5盗塁                 |
| 指名打者   | ジョーダン・ディアス         | バケーロス・デ・モンテリア   | 34打数09安打・1本塁打・9打点・OPS 0.816・2盗塁                 |
| 先発投手   | エドゥアール・ロペス         | バケーロス・デ・モンテリア   | 2試合12.1イニング・2勝0敗0セーブ・防御率0.73・06奪三振/3与四球 |
| 救援投手   | アンソニー・ビスカヤ         | レオネス・デル・カラカス     | 6試合07.1イニング・0勝0敗4セーブ・防御率0.00・11奪三振/4与四球 |
| 監督       | ホセ・モレノ                 | カニェロス・デ・ロス・モチス | 予選ラウンド首位通過→3位 大会通算6勝3敗・勝率.667              |